# Le Corniaud
Pour les articles homonymes, voir Corniaud.
Pour plus de détails, voir Fiche technique et Distribution.
Le Corniaud est un film comique franco-italien réalisé par Gérard Oury, sorti en 1965.
Première comédie du réalisateur, le scénario s'inspire d'un épisode du démantèlement de la « French Connection », l'affaire Jacques Angelvin, un présentateur de télévision arrêté aux États-Unis en 1962 au volant d'une Buick provenant de France qui dissimulait un stock d'héroïne pure ; Angelvin clame son innocence et prétend avoir été dupé. Le film raconte le voyage de Naples à Bordeaux du brave Antoine Maréchal à bord d'une Cadillac DeVille décapotable, une virée offerte en dédommagement d'un accident par l'homme d'affaires Léopold Saroyan. Sans le savoir, le touriste transporte une cargaison cachée de drogue, d'or et pierres précieuses volés, sous la surveillance attentive du véreux Saroyan et de malfrats rivaux.
Le « corniaud » du titre, qui se révèle finalement moins naïf qu'il n'y paraît, est interprété par Bourvil, alors à l'apogée de sa carrière, dans son rôle classique de benêt. Léopold Saroyan, le gangster, est joué par Louis de Funès, lequel à cette époque, connaît une fulgurante ascension de sa popularité grâce aux films Le Gendarme de Saint-Tropez et Fantomas. Ce duo comique, jusqu'alors inédit en tête d'affiche, est entouré de Venantino Venantini, Alida Chelli, Beba Loncar, Jacques Ferrière et Jean Droze.
Gérard Oury et le producteur Robert Dorfmann s'accordent à dépasser les standards des comédies françaises d'alors, en proposant un road movie aux moyens assumés, une superproduction en couleurs et en décors naturels, conçue par des techniciens réputés. Le tournage a lieu en Italie, de Naples à Vintimille en passant par Rome, puis en France, notamment à Menton, à la cité de Carcassonne, à Paris et aux studios de Billancourt, d'août à décembre 1964. Ambitieuse, la production dépasse largement son budget, d'un montant inhabituel pour une comédie en France.
À la sortie en salles en mars 1965, la critique, dans l'ensemble favorable, salue un cinéma commercial soigné. Triomphe populaire, le film rassemble 11,7 millions d'entrées, terminant en tête du box-office français de l'année 1965. Forts de cette réussite, Oury, Bourvil et Funès se retrouvent dès l'année suivante pour La Grande Vadrouille. Le Corniaud demeure un « film culte » du cinéma comique français, régulièrement diffusé à la télévision.

## Synopsis

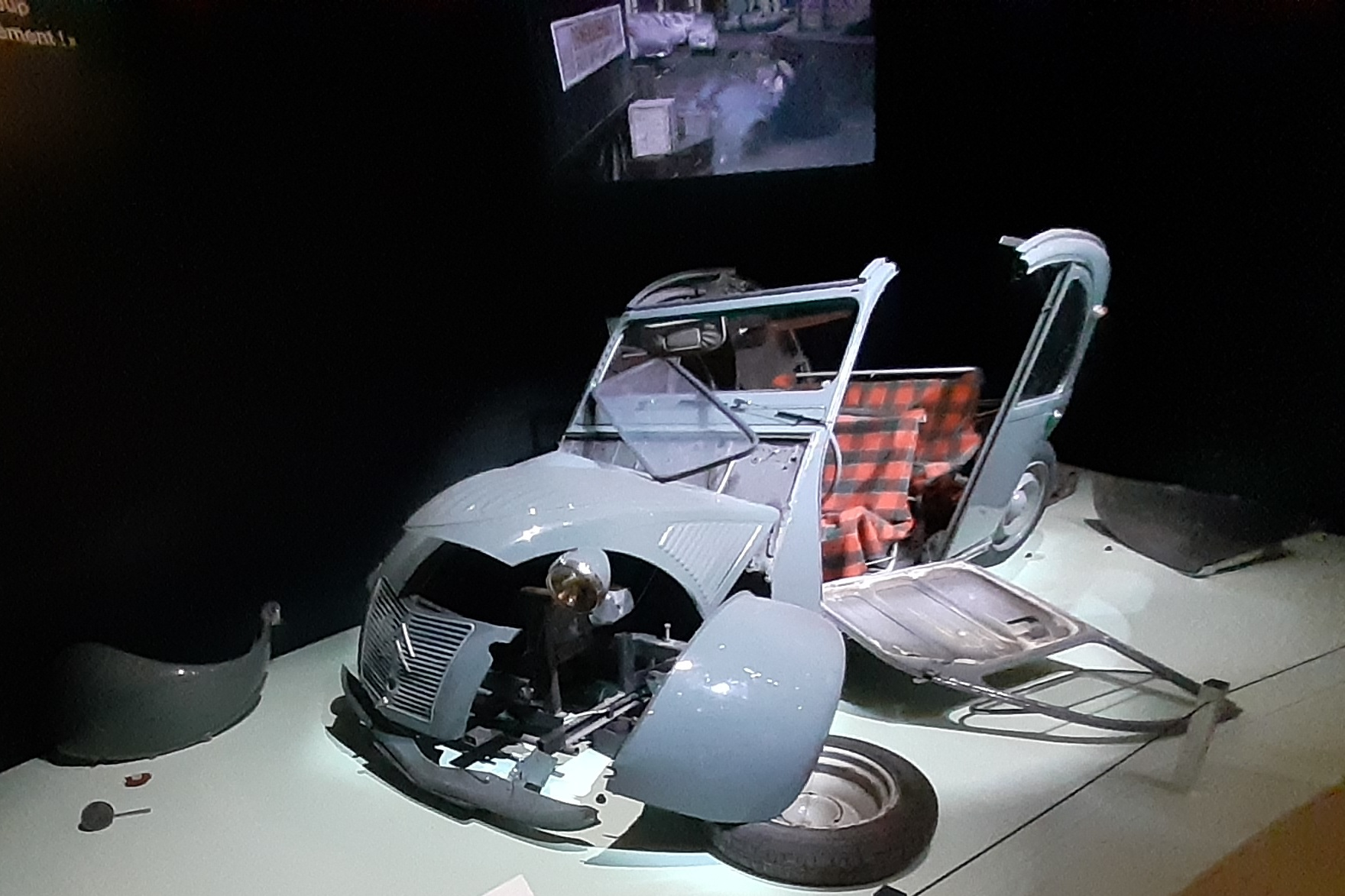
Réplique de la 2CV détruite d'Antoine Maréchal à l'exposition de la Cinémathèque française consacrée à Louis de Funés en 2020.

Antoine Maréchal, un Parisien naïf, s’apprête à partir en vacances avec sa modeste 2CV bleue, pour une virée en Italie plutôt que son séjour habituel à Carcassonne. Cependant, à peine a-t-il parcouru quelques mètres dans les rues de Paris que son véhicule est totalement détruit dans une collision avec la Rolls-Royce de Léopold Saroyan, un homme d’affaires influent spécialisé dans l’import-export. D’abord réticent à reconnaître sa responsabilité, Saroyan finit par se montrer généreux et propose à Maréchal une offre en apparence alléchante : en guise de compensation, il lui donne l'opportunité de poursuivre son voyage en conduisant une somptueuse Cadillac décapotable blanche, appartenant soi-disant à un client américain, de Naples à Bordeaux, où elle doit être embarquée pour les États-Unis. Tous les frais de voyage seront couverts.

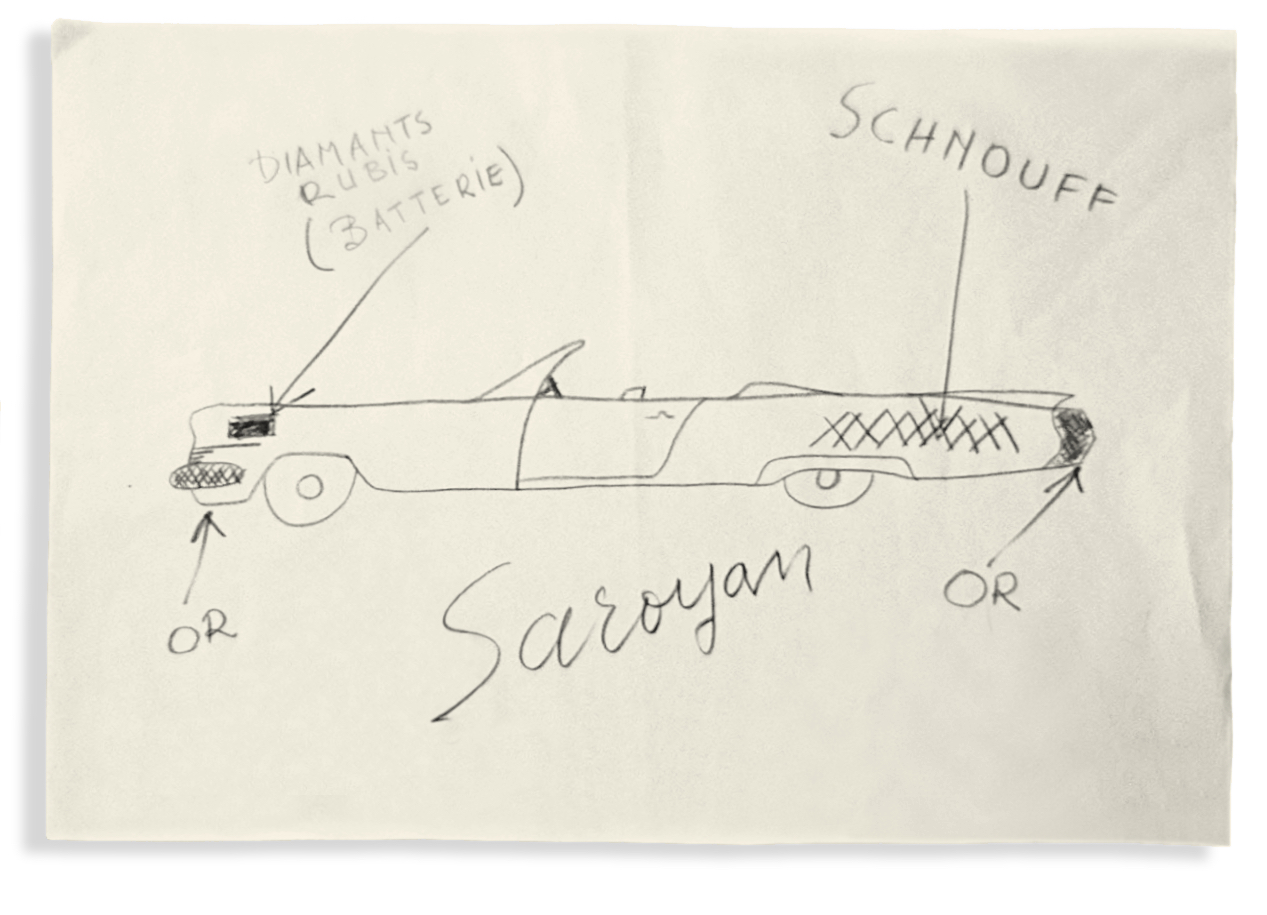
À ses associés, Saroyan dessine un plan du contenu de la Cadillac : des diamants et des rubis dans la batterie, la « schnouff » dans les ailes arrière et l'or maquillé de chrome pour les pare-chocs avant et arrière.

Séduit par cette proposition inespérée, Maréchal accepte sans se douter que Saroyan est en réalité le chef d’un syndicat criminel et que la Cadillac est truffée de marchandises illégales. Cachés dans divers compartiments du véhicule se trouvent de l’héroïne dissimulée dans les ailes arrière, de l'or dans les pare-chocs chromés, des pierres précieuses dissimulées dans la batterie et surtout le Youkounkoun, « le plus gros diamant du monde », récemment volé. Saroyan et ses complices comptent sur l’innocence de Maréchal pour transporter ces biens à travers les frontières sans éveiller les soupçons des douanes.
Maréchal récupère la voiture à Naples et commence son voyage sans se douter qu’il est suivi à la trace par Saroyan et ses hommes, qui surveillent l’acheminement de la précieuse cargaison. Mais ils ne sont pas les seuls intéressés : une bande rivale italienne, dirigée par Mickey dit « le bègue », a découvert la supercherie et suit également la Cadillac pour tenter de s’en emparer.
Après la réparation d'un accrochage au cours duquel le garagiste, trouvé dans la ville, découvre l'or dans les pare-chocs et les subtilise en les remplaçant par des équivalents ordinaires, Maréchal gagne Rome où il rencontre Gina, une séduisante manucure, qui l'accompagne brièvement pour rendre jaloux son fiancé.

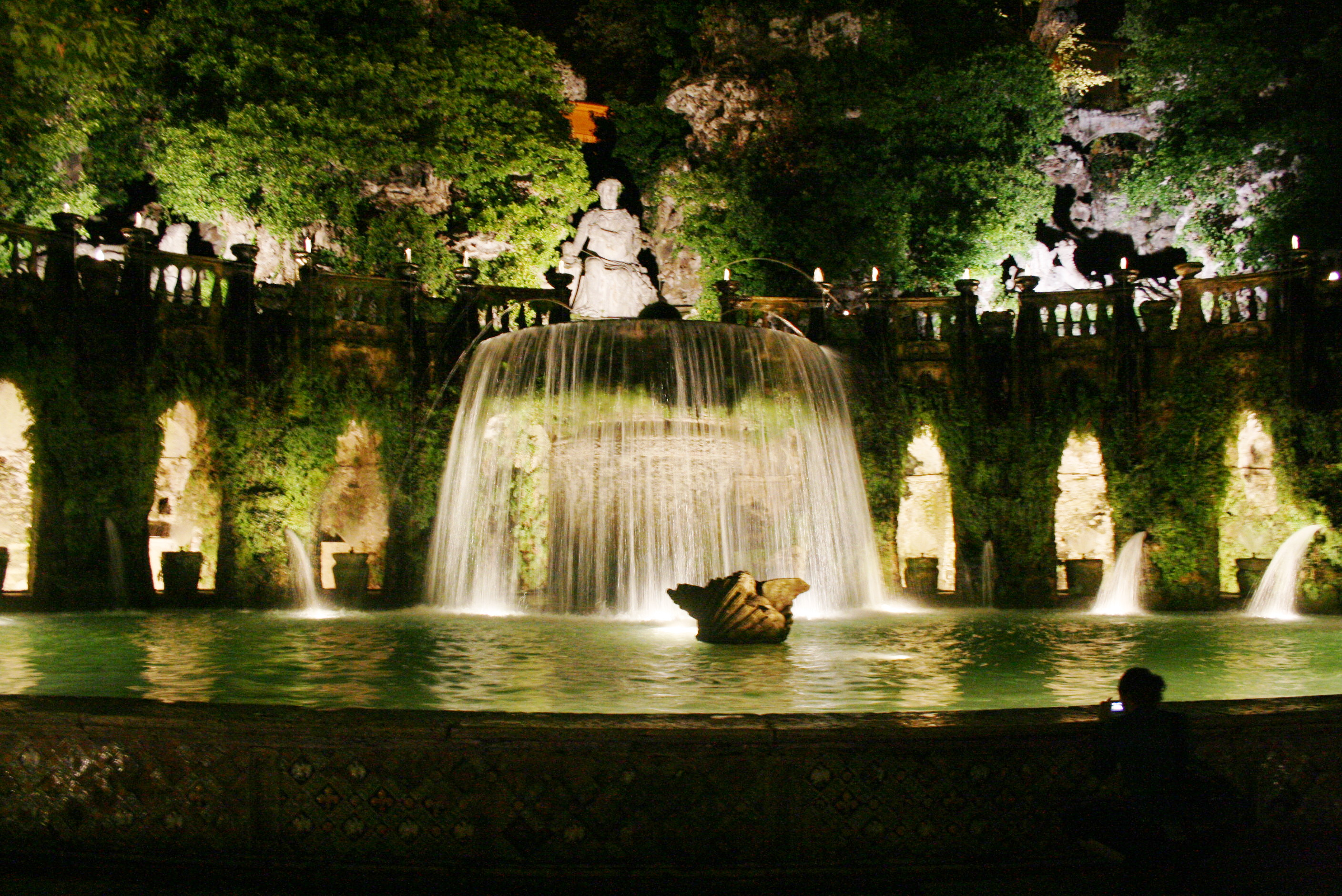
Après le vol de la Cadillac, les bandes de Mickey et Saroyan s'affrontent dans les jardins de la Villa d'Este, à Tivoli.

À la tombée de la nuit, la bande de Mickey s'empare de la Cadillac. Scrutant toujours au balcon, Saroyan l'aperçoit. Une course-poursuite s'engage à travers les rues et la campagne romaine, provoquant quelques accidents. Dans l'échange de coups de feu, les hommes de Saroyan atteignent les flancs de la Cadillac : la drogue se déverse par les trous, sans qu'ils ne puissent rien y faire. Saroyan parvient à tirer dans un pneu, obligeant ses rivaux à abandonner le véhicule. L'incident se termine par un affrontement dans les jardins de la Villa d'Este, où la bande du « bègue » est défaite. Celui-ci réussit à s'échapper. Saroyan mène la Cadillac endommagée dans un garage, où, pressé, il répare lui-même le véhicule en vitesse. Il parvient à rapporter la voiture au dernier moment à l'hôtel, pile alors que Maréchal descend la récupérer.
Antoine quitte Rome en compagnie de Gina, jusqu'à que le fiancé sicilien les rattrape. Préférant retrouver son amoureux, la manucure quitte Antoine non sans lui présenter Ursula, une jeune autostoppeuse allemande qui accompagne Maréchal à son tour, remontant la péninsule, en passant par Sienne et Florence. Ils s'arrêtent dans un camping au bord de la mer. La nuit, Mickey séduit Ursula et parvient à l’influencer. Il les rejoint et, à un moment isolé du trajet, tente de tuer Maréchal pour s’emparer de la voiture. Cependant, Ursula, s’étant prise d’affection pour Antoine, sabote la batterie, empêchant Mickey de repartir avec le véhicule et sauvant ainsi Maréchal. Mais ignorant la véritable valeur de la voiture, ce dernier fait remplacer la batterie défectueuse et jette l’ancienne, contenant les pierres précieuses, à la mer.

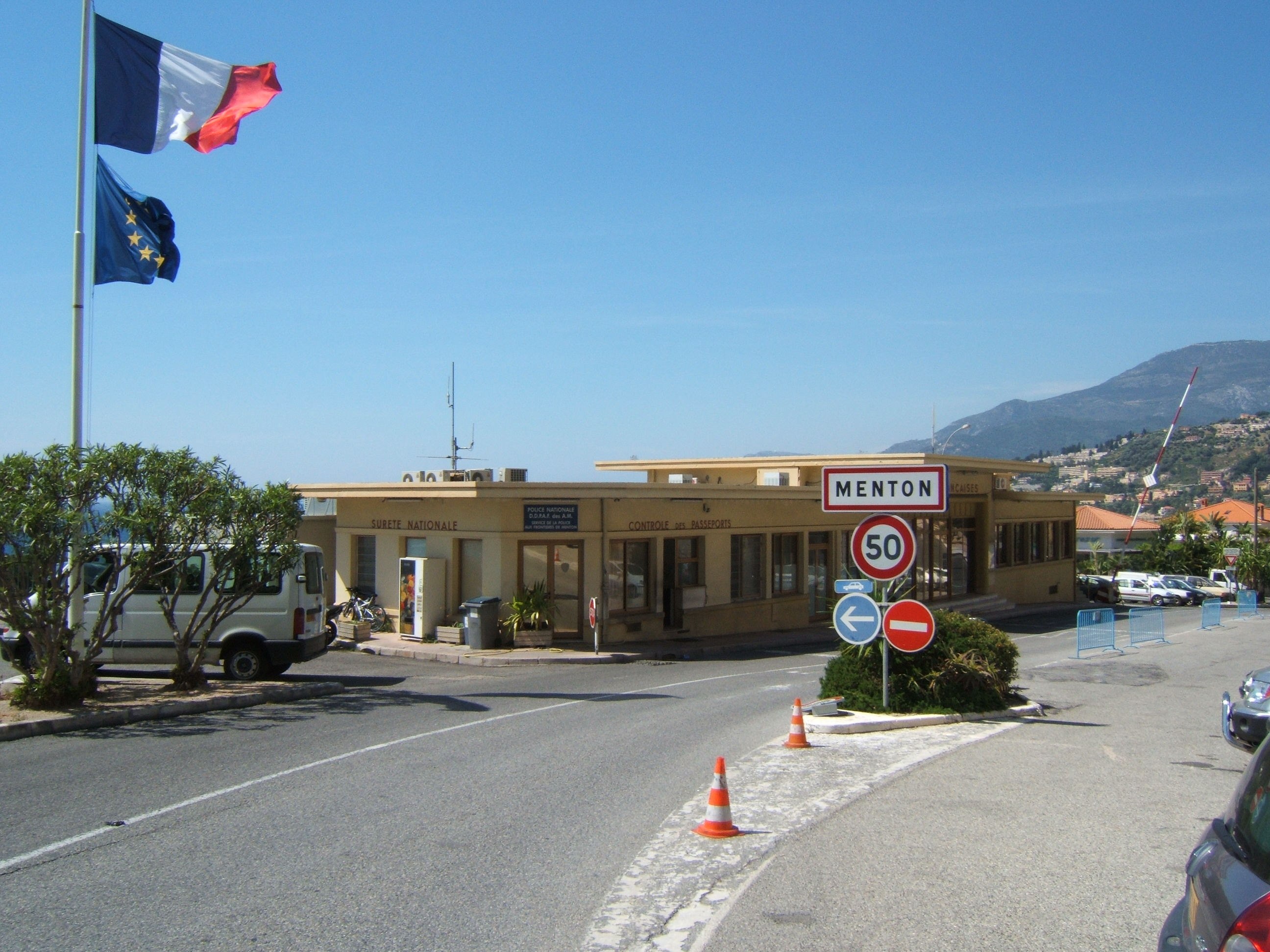
Le poste de douane de Menton où se passe la scène du désossement de la Jaguar de Saroyan par les douaniers.

Arrivé à la frontière française, à Menton, Maréchal aperçoit Saroyan en train de se faire interpeller par la police alors qu’ils démontent sa Rolls-Royce. C’est à cet instant qu’il comprend qu’il a été manipulé et que la Cadillac qu’il conduit est l’objet de toutes les convoitises. Désormais conscient d’avoir été utilisé comme une mule, il décide de jouer un tour à Saroyan. Il poursuit son voyage jusqu’à Carcassonne, où il contacte un vieil ami devenu chef de la police.
Arrivé dans cette ville, toujours suivi par Saroyan et la bande de Mickey, Maréchal les attire tous dans une rue discrète où il les piège en les conduisant dans l’entrée banalisée du commissariat. Tous les criminels sont arrêtés sur-le-champ. Pensant enfin être débarrassé de cette histoire, Maréchal reprend la route vers Bordeaux, dernier point du voyage prévu, mais a un nouvel accident, cette fois avec le fourgon transportant Saroyan vers la prison. En examinant les dégâts, il découvre que le Youkounkoun se trouvait dans le klaxon de la Cadillac, qui avait montré des dysfonctionnements tout au long du voyage.

Affiche pantalon japonaise du film.

Alors qu'ils sont emmenés ensemble au poste de police à bord de la Cadillac accidentée, Maréchal et Saroyan commencent à échanger. Saroyan lui apprend notamment qu'il va recevoir une récompense colossale de 100 millions de francs pour la découverte du diamant. Malgré tout ce qui s’est passé, ils entament une discussion qui marque le début d’une curieuse complicité.

## Fiche technique
Sauf indication contraire, les informations mentionnées dans cette section peuvent être confirmées par les bases de données cinématographiques IMDb et Allociné,  présentes dans la section « Liens externes ».
- Titre original français : Le Corniaud
- Titre italien : Colpo grosso ma non troppo
- Réalisation : Gérard Oury
  - Assistants réalisateurs : Serge Vallin, Giorgio Stegani, Gérard Guérin
- Scénario et adaptation : Gérard Oury, Marcel Jullian
  - Dialogues : Georges Tabet et André Tabet
- Musique : Georges Delerue
- Décors : Francesco Siarletta et Robert Giordani
- Costumes : Tanine Autré
- Photographie : Henri Decaë
  - Vladimir Ivanov, Alain Douarinou pour la seconde équipe
- Son : Antoine Bonfanti
- Régisseur général : Jean Pieuchot, Roberto Cocco, Gaetano Amata (de)
- Montage : Albert Jurgenson, Laurence Leininger, Étiennette Muse
- Effets spéciaux et cascades : Yvan Chiffre, Claude Carliez, Gil Delamare, Michel Durin, Pierre Durin
- Production : Robert Dorfmann
  - Direction de production : Yves Laplanche, Enzo Provenzale, Jacques Juranville
- Attaché de presse : Richard Balducci
- Sociétés de production : Les Films Corona (France), Explorer Film '58 (Italie)
- Sociétés de distribution : Valoria Films
- Pays de production :  France et  Italie
- Budget : 5,3 millions de francs[a] (soit environ 8,6 millions d'euros en 2024[1])
- Studio : Studios de la Victorine
- Langues originales : français avec quelques séquences en italien et en allemand
- Genre : comédie, road movie
- Format : couleur (Eastmancolor) — 2,35:1 (Franscope) — 35 mm — son mono
- Durée : 117 minutes (soit 3 182 métrages)[2]
- Dates de sortie :
  - France : 24 mars 1965
  - Belgique : 8 octobre 1965 (Gand)
  - Italie : 26 novembre 1965

## Distribution
Sauf indication contraire, les informations mentionnées dans cette section peuvent être confirmées par les bases de données cinématographiques IMDb et Allociné,  présentes dans la section « Liens externes ».

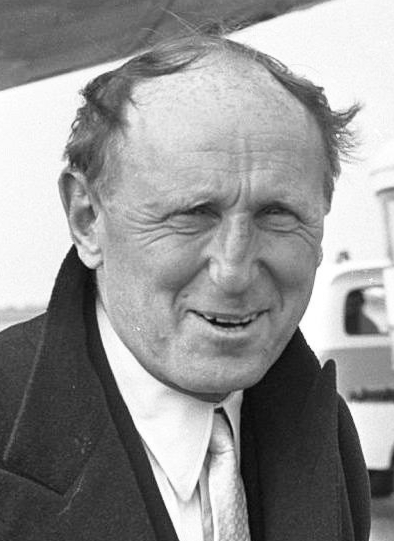
Bourvil
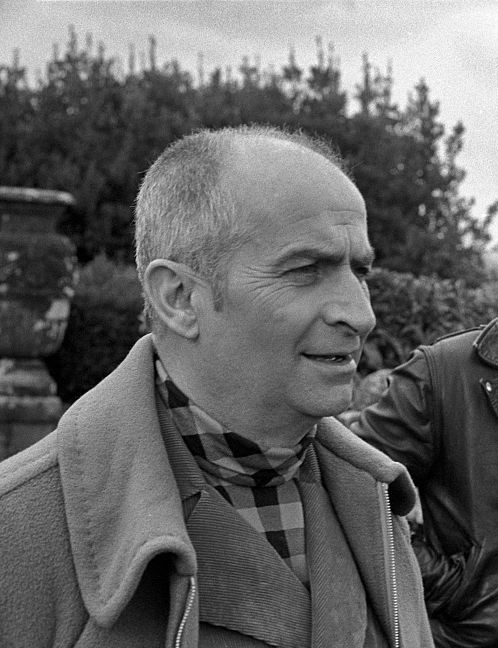
Louis de Funès
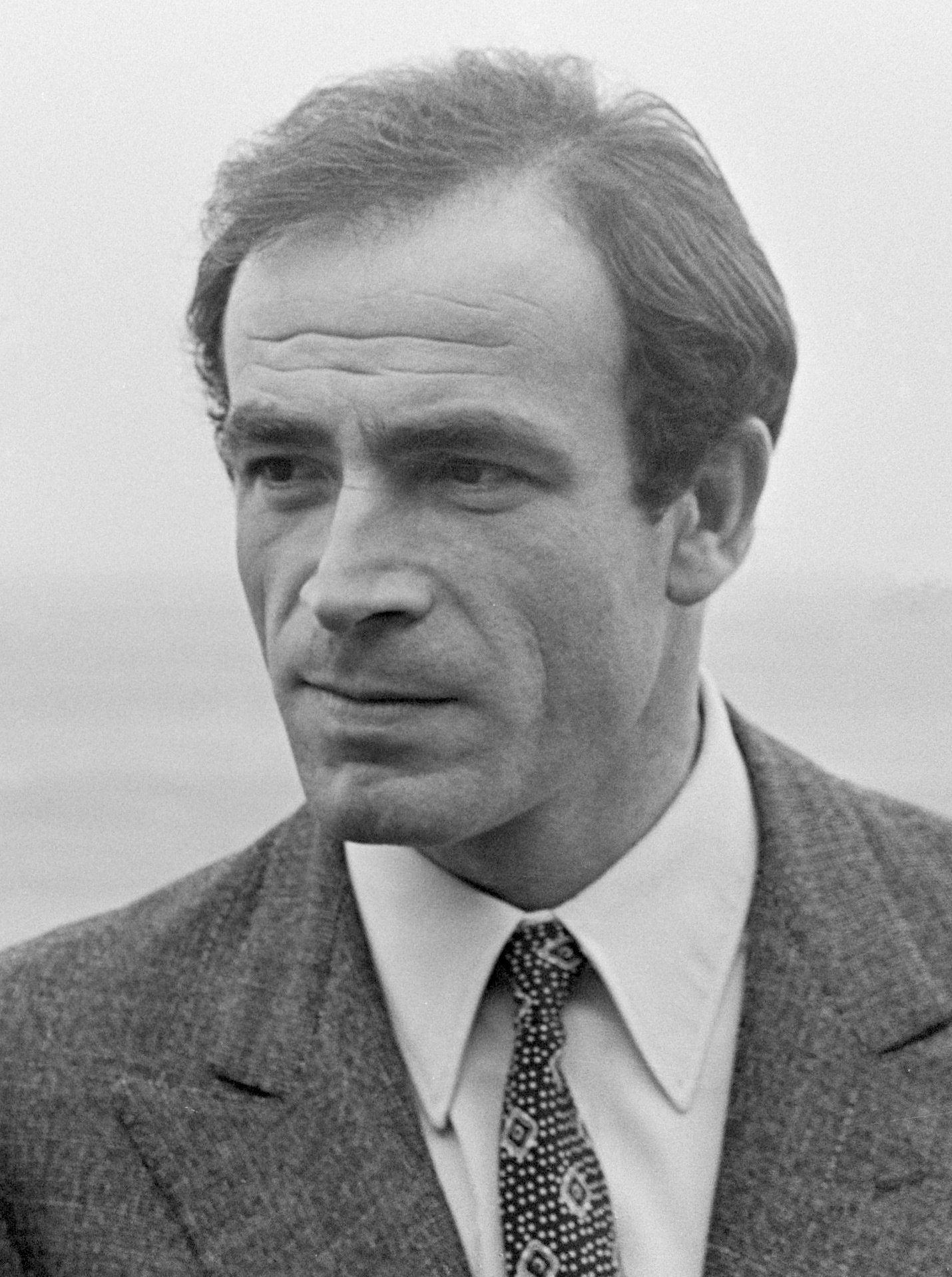
Venantino Venantini
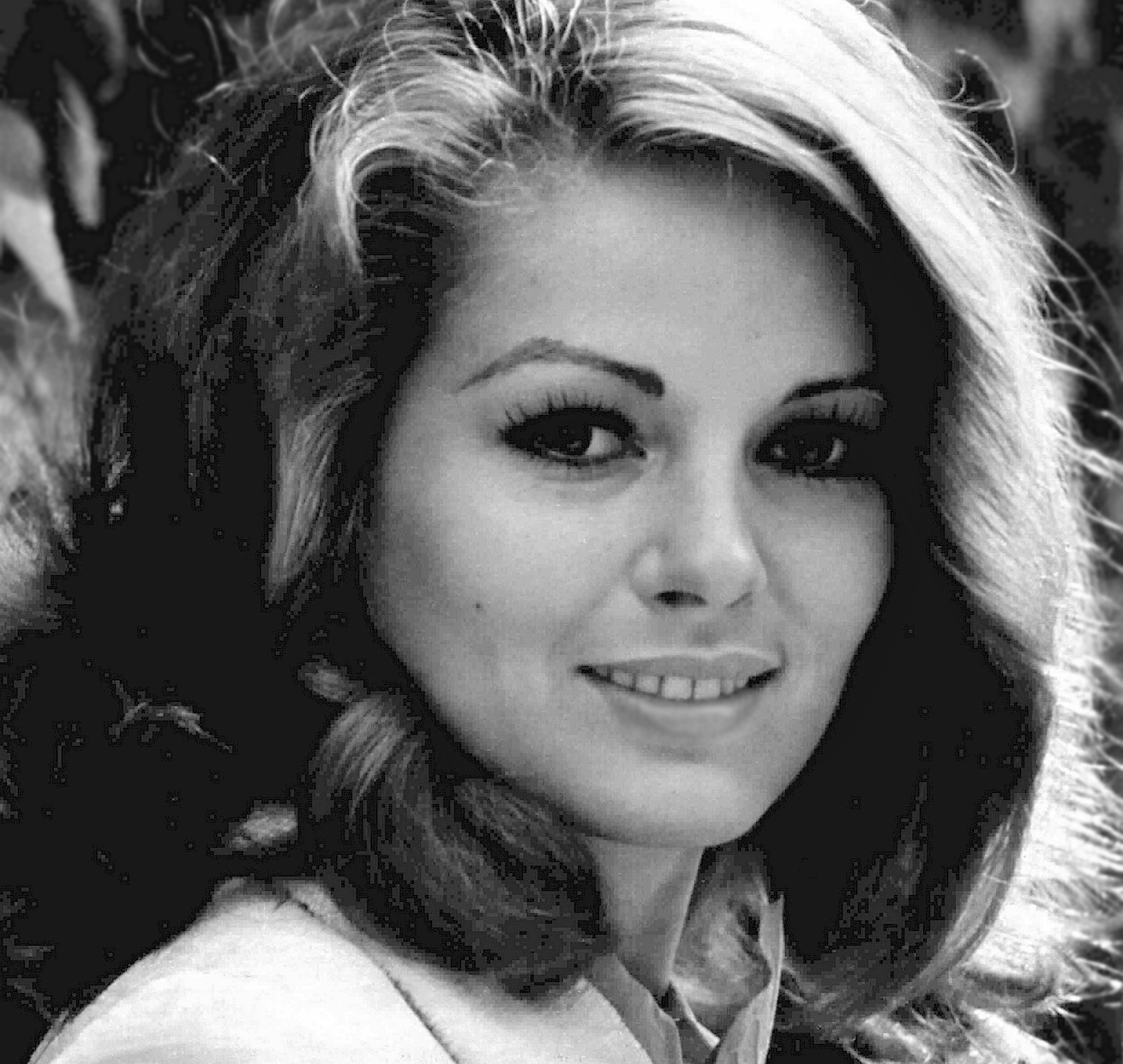
Beba Loncar
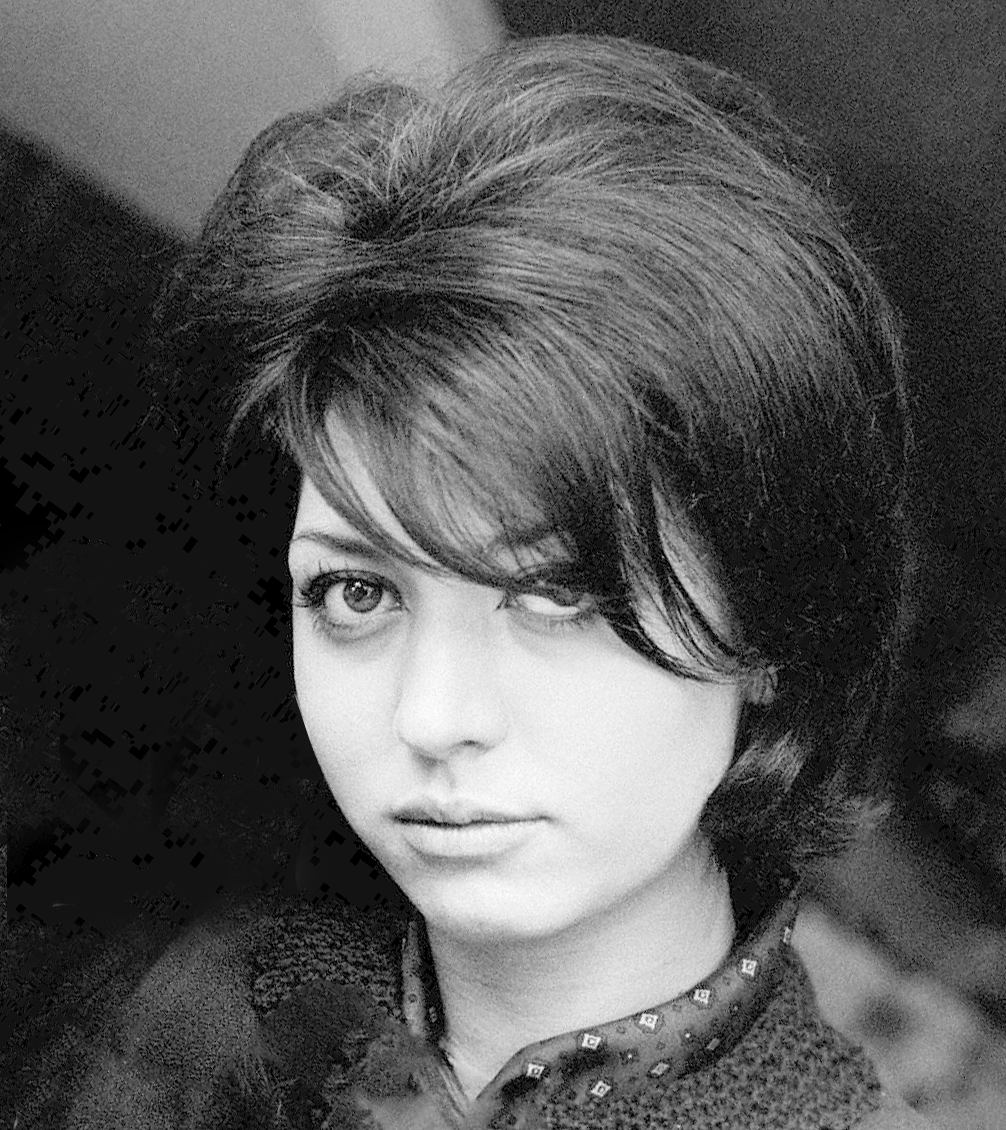
Alida Chelli
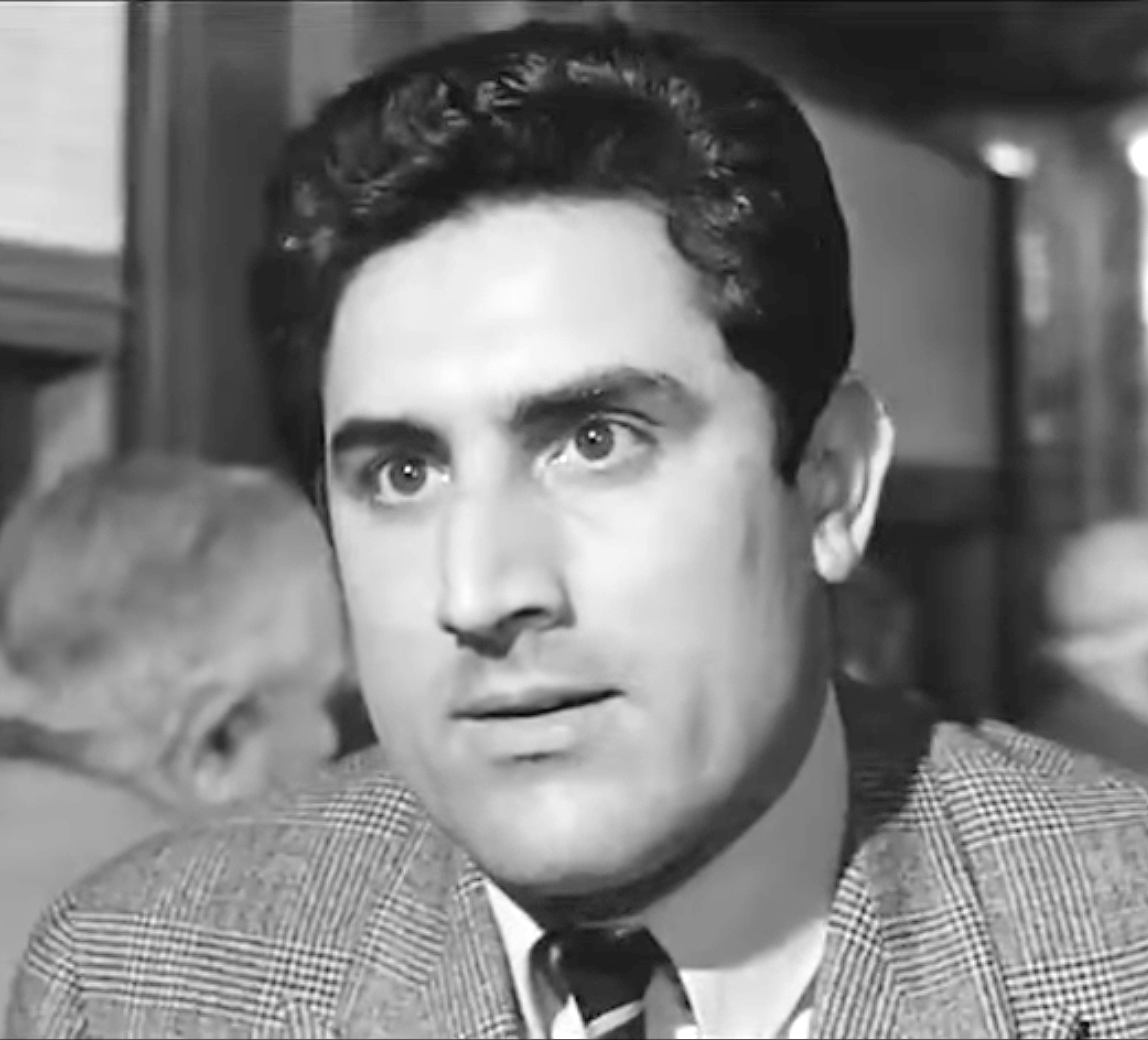
Lando Buzzanca
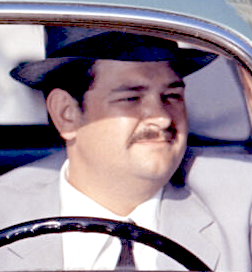
Jacques Ferrière
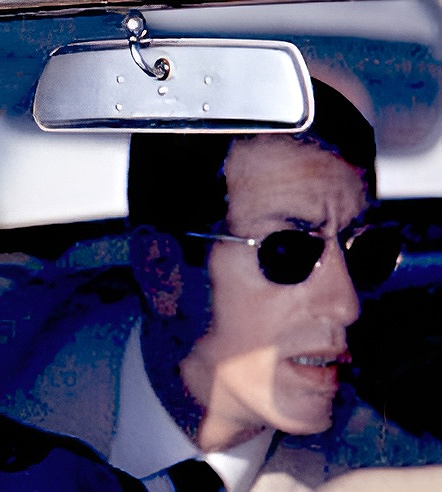
Jean Droze
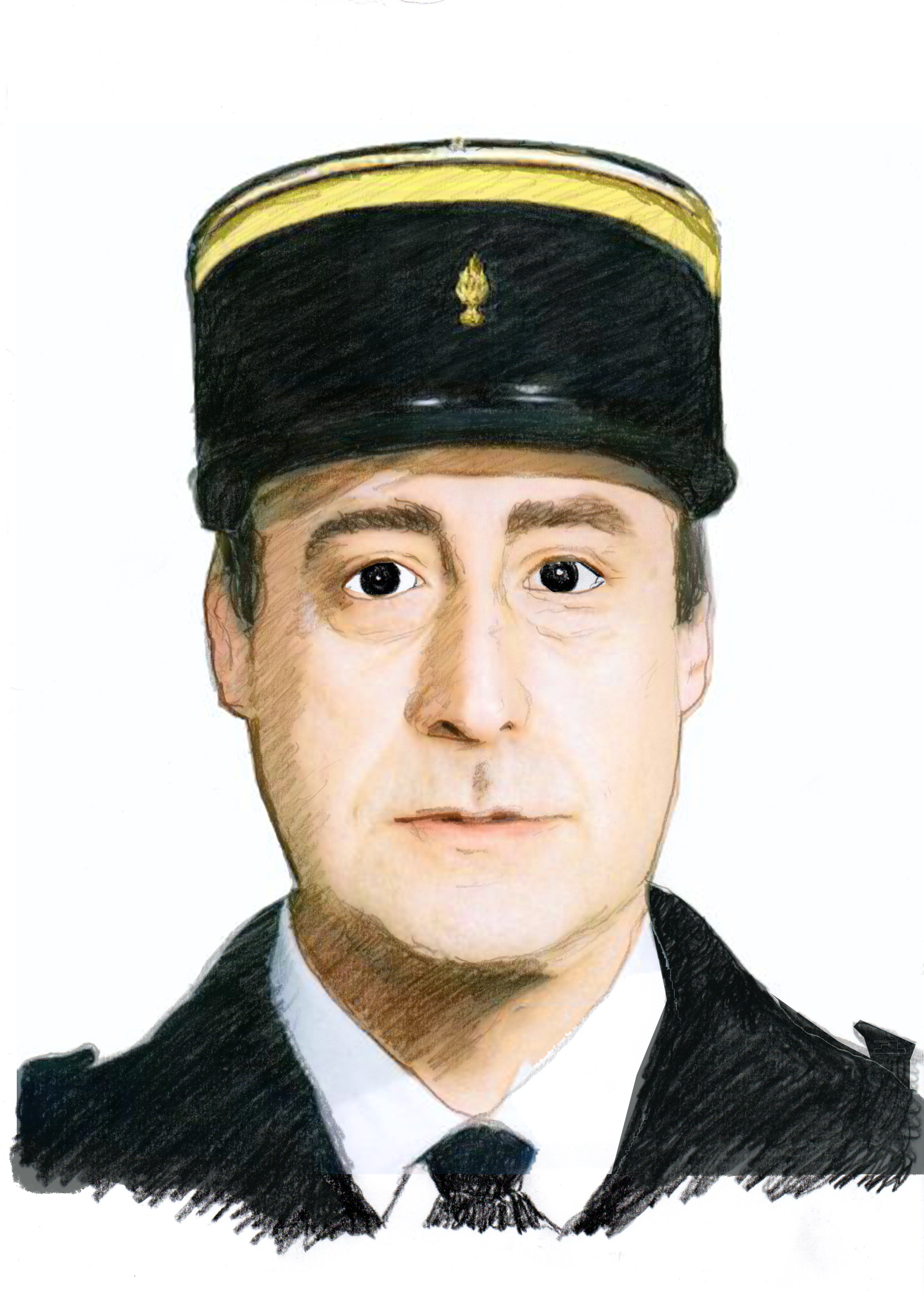
Guy Grosso
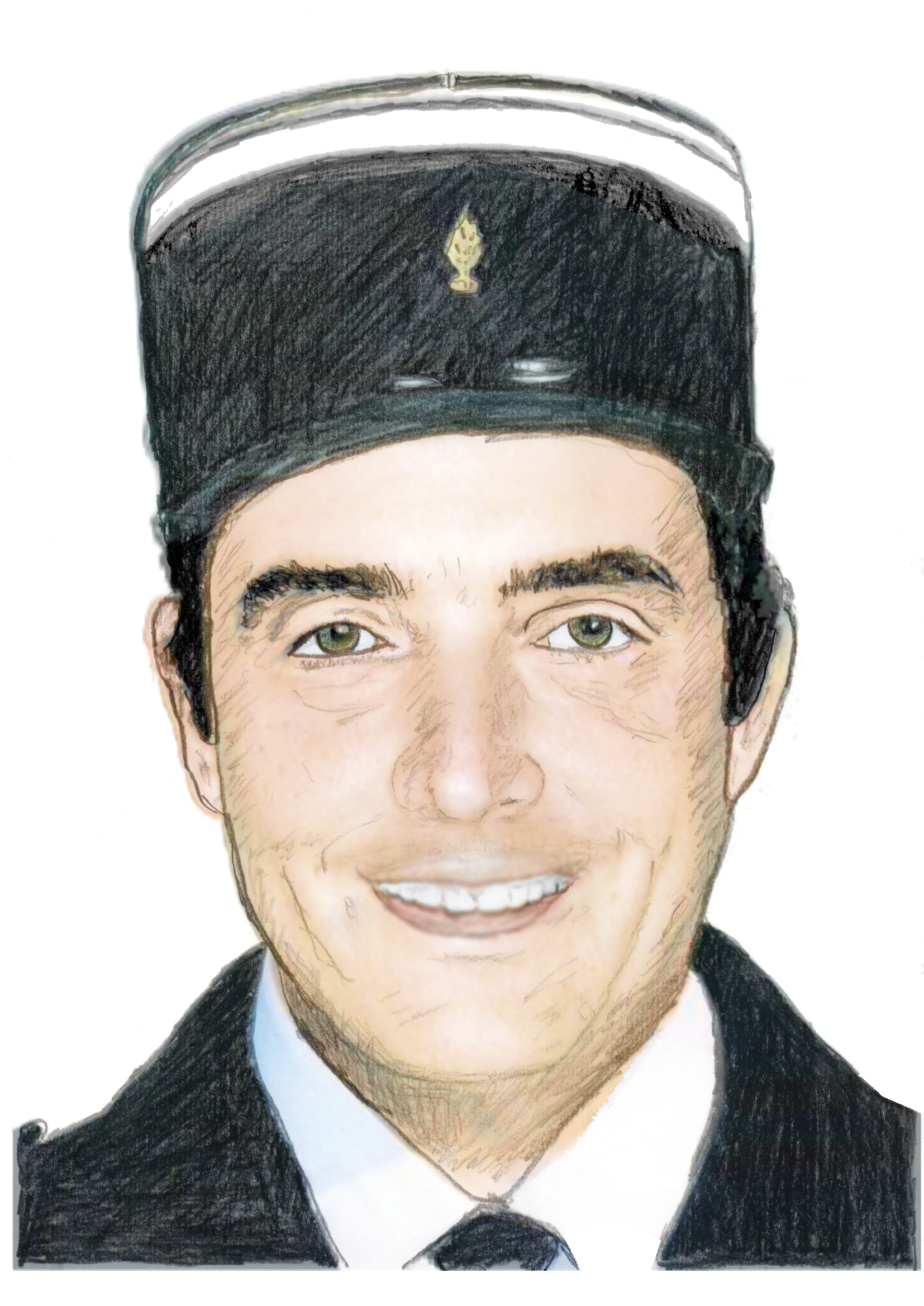
Michel Modo
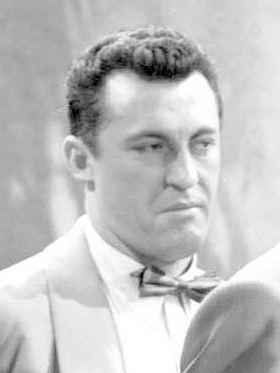
Jack Ary
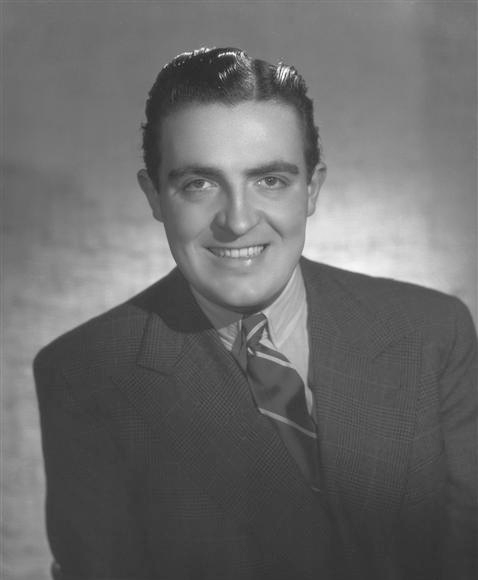
Henri Génès
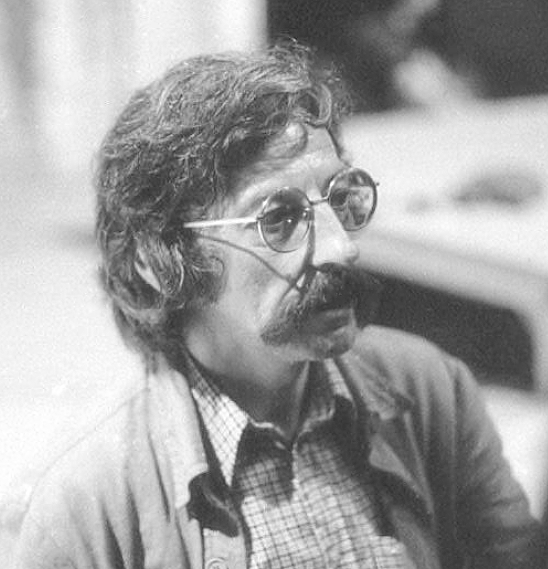
Henri Virlogeux

- Bourvil : Antoine Maréchal
- Louis de Funès : Léopold Saroyan
- Venantino Venantini : Mickey dit « le bègue » ou « la souris »
- Jacques Ferrière : le chauffeur de Saroyan
- Jean Droze : le porte-flingue de Saroyan
- Beba Loncar : Ursula, l'auto-stoppeuse
- Alida Chelli : Gina, la manucure
- Lando Buzzanca : Lino, le barbier
- Henri Génès : Martial
- Jacques Eyser : un truand, associé de Saroyan
- Henri Virlogeux : un truand, associé de Saroyan
- Jean Meyer : un truand, associé de Saroyan
- Pierre Roussel : Mario Costa, le maitre d'hôtel
- Guy Delorme : Luigi, complice de Mickey
- Bob Lerick : Loulou, complice de Mickey
- Jack Ary (crédité « Jacques Ary ») : le commissaire
- Guy Grosso (crédité « Grosso ») : un douanier
- Michel Modo (crédité « Modo ») : un douanier
- Yvon Jeanclaude : un douanier
- Nino Vingelli : Tagliella, le garagiste napolitain[note 1]
- Robert Duranton : l'athlète sous la douche
- Jean-Marie Bon : le garagiste romain
- Jean Minisini : un inspecteur à Carcassonne
- Éric Vasberg : un inspecteur à Carcassonne
- Annie Claparède : Suzanne, la serveuse du Café de France[3]
- Nicole Desailly : Madame Chenu, la concierge de Maréchal
- Germaine de France : la vieille dame qui chante
- Marius Gaidon : un policier à Bordeaux
- Bernard Meunier : le secrétaire de Saroyan
- Louis Viret : Philibert, à Carcassonne[3]
- Walter Chiari
- Michèle Morgan : elle-même (scène coupée)

## Production

### Genèse et développement

#### Gérard Oury, réalisateur comique?

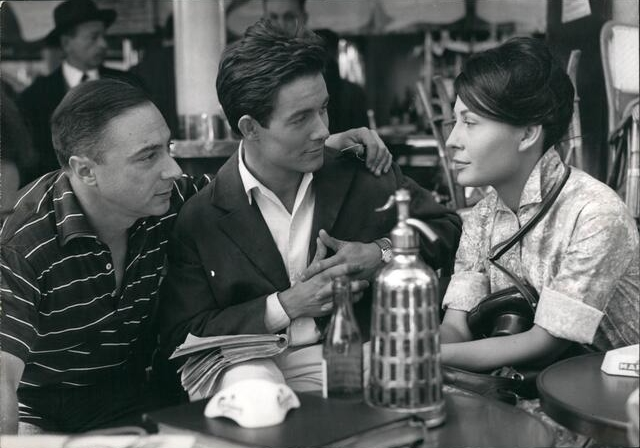
Gérard Oury (à gauche) avec Jacques Charrier et Franca Bettoja lors du tournage de son premier film, La Main chaude, en 1959.

Au début des années 1960, l'acteur Gérard Oury s'oriente vers la réalisation, après l'écriture de plusieurs scénarios. Il avoue avoir changé de voie pour impressionner Michèle Morgan, avec qui il entretient une liaison alors secrète,. Après deux films passés inaperçus, La Main chaude (1960) et La Menace (1961), il met en scène un film à sketches de genre policier, Le crime ne paie pas (1962),,,,. Bien qu'il s'agisse de drames, le quatrième sketch de ce dernier film comporte un rôle comique, tenu par son ami Louis de Funès, alors comédien de second plan,. À l'époque, déjà fort d'une centaine d'apparitions au cinéma, Louis de Funès est sollicité par des réalisateurs dramatiques pour « faire son numéro » le temps d'une scène, créer son « film dans le film »,. Son passage ne prend qu'un jour de tournage, le 8 décembre 1961,. L'acteur expérimenté remarque le plaisir pris par Oury à tourner de la comédie, à voir un acteur provoquer le rire et à le diriger pour en améliorer l'effet,.

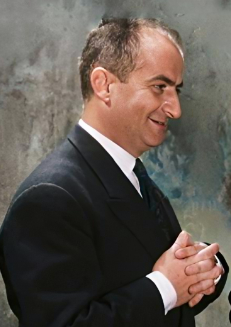
En 1961, Louis de Funès incite Gérard Oury à mettre en scène des comédies.

Au cours du repas à la pause, Louis de Funès lui dit le voir plutôt derrière des comédies,. Il demande : « Mais quel film es-tu donc en train de faire ? Je te pose la question : crois-tu être un metteur en scène de films dramatiques ou réalistes ? Si c'est le cas, tu te fourres le doigt dans l'œil ! »,,. Son argument est que le réalisateur s'est laissé rire de la scène : « Tu as ri, c'est très rare. — C'est rare un réalisateur qui rit ? — Exceptionnel même ! — S'il suffisait de se tordre pour être capable de faire rire les autres, où irions-nous ? — Vers un monde meilleur. Sais-tu que personne n'a jamais commis une mauvaise action en riant de bon cœur ? Quant à toi, tu es un auteur comique et tu ne parviendras à t'exprimer vraiment que lorsque tu auras admis cette vérité-là »,,,. Oury cite cette déclaration comme un pas important dans sa décision de tourner des films comiques,,. Il n'était, de toute manière, pas satisfait de sa situation : « Je suis assis le cul entre deux chaises : plus tout à fait acteur, pas encore metteur en scène consacré, ma carrière flottaille »,.
Le crime ne paie pas  n'obtient qu'un succès d'estime, dû à sa pléiade de comédiens connus et au fait d'être l'adaptation d'une populaire bande dessinée de France-Soir. Gérard Oury planche ensuite sur quelques synopsis de comédies à mettre en scène. Son principal projet suivant est cependant un nouveau drame, tiré des aventures du HMS Fidelity pendant la Seconde Guerre mondiale et de son truculent lieutenant commander français (un rôle destiné à Yul Brynner),,,. Son ami Alain Poiré, de la Gaumont, accepte de le produire, après avoir financé sa deuxième réalisation. Ce film intitulé Le Cargo de la colère n'est finalement jamais tourné,. Ce projet avorté lui permet néanmoins de rencontrer Marcel Jullian, auteur d'un roman sur le sujet, qui demeure son partenaire d'écriture sur ses idées ultérieures,,,.

#### Un scénario tiré de l'affaire Angelvin

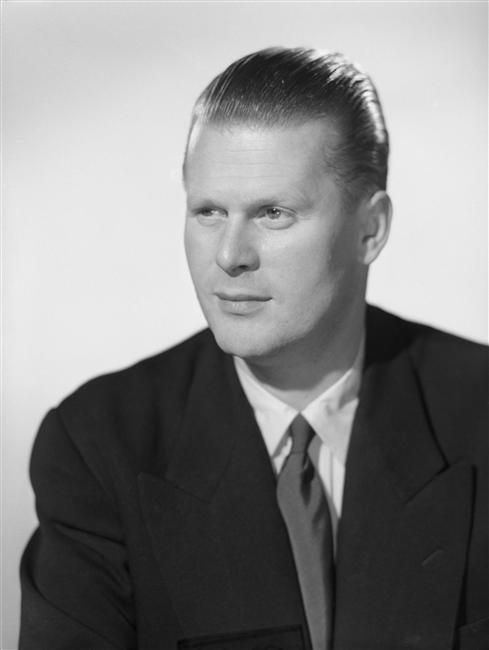
En 1962, le présentateur français Jacques Angelvin est arrêté à New York pour avoir transporté de l'héroïne dans une Buick Invicta truquée.

Un fait divers lié à la French Connection donne l'inspiration à Gérard Oury pour une comédie : l'arrestation à New York en janvier 1962 d'un présentateur-vedette de la télévision française, Jacques Angelvin, par des agents du Bureau des narcotiques,,,. En voyage d'agrément aux États-Unis, Angelvin a fait acheminer par paquebot depuis la France une Buick Invicta récemment acquise,,,. Après la filature et l'interpellation de trafiquants français et américano-italiens, la police détermine que la voiture a pu dissimuler, grâce à une cache sous le siège arrière et des caissons soudés dans les ailes, environ 52 kg d'héroïne, dont seulement une partie est retrouvée dans la ville,,. Le réseau comptait sur la célébrité de l'animateur de Paris-Club — première émission populaire des débuts de la télévision — pour déjouer tout soupçon à la douane,.
Angelvin clame son innocence en prétendant avoir été dupé,,. Condamné à trois à six ans de prison, il soutient avoir plaidé coupable uniquement pour bénéficier de la clémence des juges et abréger sa peine,,,. Au vu de la notoriété de l'inculpé, le fait divers fait alors grand bruit. Sans forcément croire à la version d'Angelvin, Oury imagine le sujet d'une « mule » innocente, utilisée à son insu pour faire passer une frontière à une voiture cachant divers trafics,,. Le souvenir d'un voyage en Italie avec son épouse et François Reichenbach à bord d'une Chevrolet de location lui donne le cadre et des idées de péripéties,,,. Il envisage dès le début de confronter Bourvil à Louis de Funès, bâtissant les deux personnages sur leurs caractères habituels,.

#### Une comédie ambitieuse
« Et ras-le-bol les productions comiques bon marché, moches et vulgaires. Je tournerai dans des sites magnifiques. »

— Gérard Oury se remémorant son état d'esprit à la création du film, 1988,.

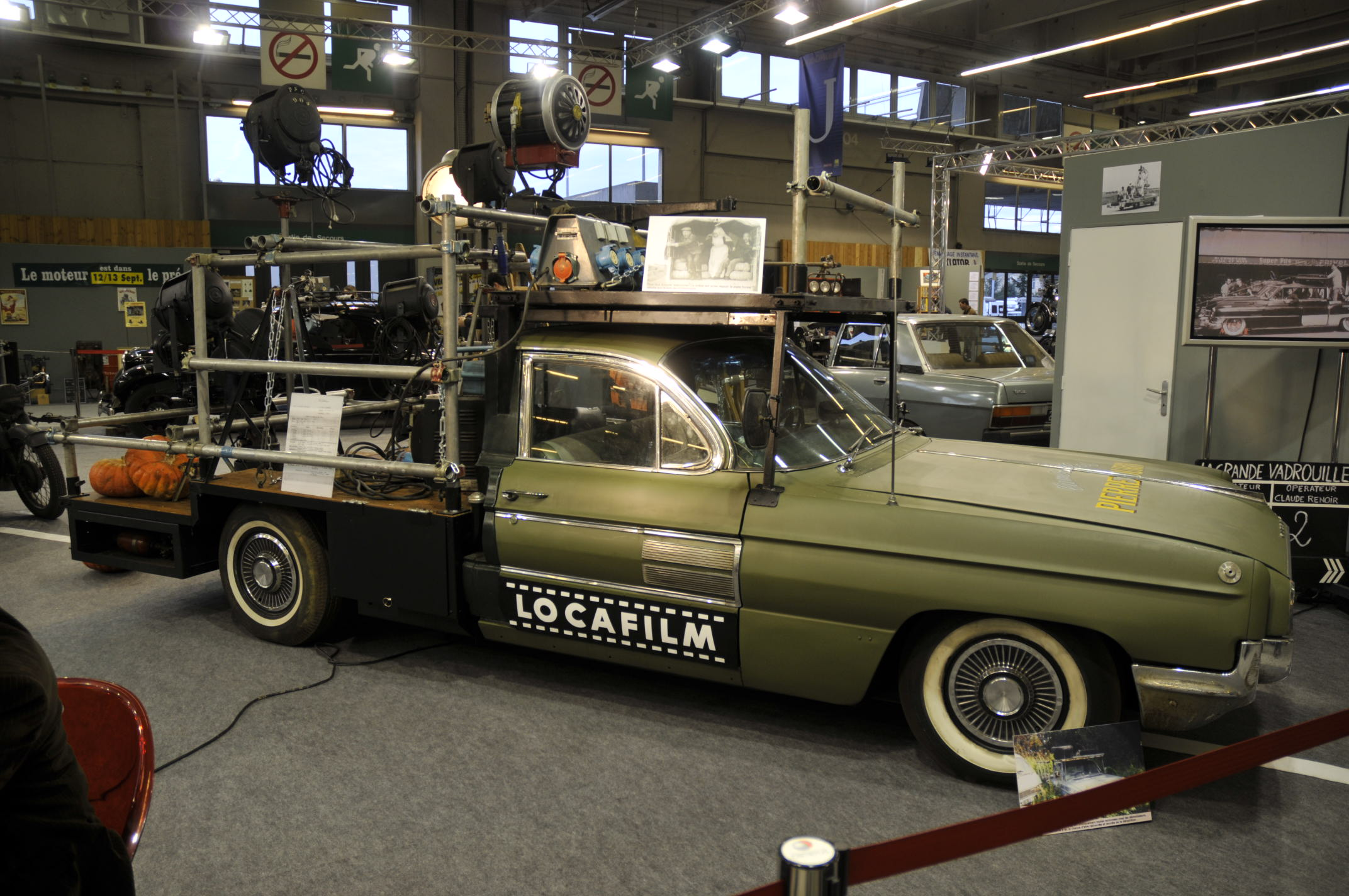
Gérard Oury compte filmer Le Corniaud entièrement en extérieurs, notamment à l'aide de voitures travelling (comme celle-ci utilisée sur La Grande Vadrouille).

Gérard Oury souhaite se départir des standards de la production comique française,,,. En France, la comédie ne bénéficie alors que de faibles moyens, l'essentiel étant de faire rire, sans chercher de qualité formelle particulière,,. Ces films sont ainsi cantonnés à de modestes budgets, au noir et blanc, à quelques lieux (un appartement, un village…), à l'écriture et au tournage rapides, reposant sur une économie maximale, n'offrant au spectateur que le rire comme unique attrait,,,. Les vedettes comiques bâtissent leur notoriété sur une accumulation de petits films plutôt que de grandes productions marquantes (Jean Richard et ses sept films annuels, par exemple),. À l'inverse, à Hollywood, le comique est considéré comme un genre à part entière et bénéficie des mêmes conditions de production qu'un film d'un autre registre. Seule exception, il a été impressionné par la richesse de La Belle Américaine (1961) des Branquignols.
Oury exige une certaine ambition pour sa première comédie, au-delà de l'intrigue et des comédiens,. Il compte engager les meilleurs techniciens du moment,. En premier lieu, le film doit être en couleurs, encore un luxe à l'époque,,. Il doit aligner des décors naturels spectaculaires,. Il serait essentiellement tourné en extérieurs plutôt qu'en studios. Cette volonté de s'éloigner des studios rejoint d'ailleurs celle initiée par la Nouvelle Vague au même moment. Il désire ainsi filmer « entièrement sur des voitures en marche », à l'aide de plateformes mobiles et de voitures travelling, au lieu de la traditionnelle technique de la transparence en studio,. Sur le même principe, il veut capter en son direct les scènes, procédé plus onéreux et moins confortable que la postsynchronisation. Il demande enfin qu'on lui laisse tout le temps nécessaire pour perfectionner le scénario.

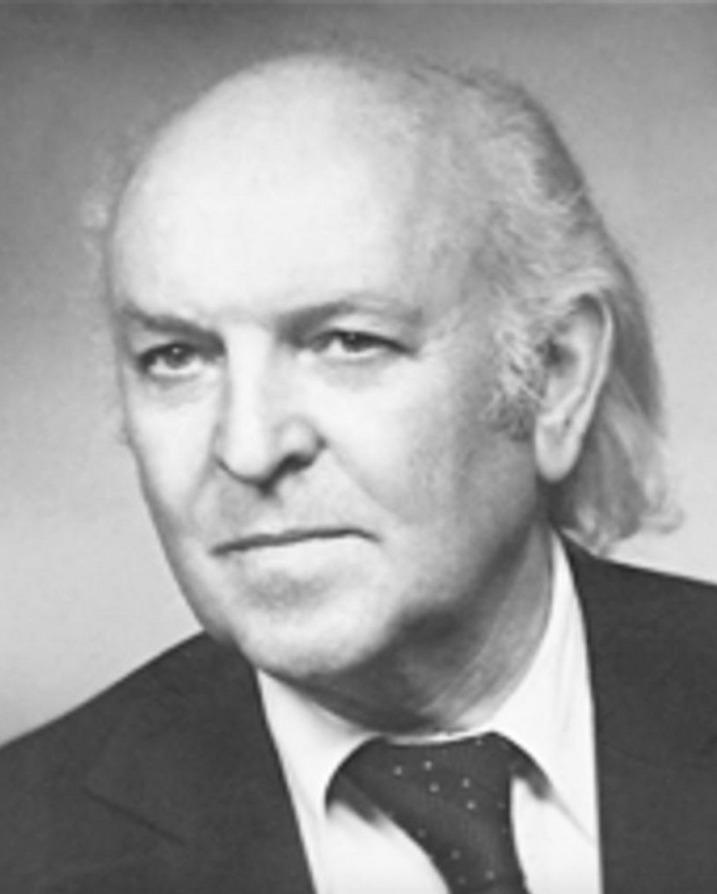
Artisan de grands succès, Robert Dorfmann donne à Oury les moyens de ses ambitions pour sa comédie.

Alain Poiré de Gaumont, producteur du second film d'Oury, La Menace, est réticent à l'idée de produire Le Corniaud selon les conditions réclamées par le réalisateur,,. Avec son approche plus classique de la comédie, il lui propose de déplacer l'intrigue en Espagne, destination moins coûteuse, et de tourner en noir et blanc,,. Quoique découragé, Oury refuse de dénaturer son projet. Bourvil le soutient dans ses exigences. Le producteur indépendant Robert Dorfmann découvre par hasard le film en passe d'être abandonné : connu pour ses prises de risques, il rachète le projet à la Gaumont et consent à produire la comédie en respectant les vues d'Oury, malgré le lourd investissement nécessaire,,,. Dorfmann professe : « Il y a une désaffection certaine du cinéma. S'il n'y a pas de qualité, il n'y a pas de spectateurs ». Il s'associe avec un coproducteur italien, Explorer Film '58.
Un budget de 3,5 millions de francs (soit 5,7 millions d'euros de 2024) est établi,. Autre luxe, Dorfmann accorde à Oury un an d'écriture et neuf mois de préparation technique. Il prévoit douze semaines de tournage, alors que le cinéma comique le plus riche — les films de Fernandel — ne profite au mieux de que de huit semaines. Oury ne reçoit pas de cachet : le producteur lui octroie de quoi vivre durant la préparation et le tournage, puis il recevra la moitié des bénéfices une fois le film amorti,. Il peut engager des techniciens et artistes réputés, passés par le cinéma le plus exigeant, comme Henri Decaë à l'image, Georges Delerue à la musique ou Albert Jurgenson au montage,.
L'écriture du scénario commence en décembre 1963. Gérard Oury et Marcel Jullian travaillent dans l'appartement du premier. Danièle Thompson suit ces séances d'écriture en retrait, comme depuis son enfance où elle a vu passer de nombreux scénaristes chez son père ; pour la première fois, elle participe sporadiquement aux échanges d'idées, apportant notamment celle du téléphone dans la Cadillac, rareté pour l'époque, propice aux gags. La création des dialogues est ensuite confiée aux frères Georges et André Tabet. Les fantaisistes Grosso et Modo officient ponctuellement en tant que gagmen. Les repérages en Italie et en France ont lieu en juin 1964. Le scénario est terminé en juillet-août 1964. Le cadreur Alain Douarinou quitte en avance le tournage de Week-end à Zuydcoote afin de préparer le découpage technique avec Oury : « Le scénario dialogué était prêt. (…) Gérard n'était pas, au départ, particulièrement doué pour la mise en scène (…) La technique ne l'intéressait d'ailleurs que de manière très secondaire ». La première équipe de prise de vues est la même que celle du film de guerre d'Henri Verneuil. Aventurier, Dorfmann s'engage dans cette surperproduction alors qu'il sort d'une faillite. Ses nouveaux bureaux sont dans des cabanons de chantier à Suresnes. Dès le début, il est à court d'argent : le transport des véhicules et du matériel jusqu'en Italie est financé par du liquide obtenu au dernier moment dans un cercle de jeu qu'il fréquente.

### Attribution des rôles

Louis de Funès et Bourvil dans la Cadillac DeVille convertible 1964, lors du tournage sur lAutostrada del Sole.

Gérard Oury pense d'emblée à Bourvil et Louis de Funès pour les rôles principaux,,. Robert Dorfmann avait déjà eu auparavant l'ambition de les réunir en tête d'affiche. Le réalisateur connaît Louis de Funès depuis une pièce désastreuse en 1948, Thermidor, jouée au théâtre Pigalle seulement une semaine ; Oury avait aussitôt été ébloui par les facéties de son aîné et son talent de mime,,. Quant à Bourvil, Oury avait joué avec lui dans Garou-Garou, le passe-muraille (1951), recevant de mémorables gifles du robuste Normand au cours d'une scène ; ils s'étaient également vus sur le tournage du film Le Miroir à deux faces, où Oury était acteur et scénariste,,. Dans le rôle-titre du « corniaud » Antoine Maréchal, Bourvil livre une nouvelle variation autour de son caractère de brave homme, simple, tendre, miroir du public,,. Louis de Funès affine son personnage de « petit chef » râleur, mielleux avec plus puissant que lui et tyrannique avec ses subordonnés, condensé des lâchetés humaines,,. Gérard Oury lui décèle cette rareté : « Louis a cette façon d'être odieux sans être antipathique ».
Bourvil est la vedette du film. Si les deux comédiens ont commencé leurs carrières au cinéma à la même époque, Bourvil est rapidement devenu une tête d'affiche, désormais installée depuis dix ans, tandis que Louis de Funès a péniblement réussi à s'établir comme un second rôle remarqué et apprécié du public, parfois acteur principal de quelques petits films. Ils se sont par le passé côtoyés dans Poisson d'avril (1954), Les Hussards (1955) et La Traversée de Paris (1956) et ont envie de travailler à nouveau ensemble,,,. Louis de Funès accepte la proposition sans hésiter. Bourvil apprécie beaucoup Oury et lui donne son accord sans même connaître l'histoire. Bourvil touche le triple du cachet de son partenaire, étant la véritable vedette du film à la signature du contrat,. Lors de la préparation du Corniaud, Louis de Funès tourne un film dont personne n'imagine alors le succès, Le Gendarme de Saint-Tropez, qui décuplera sa célébrité,.
Le rôle de Mickey « le bègue » est confié à Venantino Venantini, habitué des productions franco-italiennes révélé par Les Tontons flingueurs (1963) ; il est de nouveau antagoniste face à Louis de Funès dans Le Grand Restaurant (1966) et La Folie des grandeurs (1971),. L'acteur italien est ravi de ce rôle puisqu'il est au sujet au bégaiement depuis son enfance. Aperçu dans Faites sauter la banque et Le Gendarme de Saint-Tropez, Jean Droze, protégé funésien, est l'un des hommes de main de Saroyan,. L'autre sbire est joué par Jacques Ferrière. Incarnation de la beauté romaine, Alida Chelli, surtout populaire en Italie en tant que chanteuse, tient le rôle de la manucure courtisée par Maréchal,. Lando Buzzanca incarne le barbier, son petit-ami sicilien jaloux, dans la lignée de ses personnages de séducteurs ridicules ou de machos dans la comédie à l'italienne de l'époque. Le rôle de la nudiste allemande Ursula est attribué à l'actrice yougoslave Beba Loncar, repérée dans son pays dès son premier film, Neuvième cercle (1960), puis apparu dans la superproduction internationale Les Drakkars (1964). Grâce au rôle du gendarme Martial, le fantaisiste Henri Génès retrouve le chemin des plateaux de tournage, après avoir dû abandonner quelques années la scène et le cinéma à la suite d'une attaque cérébrale. Le duo Grosso et Modo retrouve Louis de Funès peu après Le Gendarme de Saint-Tropez, ici dans l'uniforme de douaniers (à l'instar du spectacle La Grosse Valse). Michèle Morgan devait apparaître dans son propre rôle mais sa courte scène avec Louis de Funès est coupée,.

### Tournage

#### Traversée tourmentée de l'Italie

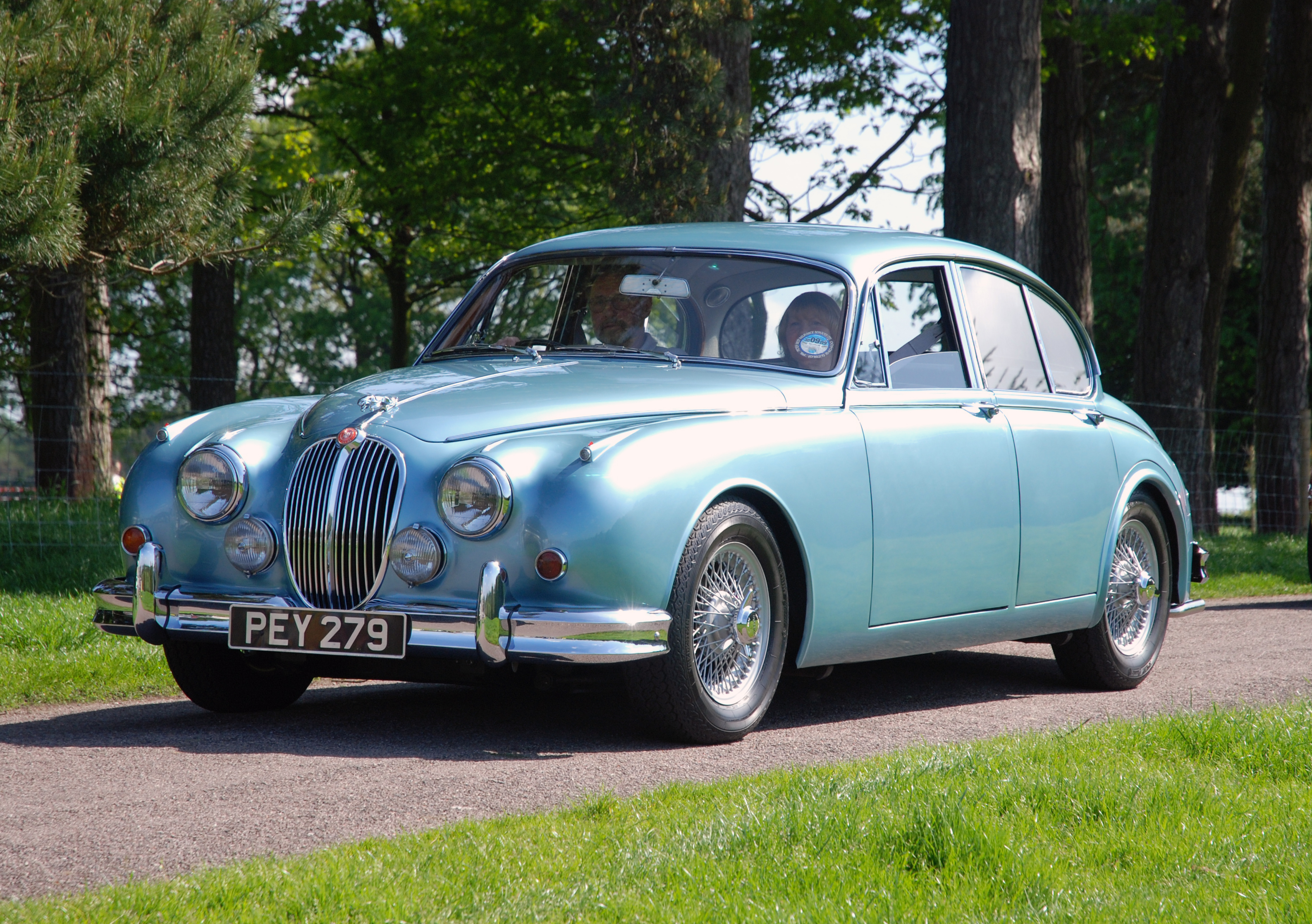
Une Jaguar Mark 2 de 1960, le modèle employé par Saroyan dans sa poursuite de Maréchal. À cause de l'accident de la voiture, Louis de Funès ne peut plus tourner ses scènes.

Le tournage commence le 31 août 1964 à Rome,,. Dix semaines sont prévues en Italie. Gérard Oury comptait commencer au mois d'août pour profiter au mieux de l'été mais Bourvil refusa pour préserver ses vacances avec sa famille,
,. Le 8 septembre, le fils de seize ans du premier assistant Serge Vallin, subtilise la Jaguar Mark 2 verte prévue pour les prises de vues pour faire la fête dans Rome avec une jeune fille et a un accident avec un camion : l'adolescent finit avec une jambe fracturée et la voiture est détruite,,,,,. La police s'inquiète également des fausses plaques d'immatriculation. Le même modèle doit être commandé à Paris, repeint et truqué, au plus vite,,,,. En attendant, le plan de tournage est recentré sur Bourvil, l'essentiel des scènes de Louis de Funès nécessitant cette Jaguar,,,. Les Italiens livrent à la hâte une autre voiture repeinte, pour quelques scènes,. En dehors de ses rares plans, essentiellement des raccords dans Rome avec la seconde équipe, ce dernier s'occupe par du tourisme avec son épouse,,.

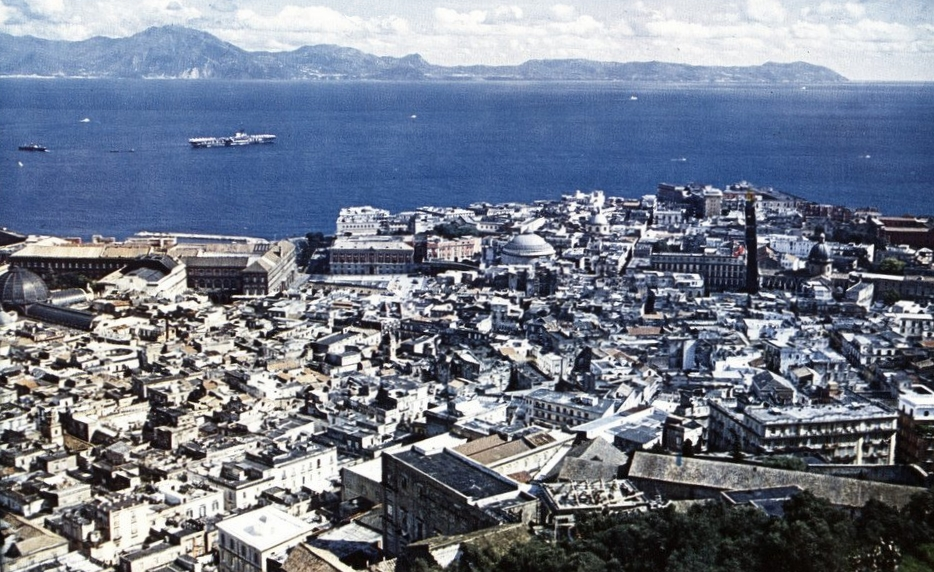
Naples dans les années 1960, début du périple du « corniaud ».

Le tournage traverse la péninsule, en partant de Naples. L'équipe alterne entre les journées consacrées à Louis de Funès et celles de Bourvil. La seconde équipe, dirigée par Claude Clément (frère de René), filme notamment avec des doublures des plans de paysages traversés par les voitures,. Une fois la Jaguar originale réparée, les deux modèles sont utilisés simultanément pour plus de rapidité,.
À Naples, Antoine Maréchal prend en charge la Cadillac à la gare maritime du port — Saroyan le scrute depuis les abords du Castel Nuovo — puis rejoint le centre historique depuis la via Nuova Marina (it) et passe sur la piazza del Plebiscito,,. Bourvil frôle l'accident dans sa marche arrière contre une borne d'amarrage, le régisseur Jean Pieuchot raconte : « la Cadillac a buté contre un pilier costaud. Et heureusement ! Autrement, il plongeait dans l'eau à bord de la voiture… et il n'y avait plus de film ! Quand j'ai vu sa tête lorsqu'il est descendu de l'auto, j'ai compris comme il avait eu peur ». L'assistant-réalisateur avait cependant prévu des plongeurs en cas de problème.
Des scènes sont tournés parmi les passants, avec les caméras fixées sur la voiture ou cachées derrière des fenêtres, comme lorsque la Cadillac traverse la Forcella noire de monde. L'entrée du garage napolitain est en réalité la cour du Palazzo Marigliano (en), siège d'un journal,. Le garagiste vole un pare-chocs dans le Borgo Marinari où l'on vient profiter des restaurants d'un petit port de pêche situé au pied de Castel dell'Ovo. Lors de ce tournage nocturne, des mafiosi débarquent sur le plateau pour racketter la production contre le droit de tourner,. Les criminels leur laissent même un « service d'ordre » quelque temps. Plus tard, l'équipe abandonne ainsi l'idée de tourner dans une petite rue pour éviter de payer encore la mafia,. Maréchal loge au très huppé Grand Hotel Vesuvio, via Partenope. Il quitte Naples en empruntant la route de bord de mer : la via Caracciolo, puis les hauteurs du Pausilippe.

Lieux de tournage à Naples (sélection)
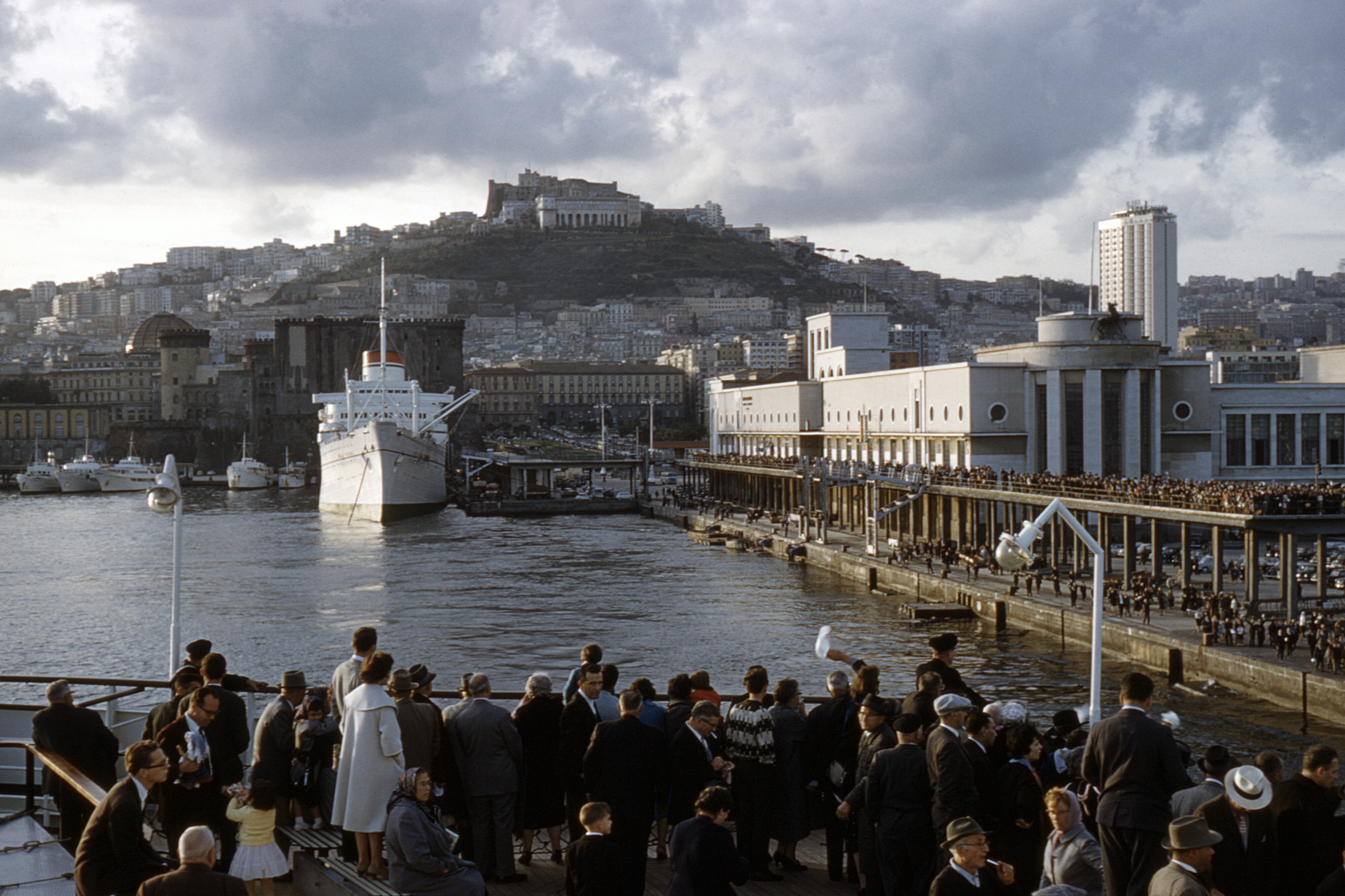
Le port de Naples.
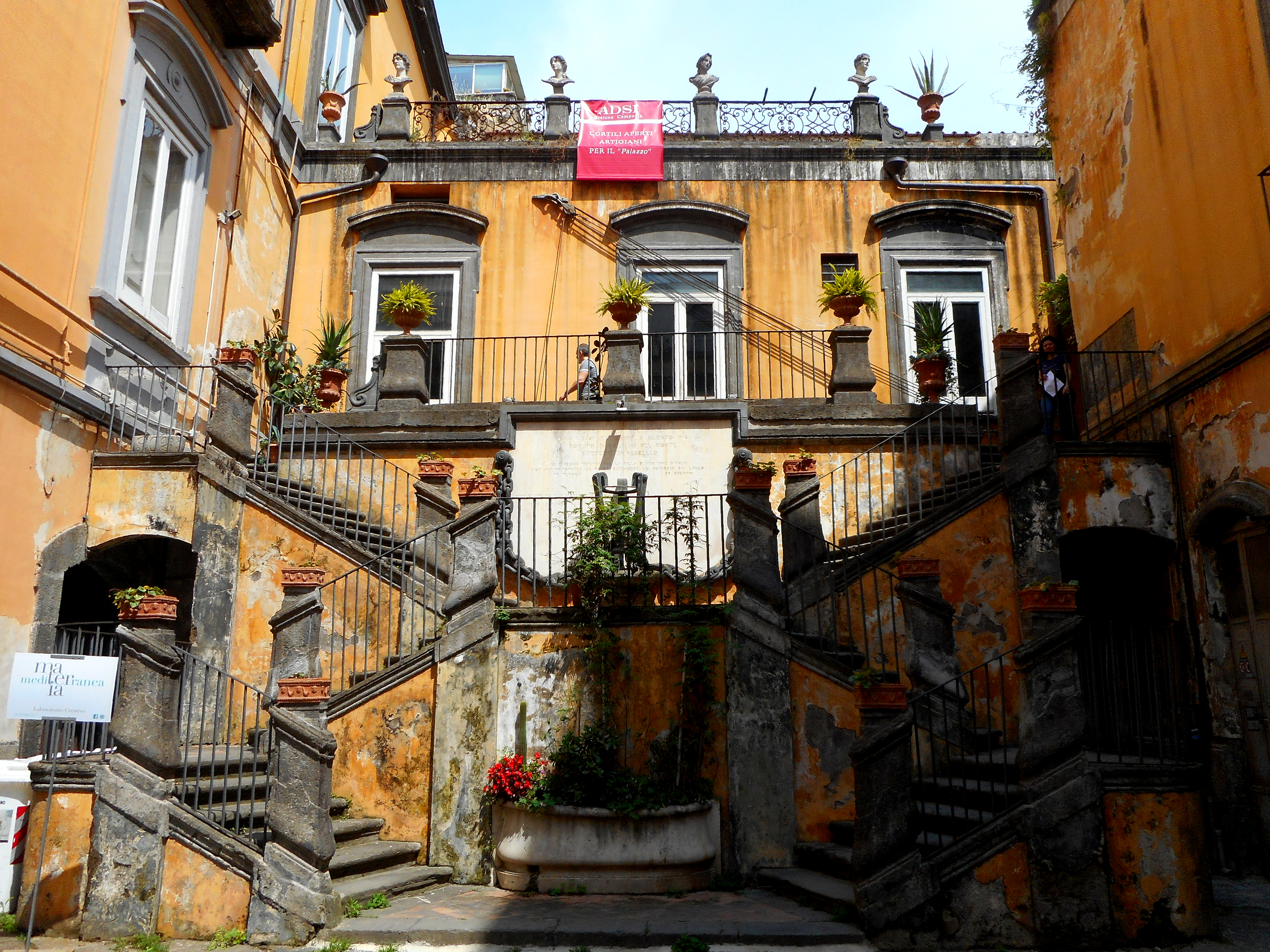
Le Palazzo Marigliano (en).
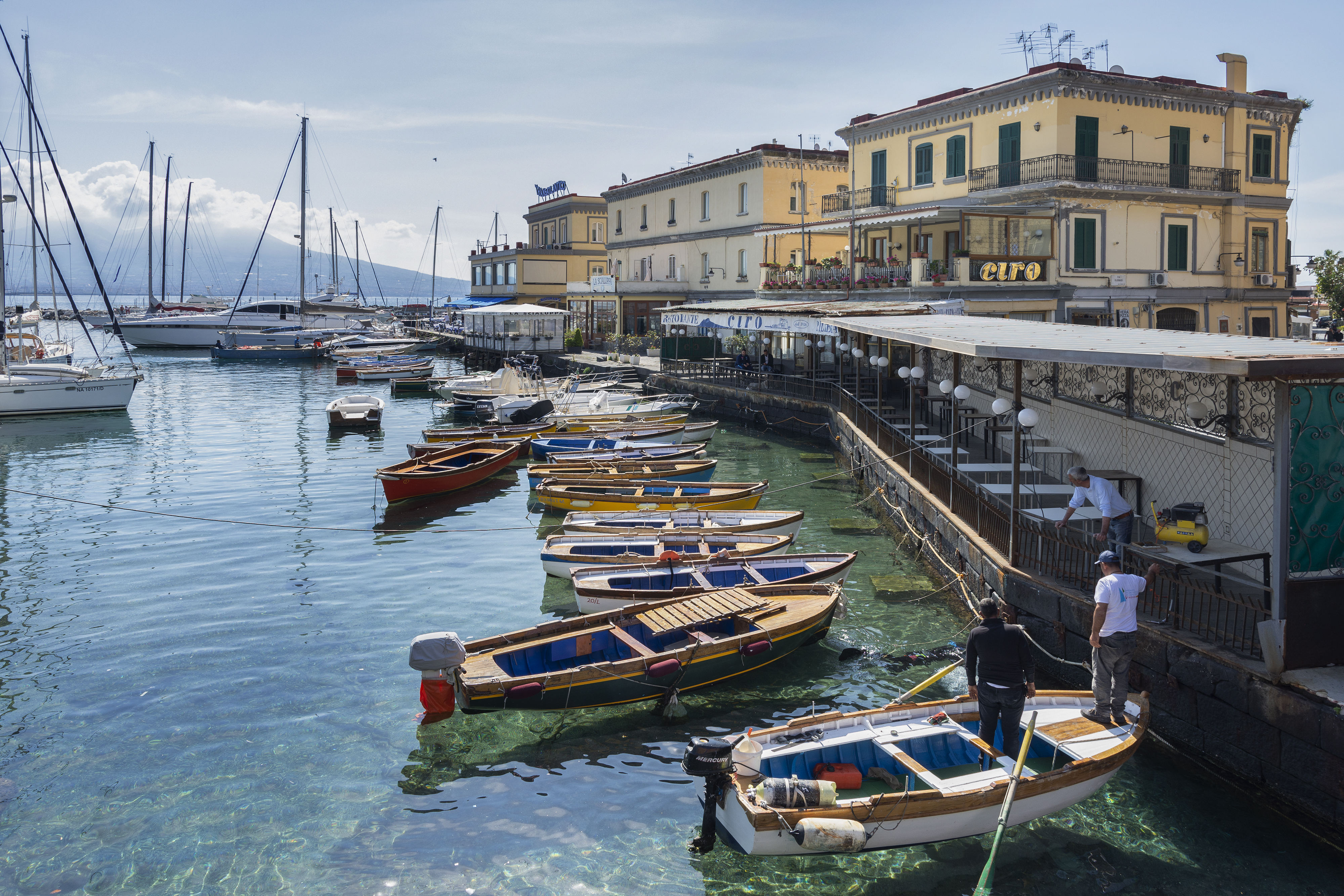
Le Borgo Marinari.
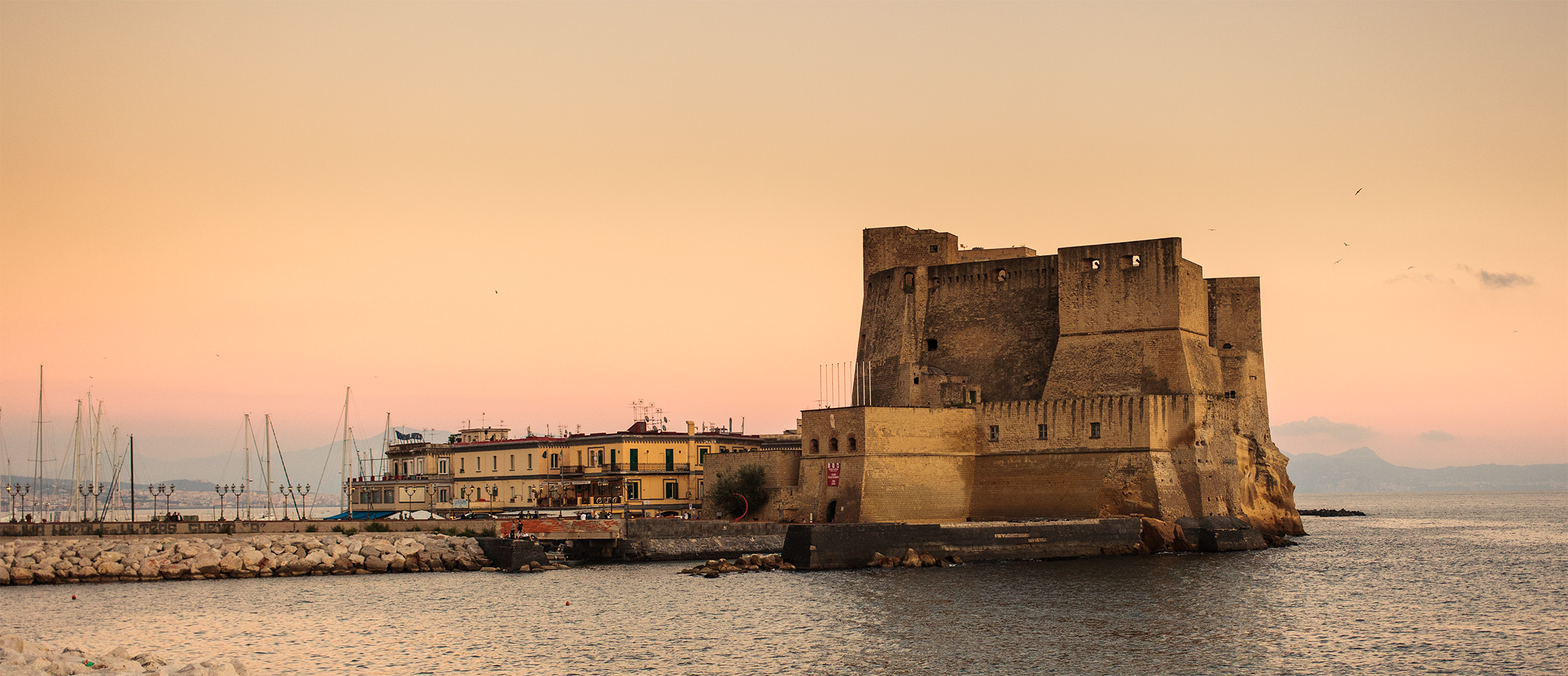
Le Castel dell'Ovo.
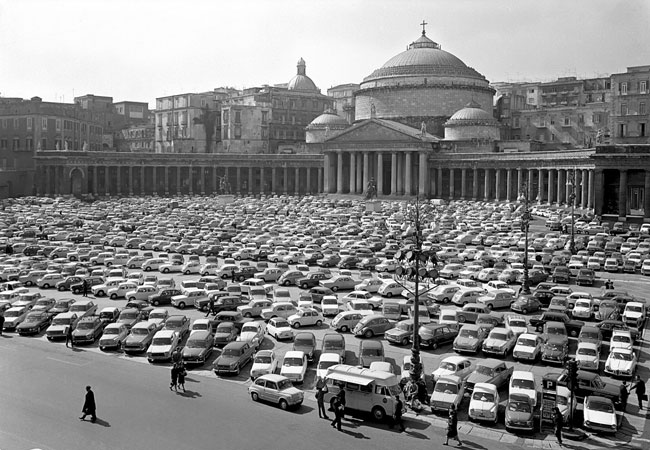
La piazza del Plebiscito.

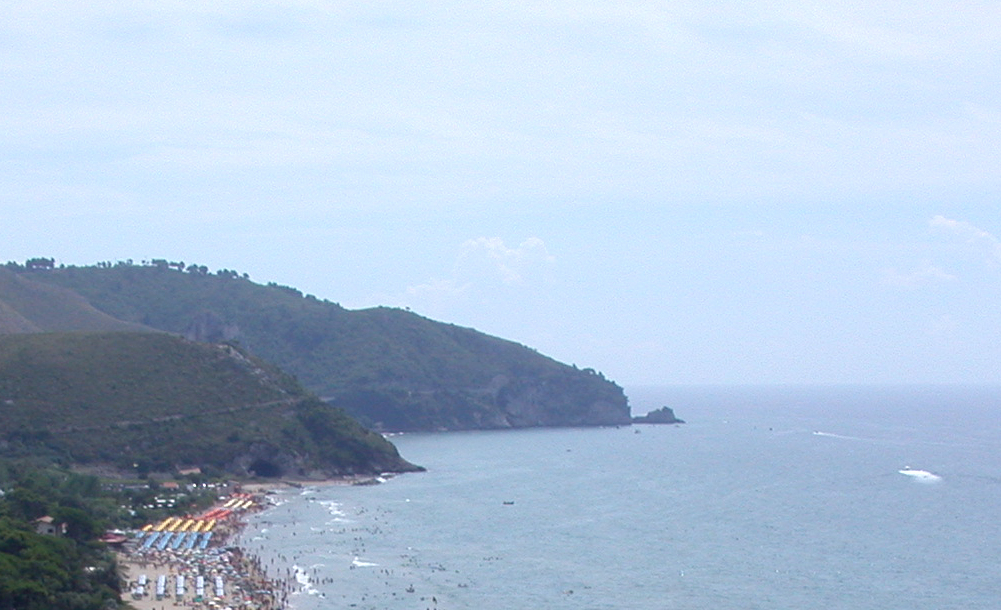
Les falaises entre Sperlonga et Gaète, lieu de tournage de la chute d'Antoine, sauvé par Ursula.

Après Naples, Maréchal s'arrête photographier l'église San Marco in Sylvis (en) à Afragola. Les chassés croisés entre les personnages ont lieu sur l’Autostrada del Sole, alors flambant neuve, en particulier sur l'aire d'autoroute Teano-est, dans le sens Rome-Naples. Censée se passer avant Menton, la scène du traquenard du « bègue » à Maréchal et de la jetée à la mer de la batterie remplie de bijoux est en réalité tournée dans le sud du Latium, entre Sperlonga et Gaète, entre deux tunnels sur la strada statale 213 Via Flacca (it), sur le parking et dans les falaises au pied de la Torre Capovento,. Tous les plongeurs italiens refusent d'effectuer les sauts de trente mètres d'Antoine et Ursula depuis la falaise. Le cascadeur français Yvan Chiffre est appelé en urgence de Rome et relève le défi. 

« Les caméras sont prêtes, je m'avance vers le bord de la grande falaise. Le trac commence à me prendre : c’est un sentiment un peu paralysant, mais aussi très positif, puisqu’il met tous les sens en éveil. (…) Je dois y aller. Je m'avance, vêtu en femme, comme l'exige le scénario. Sous la perruque aux longs cheveux blonds, je suis coiffé d’une calotte en acier qui doit amortir le choc. (…) Saut de l'ange : je regarde le ciel, puis ma tête commence à basculer. Je sens que je descends à une vitesse vertigineuse. Les yeux exorbités, je regarde la muraille rocheuse qui défile à une vitesse incroyable, comme un kaléidoscope. Trop vite, beaucoup trop vite. (…) Une explosion craque dans ma tête, j'ai l’impression qu’on m’a tapé le haut du crâne avec une batte de base-ball ; mes bras se retournent à l’extérieur, une interminable seconde s’écroule, puis je suis propulsé vers le haut et je surgis de l’eau. Partout autour de moi et sur la falaise, d’immenses applaudissements retentissent. (…) Au débarcadère, tout le monde m’entoure et je reçois les félicitations de Gérard Oury qui, très ému, me dit : C'était superbe ! Mais ce n’était pas de ce rocher que le plongeon était prévu, mais de l'éperon, beaucoup plus bas. Ça m'aurait suffi. Mais merci encore, c'était très beau ! »

— Yvan Chiffre, À l'ombre des stars, 30 ans d’action dans le cinéma, 1992.

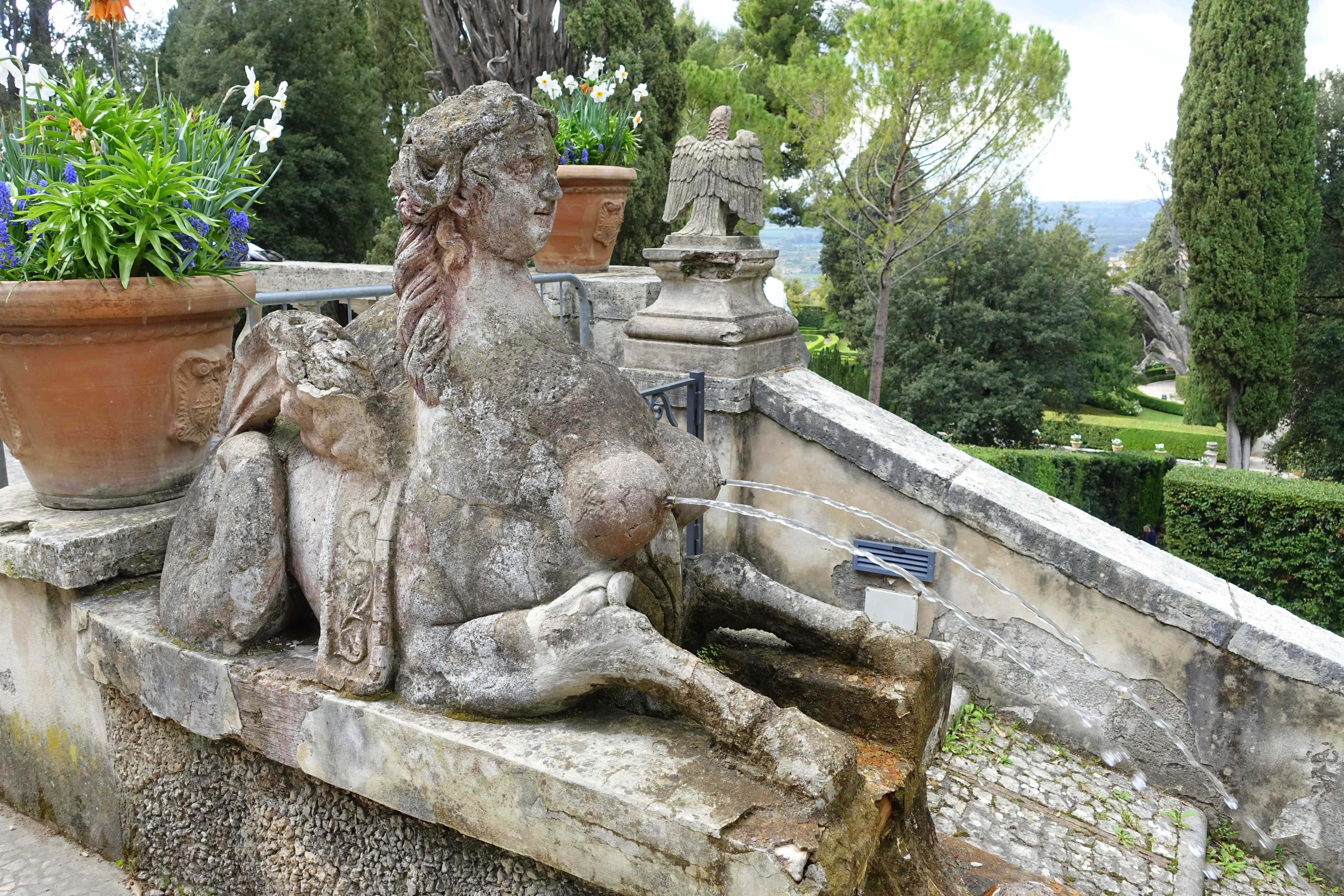
En plein combat dans les jardins de la villa d'Este, Saroyan s'amuse avec les jets d'eau de cette fontaine.

Rome est d'abord montré par des plans d'exposition, de la piazza del Popolo et de la piazza di Spagna dominée par l'escalier monumental de l'église Sainte-Trinité-des-Monts,. L'ensemble des protagonistes descend au Residence Palace, dans le quartier Parioli,,. La Ville éternelle apparaît ensuite depuis la Cadillac du « corniaud », lorsqu'il embarque la manucure depuis un café de la Via Veneto : le Colisée, l'arc de Constantin, la piazza Navona et ses fontaines, ainsi que les ruines du temple de Vénus et de Rome près du Forum romain,. Antoine et Gina dînent à la Casina Valadier, dans le parc de la Villa Borghèse, sur le Pincio,,. La course poursuite entre Mickey et Saroyan a notamment lieu place du Capitole et se poursuit en pleine campagne sur la via Ostiensis,. Les bandes rivales s'affrontent au milieu des jardins, statues et fontaines de la villa d'Este à Tivoli, en périphérie de Rome,,. Dans sa folle équipée pour rapporter la Cadillac à temps au lever du jour, Saroyan passe au Vatican sur la place Saint-Pierre et la Via della Conciliazione, puis près du château Saint-Ange et sur le pont du même nom,,.
À l'époque, les épreuves de tournage doivent être envoyés au laboratoire à Paris pour être développées puis revenir en Italie. L'équipe ne découvre ainsi les images filmées qu'au bout de plusieurs semaines, dans une séance spéciale organisé dans un cinéma local,. Lors de la projection des épreuves des deux premières semaines de tournage, Louis de Funès trouve qu'il n'est pas assez présent à l'écran, puisqu'une bonne partie des images concerne son partenaire à cause de l'accident de la Jaguar verte,,,. Ce constat lui donne l'impression d'un film déséquilibré, alors qu'Oury lui promettait autant d'importance que Bourvil, plutôt qu'un second rôle,,. Au même moment, le triomphe inattendu du Gendarme de Saint-Tropez le convainc de la place nouvelle à laquelle il peut prétendre au cinéma.
Dans la nuit, avec son épouse, il étudie le scénario pour mesurer les rôles,. Le réalisateur raconte : « Il avait repris le plan de travail et le scénario (…), il avait fait de grands diagrammes avec des pastilles vertes pour les scènes de Bourvil et des pastilles rouges pour les siennes. Et il y avait beaucoup plus de vert que de rouge. J'ai eu beau lui expliquer que Bourvil, vu son genre de comique, avait plus de texte et lui, plus de visuel, lui rappeler que quand la voiture verte arriverait, il y aurait beaucoup de plans à tourner avec lui seul, il n'y avait rien à faire : il était blessé. Il m'a dit : « Je ne joue plus .» C’était un mot magnifique, un mot d'enfant ». Cette « grève du masque » dure un jour, lors duquel il participe aux prises de vues mais sans expression ni improvisation,,,,. Oury déclare a posteriori : « Quand je revois le film, je suis toujours ému par ce plan, dans lequel il traverse le hall du Residence Palace, où effectivement il ne joue plus ». Afin de le rassurer, il enrichit le scénario de nouvelles scènes pour le mettre en valeur,.

Monuments de Rome vus dans le film (sélection)
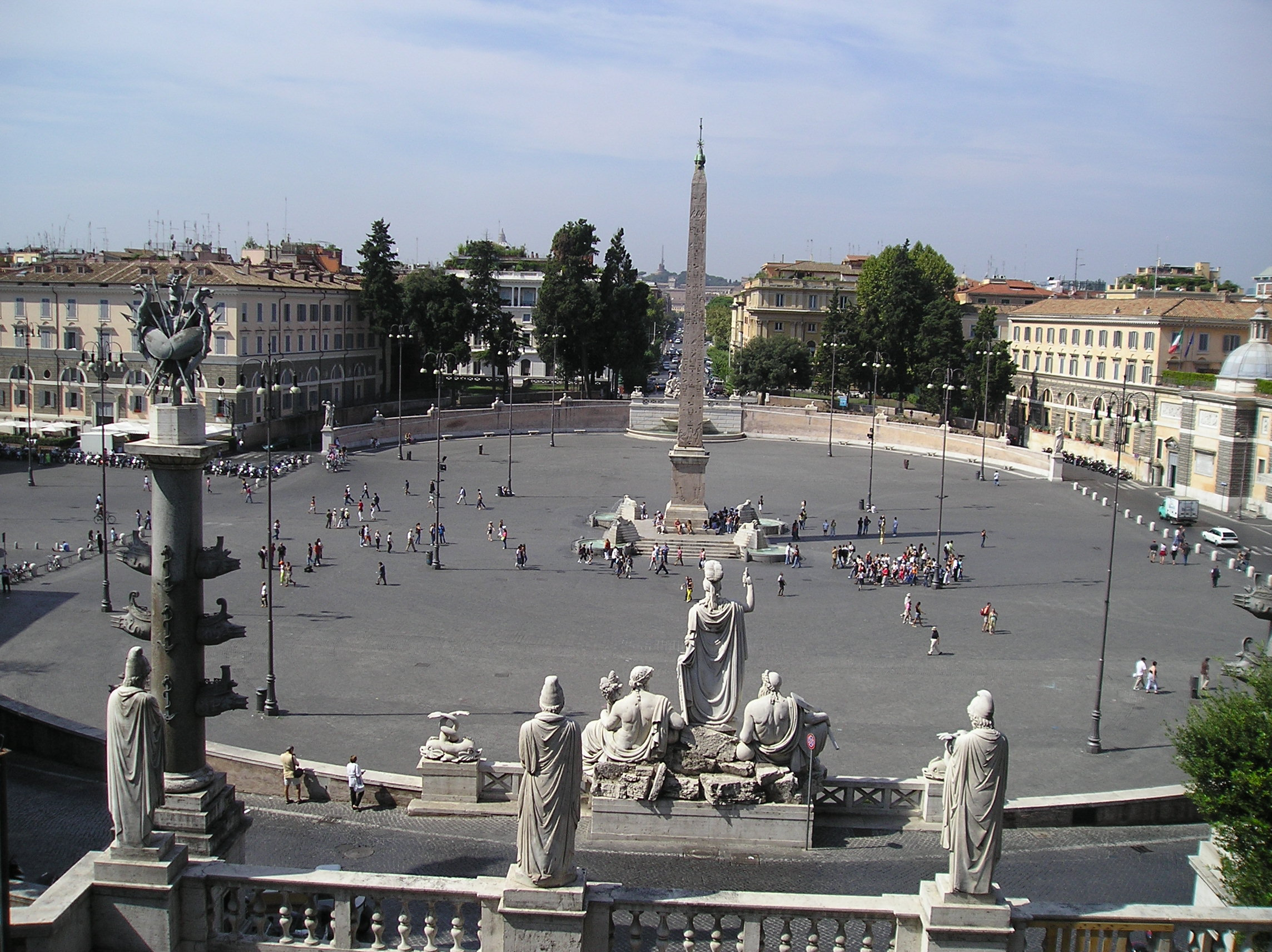
La piazza del Popolo et son obélisque.
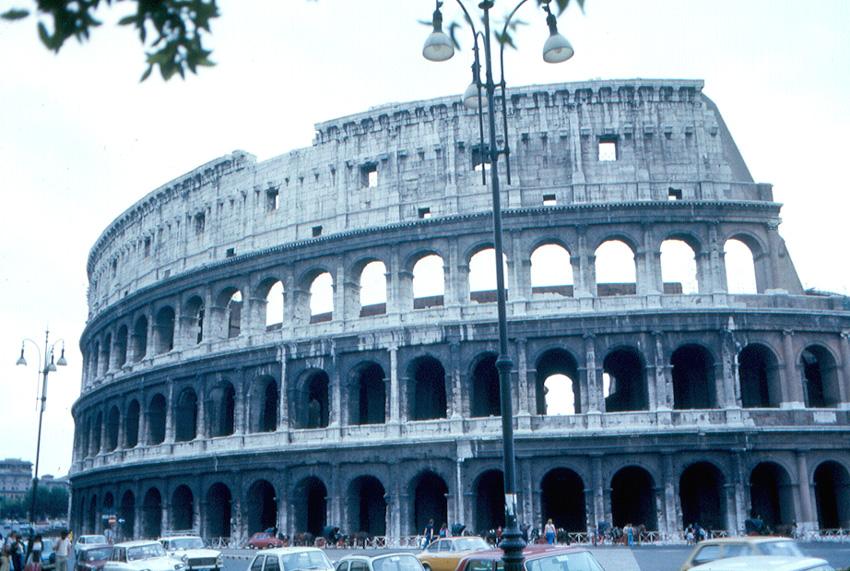
Le Colisée.
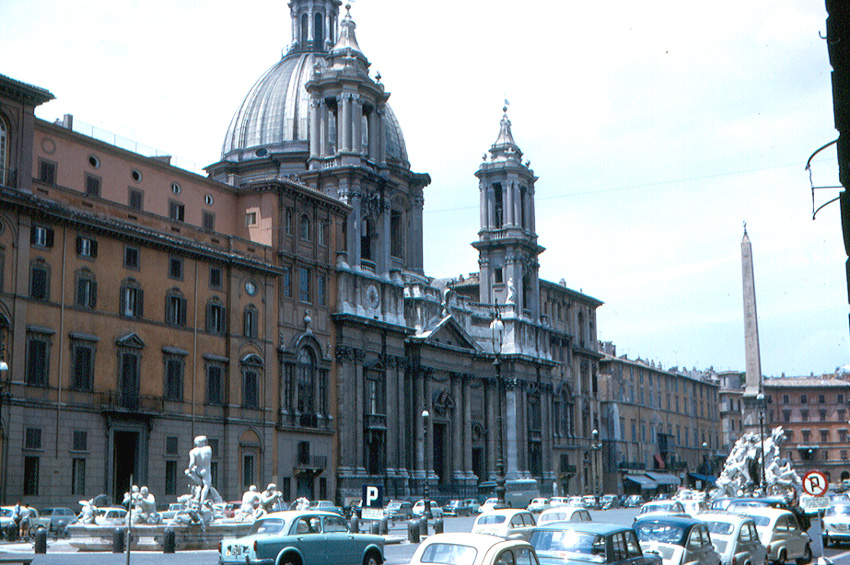
La piazza Navona et la fontaine des Quatre-Fleuves
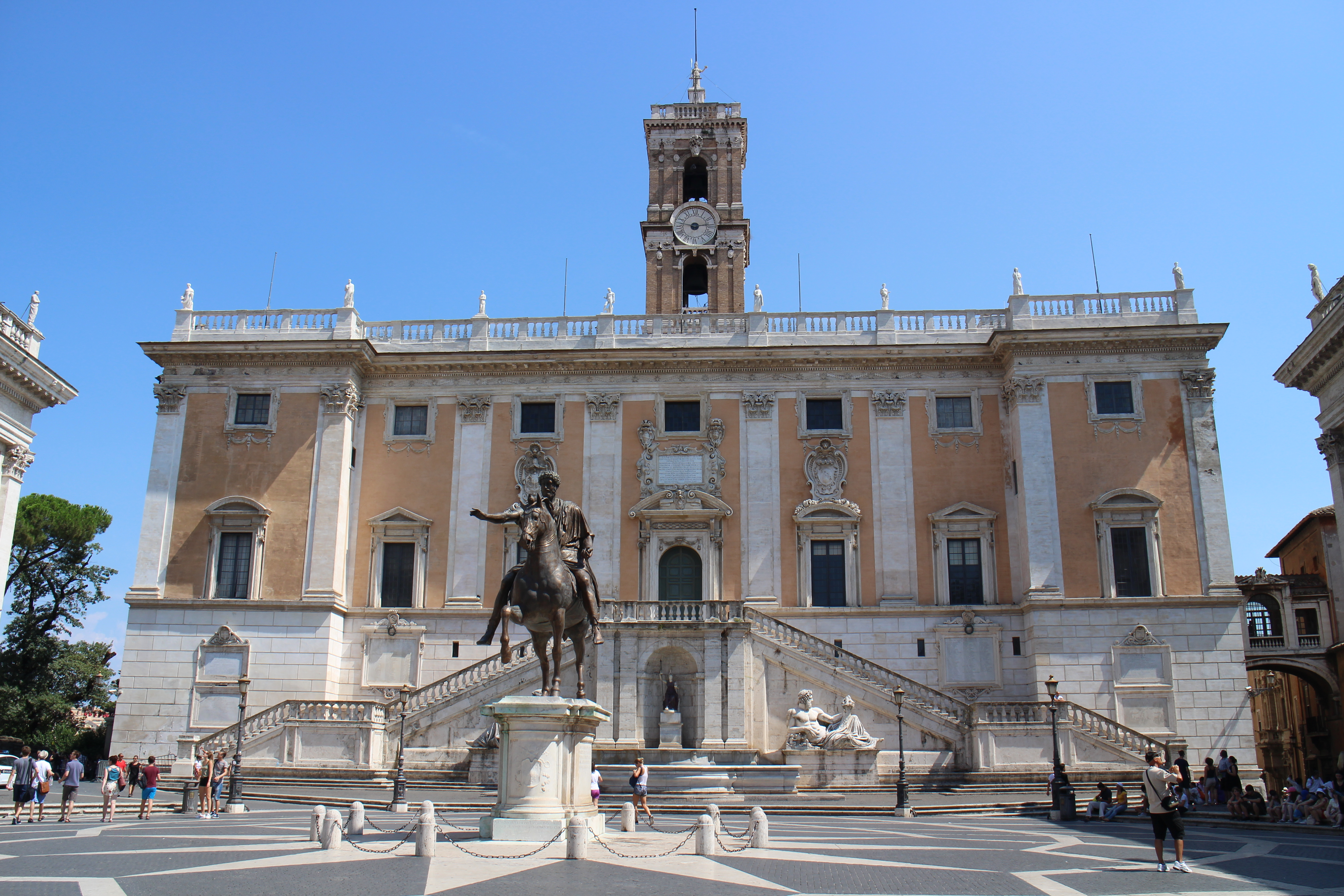
La place du Capitole et la statue équestre de Marc Aurèle.
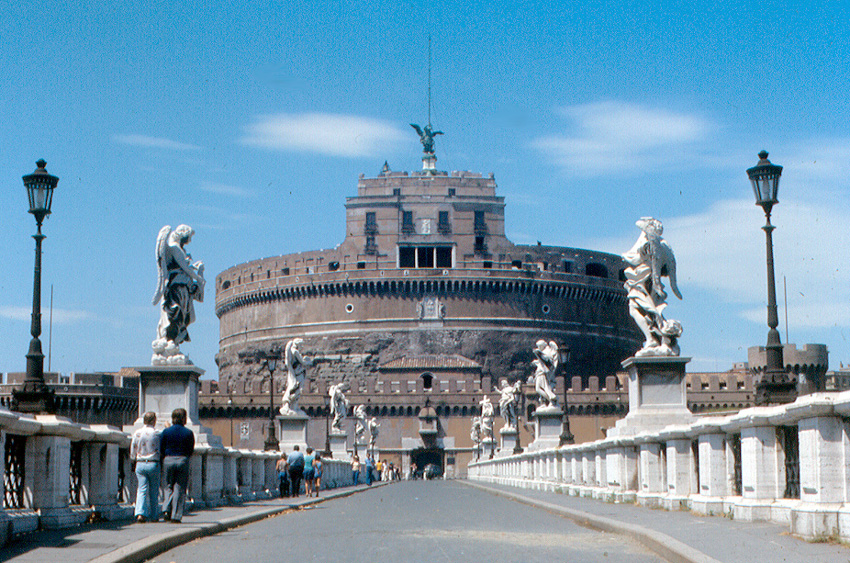
Le château Saint-Ange, face au pont Saint-Ange.
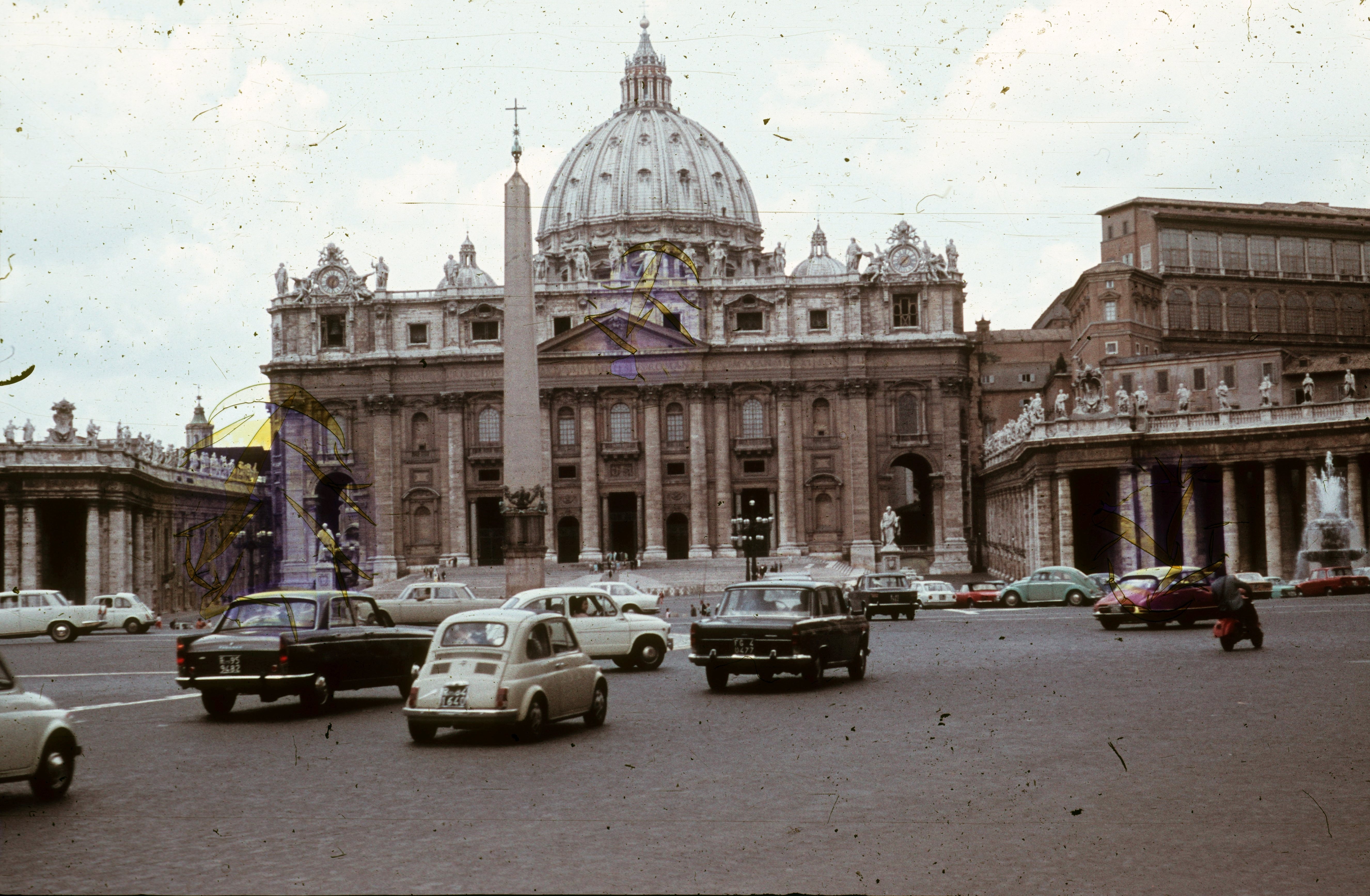
La place et la basilique Saint-Pierre.

Peu après sa grève, Louis de Funès tourne dans la banlieue de Rome une scène avec Michèle Morgan, tenant ici son propre rôle de vedette de cinéma,. Compagne d'Oury, Morgan l'avait suivi en Italie et l'idée était venue de lui inventer une scène. Le gag est que Saroyan lui demande un autographe sans se souvenir exactement de son nom. Entravant le rythme du film, la scène est finalement coupée, une fois retombée l'euphorie du tournage,,.

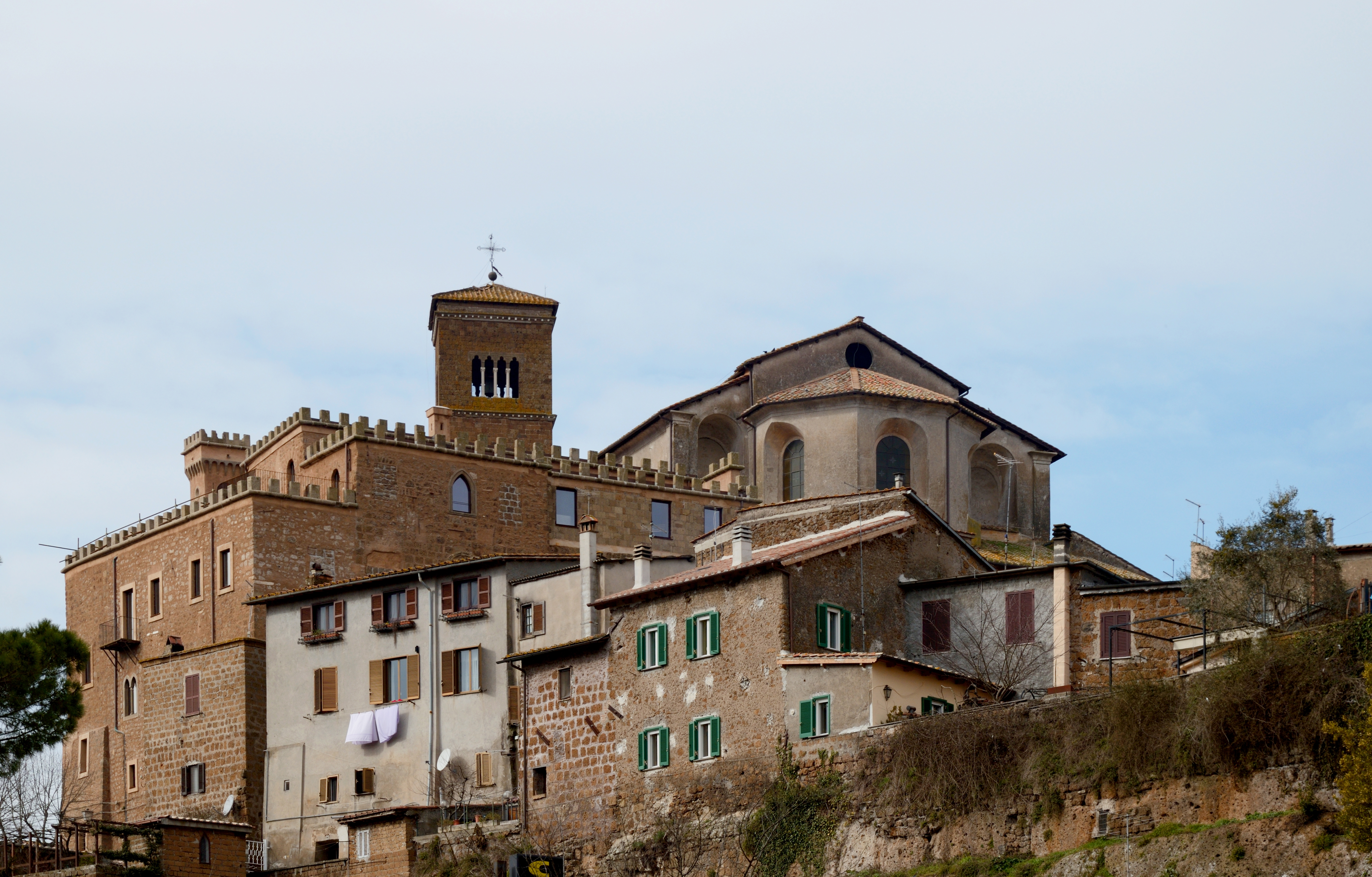
La réconciliation du couple italien et la rencontre avec Ursula ont lieu devant le village de Sutri. Le tournage accumule alors les problèmes.

Le film exige un soleil éclatant et un ciel bleu. Si la météo est clémente en septembre, le temps se couvre en octobre. L'équipe tourne notamment à Sutri « sous une pluie battante ». Venantino Venantini évoque « sept jours de pluie torrentielle ». À 150 km au nord de Rome, dans la plaine du Pô, la pluie devient insoutenable, d'une ampleur et d'une durée historique, provoquant des inondations, des pannes d'électricité et coupant des routes,. Le tournage est interrompu pendant des jours,. L'équipe d'une cinquantaine de personnes, les voitures et les camions sont bloqués,. La moindre éclaircie est guettée pour tourner, en vain. Gérard Oury et le directeur de production Yves Laplanche doivent rejoindre la base de production à Rome, plongée dans l'obscurité par une panne générale d'électricité. Dans cette accumulation de problèmes, Laplanche subit alors une crise cardiaque.

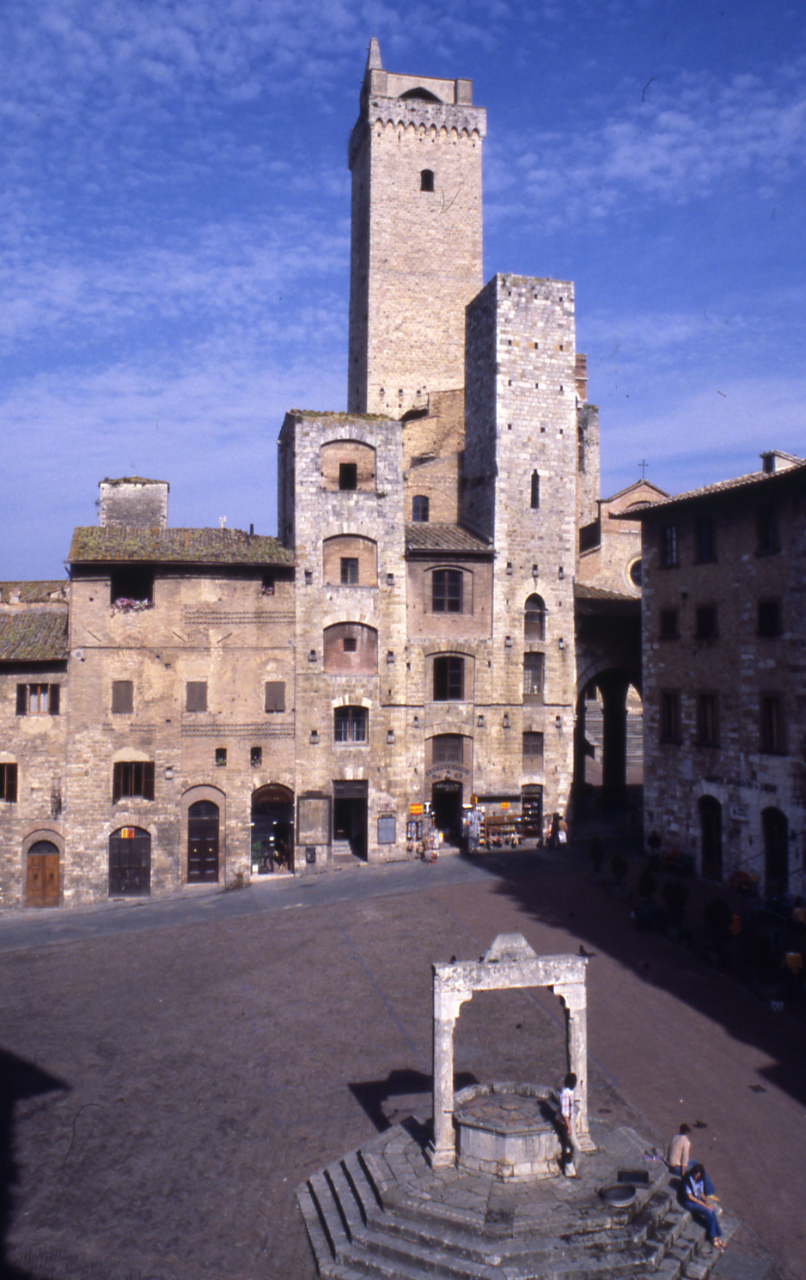
La piazza della Cisterna de San Gimignano, Toscane.

Perclus de retards, le film accuse dès lors un dépassement de budget,,. Robert Dorfmann en informe le réalisateur mais ne lui met aucune pression ni ne lui exige de réduire ses ambitions artistiques ou de couper dans le scénario, bien qu'il soit ruiné,. Le cadreur Alain Douarinou, également délégué syndical, leur signale la gravité de la situation : l'équipe n'a même plus de défraiements pour payer l'hôtel et les repas. Dorfmann ne peut que promettre une future rentrée d'argent incertaine et demande d'attendre. Joueur, le producteur parvient à gagner la paie hebdomadaire de l'équipe dans les casinos de San Remo et Monte-Carlo,. Il négocie également des reports de salaires. Le tournage peut se poursuivre même si Dorfmann est lâché par les assurances et par ses coproducteurs italiens.
Dans la campagne latine, de Rome à Sutri, se déroule le trajet d'Antoine et Gina, suivi par l'Autobianchi Bianchina du fiancé sicilien jaloux et la Jaguar de Saroyan ; les véhicules traversent la piazza del Comune de Sutri et Gina quitte à la sortie du village le Français, qui finalement prend en stop Ursula,,. Ursula et Antoine visitent ensuite la Toscane, roulant sur la piazza della Cisterna de San Gimignano puis, plus tard, rejoints par « le bègue », s'arrêtant devant la tour de Pise,. Interviewé plus tard lors du tournage français, Gérard Oury évoque aussi des scènes à Sienne et Portofino. À l'approche de la frontière, la Cadillac longe Ospedaletti, sur la Via Aurelia.

#### En France, de la côte d'Azur aux studios

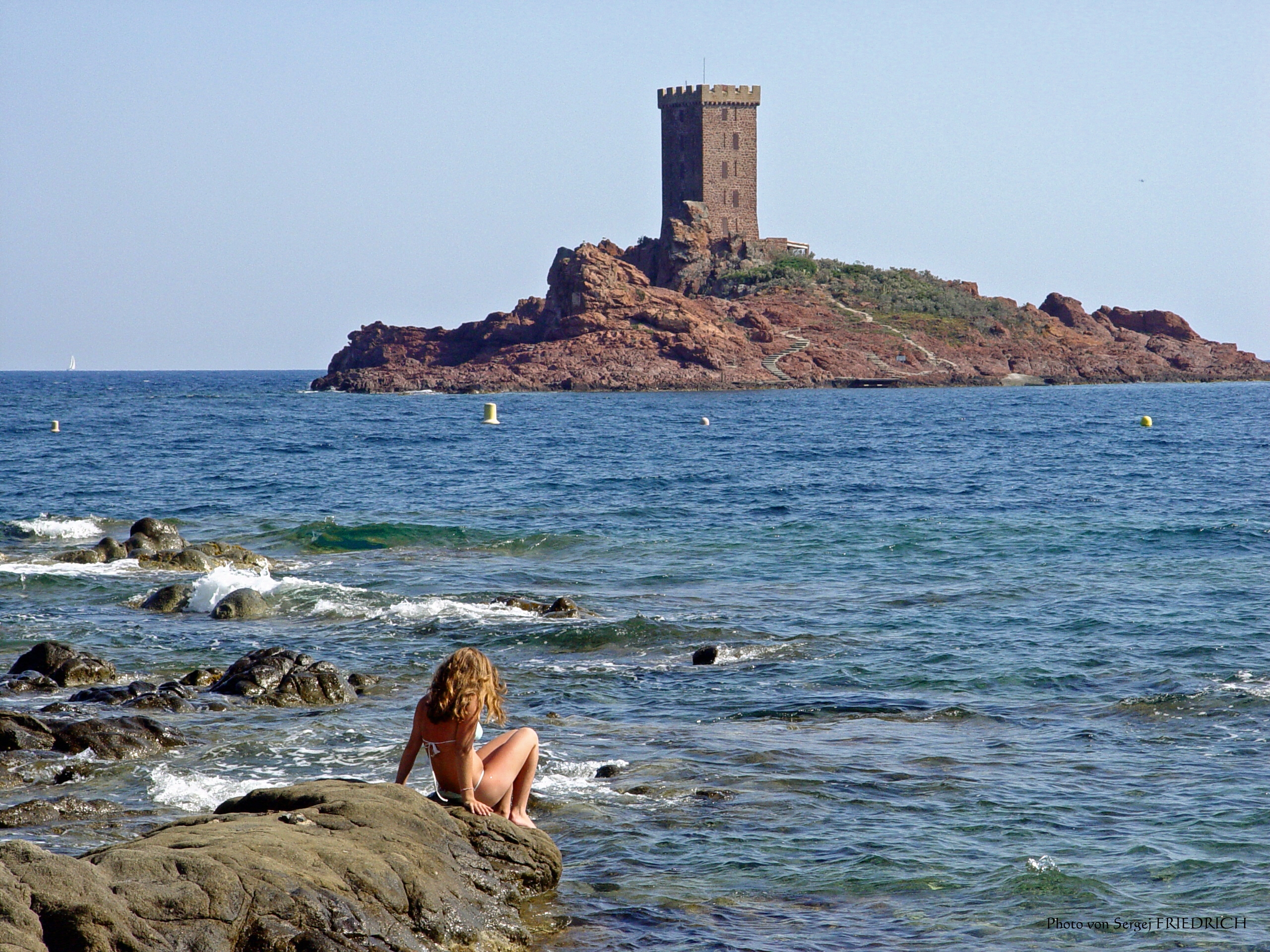
La plage du cap du Dramont, face à l'île d'Or, à Saint-Raphaël.

La traversée de la frontière franco-italienne se fait entre Vintimille et Menton, la Jaguar et la Cadillac sont contrôlées au poste de douane du Pont Saint-Louis, point final de la Nationale 7,,,. Plus loin, Saroyan et ses sbires observent Maréchal cachés derrière la fontaine Hanruby,. Les scènes mentonnaises sont filmées autour du 19 octobre. La côte d'Azur est au cours des années 1960 une destination prisée du cinéma français. En coulisses, durant le tournage en Italie, le régisseur Jean Pieuchot a dû franchir maintes fois cette douane pour transporter du matériel depuis Paris, rencontrant des difficultés en passant les armes des gangsters (même factices). Devant rejoindre Paris pour voir ses enfants, Jeanne de Funès fait venir Grosso et Modo sur le tournage, où leur sont confiés des rôles de douaniers, afin d'entourer son mari de partenaires familiers. Censées avoir lieu en Toscane, les scènes du camping sont tournées au cap du Dramont, à Saint-Raphaël,. Des panneaux italiens sont ajoutés dans le camping pour faire illusion. Le bain de nuit d'Ursula est filmé sur la plage de l'île d'Or, en plein mois de novembre. Beba Loncar demande l'engagement d'une doublure pour les plans où elle rentre nue dans l'eau, de peur qu'une telle scène ne pose des problèmes pour sa carrière en Serbie. Le passage à niveau sur la route vers Carcassonne est en réalité dans le Var, près de la gare de La Motte-Sainte-Roseline,.

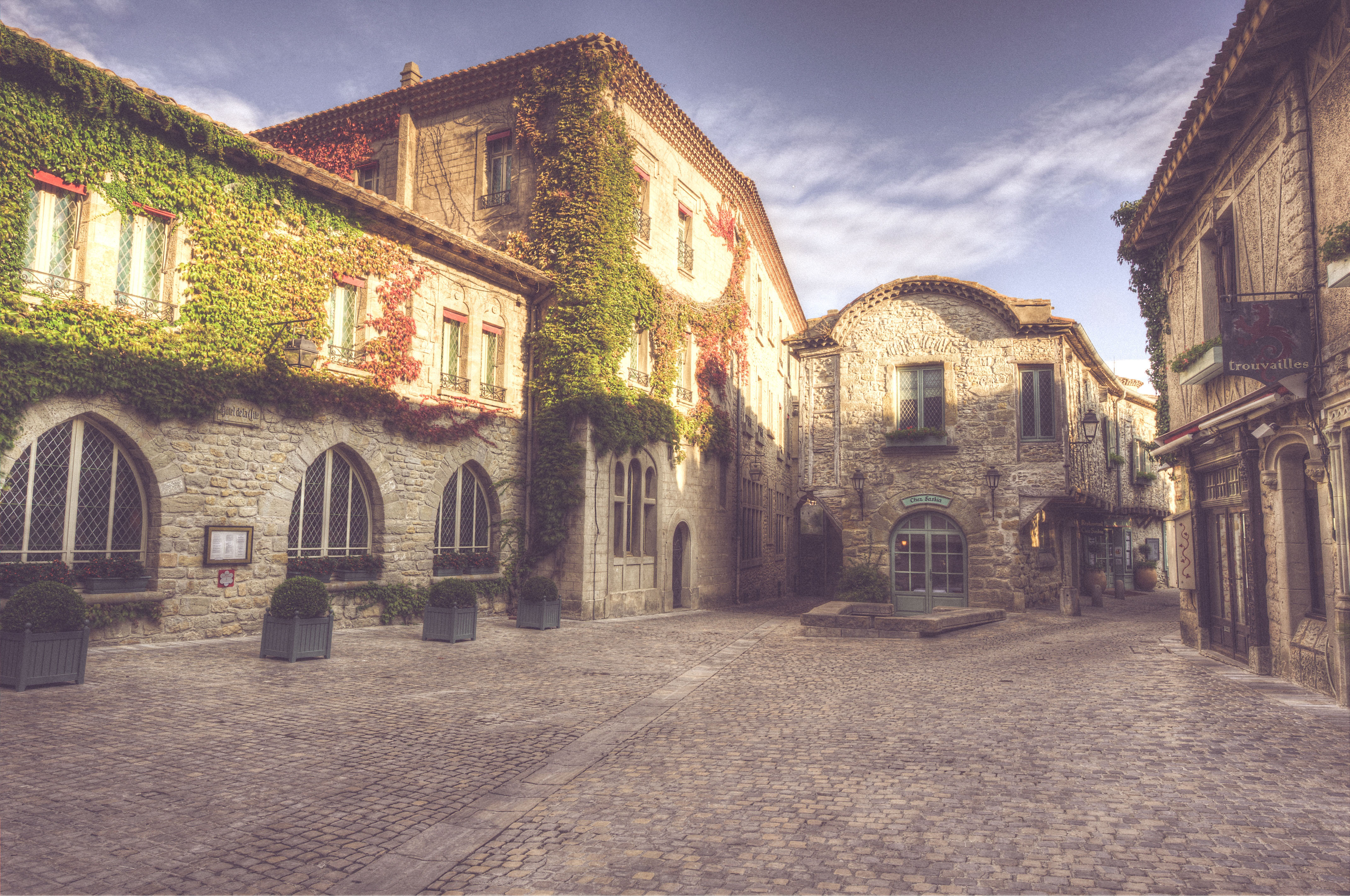
Carcassonne, la place Saint-Nazaire au pied de la basilique. L'hôtel de la Cité, entre deux rues le Dame Carcas, et le magasin de photographie, modifiés dans le film.

Début novembre, le tournage investit Carcassonne et sa cité médiévale pour trois jours. Les auditions locales ont attiré plus de 200 postulants, pour une vingtaine de figurations disponibles,,,. Les comédiens et figurants doivent arborer de courtes tenues estivales malgré un air déjà glacial,. Sur la place Saint-Nazaire (aujourd'hui place Auguste-Pierre-Pont), pour les décors, un magasin de photographie est transformé en café et la façade de l'hôtel Dame Carcas apparaît alternativement sous son vrai nom ou maquillée en gendarmerie avec des murs ajoutés,. L'intérieur de cette gendarmerie est tourné dans le garage de l'hôtel de la Cité ; les cabines téléphoniques de cet hôtel sont également utilisés pour les appels entre Saroyan et Maréchal,. À l'extérieur, le nom de l'hôtel de la Cité est changé en hôtel de l'esplanade,. Les protagonistes apparaissent notamment aux abords de la porte narbonnaise, dans les lices, près du pont-levis, à la porte d'Aude et au pied de la basilique Saint-Nazaire,,. Le film prend des libertés avec la géographie de la cité : par exemple, après la course à travers la cité, la « rue des Fossés Verts » où Antoine piège ses adversaires est en fait la rue du Four Saint-Nazaire, derrière le Dame Carcas à deux pas des décors du café d'où ils partaient,,. À la même période, Louis de Funès effectue un bref passage à Paris pour la sortie de Fantomas.

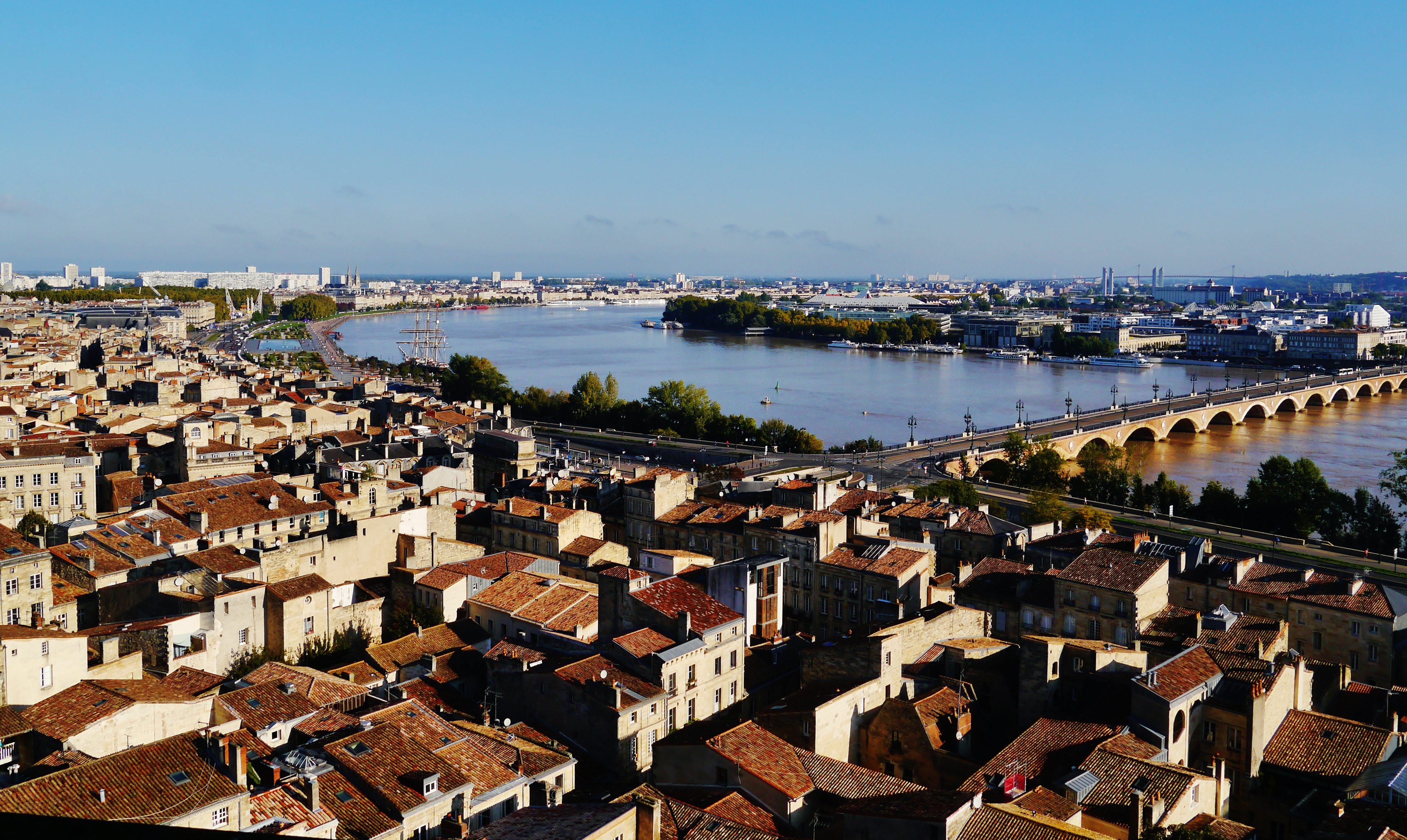
Vue de Bordeaux depuis la flèche Saint-Michel, similaire au film. La Garonne, les quais et le pont de pierre.

Le film s'achève à Bordeaux, avec des vues d'ensemble prises depuis le sommet de la flèche Saint-Michel, et le passage de la Cadillac et des véhicules de police sur les quais, le pont de pierre, devant le Grand Théâtre ou sur la place Pey-Berland face à l'hôtel de ville,,. Le carambolage final entre la Cadillac et la police est cependant filmé place de Rungis à Paris, tandis que les ultimes plans — les messes basses de Saroyan et Maréchal dans la Cadillac remorquée — le sont à Versailles, rue de l'Indépendance-Américaine (le château est d'ailleurs visible au loin),,.
Le tournage se poursuit aux studios de Billancourt. À l'arrivée à Paris, Dorfmann annonce à l'ensemble de l'équipe ne plus pouvoir les payer pour les dernières semaines. Il assure seulement les cachets des petits postes et des adjoints. Il obtient du reste de l'équipe le report de leur paie à la sortie du film, à l'exception du chef-opérateur, au plus gros salaire, qui refuse un tel procédé, se mettant à dos tous les techniciens. Parmi les scènes imaginées pour renforcer la présence de Louis de Funès, celle de la douche dans le camping italien est tournée aux studios : l'acteur compare sa musculature avec celle d'un « grand balèze », l'ex-catcheur Robert Duranton ; l'idée est venue à Oury en se souvenant d'une vision étonnante faite lors du voyage en Italie avec Reichenbach et son épouse : « J'avais rencontré à Capri un couple étrange, lui : un homo maigrichon américain, ridaillé mais milliardaire, elle : un colossal biquet français culturiste ! L'opposition physique entre ces deux êtres dépassait les limites de la bouffonnerie ».
Déjà présente au scénario, la séquence du garage romain est aussi un numéro entièrement focalisé sur Louis de Funès. Oury parle d'une scène « imaginée au scénario mais inventée au tournage ». Le comédien avait quasiment créé la scène lors d'une visite aux scénaristes, Marcel Jullian relatant : « Il n'y avait dans cette scène que de rares répliques, plus « utiles » qu'amusantes. Gérard et moi les avons lancées à tour de rôle. Quand ce fut fini, Louis demande à Gérard de mettre un disque entraînant et de lui donner un torchon de cuisine. Ainsi, le Boléro de Ravel et une serviette firent l'affaire. Dès lors, ce fut prodigieux ». L'acteur joue sa scène au rythme du playback de Rossini,. Oury avait proposé à Dorfmann d'annuler le tournage de ce passage pour faire des économies mais le producteur a tenu à conserver cette scène en laquelle le réalisateur croyait beaucoup. Les studios de la Victorine, à Nice, auraient aussi accueilli le tournage.
La présentation aux associés de Saroyan du voyage et du « corniaud » a lieu au restaurant Drouant, rue Gaillon. Le générique d'ouverture montre des vues aériennes de Paris et ses endroits emblématiques : l'Arc de triomphe de l'Étoile, la place de la Concorde, Notre-Dame de Paris, la tour Eiffel, la Seine au pont d'Iéna, la fontaine du palais de Chaillot, l'église de la Madeleine, le boulevard Malesherbes et l'avenue de l'Opéra,,,,. Tournées durant l'été 1964, ces images montre un Paris désert, traversé par les touristes, tandis que les Parisiens rejoignent les gares pour partir en vacances.

Vues de Paris montrés dans le générique (sélection)
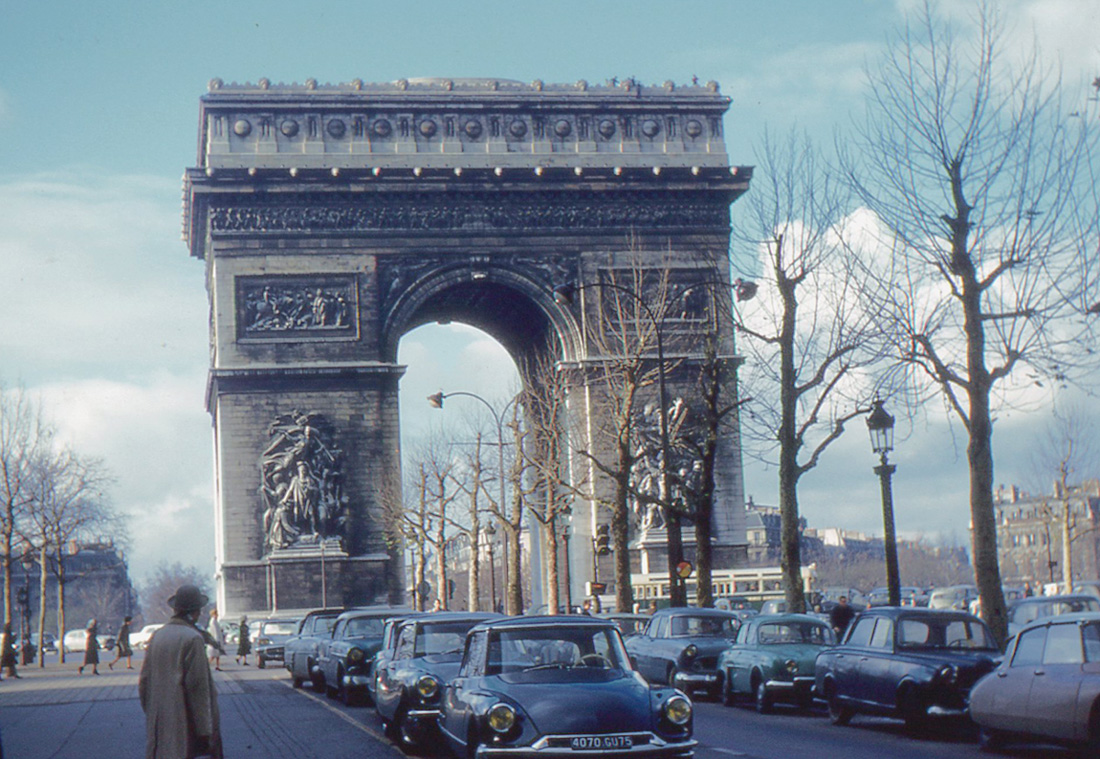
L'Arc de triomphe.
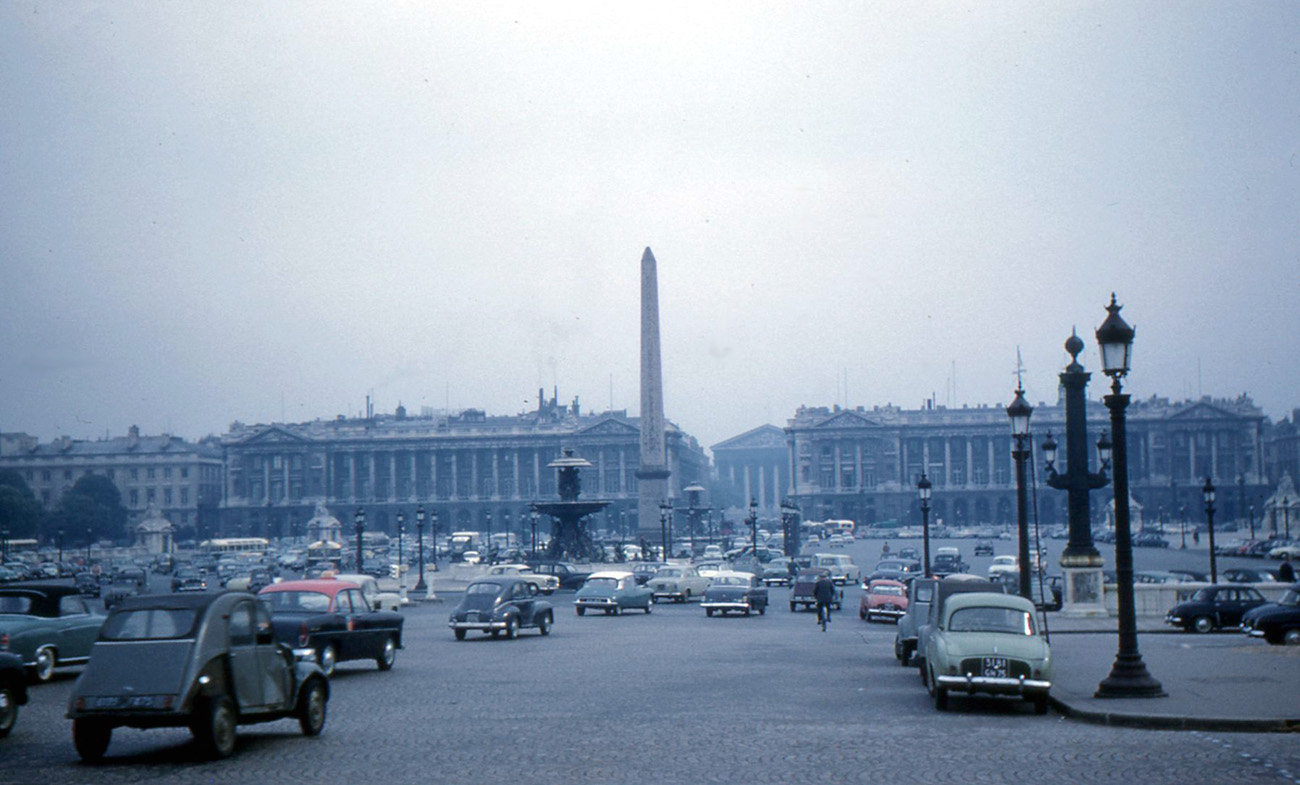
La place de la Concorde.
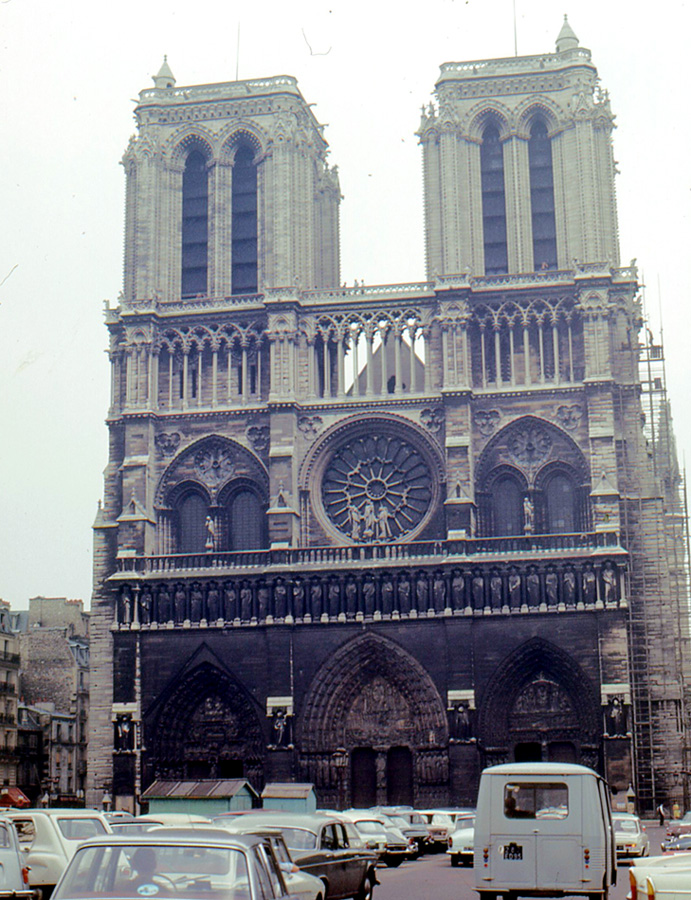
Notre-Dame.
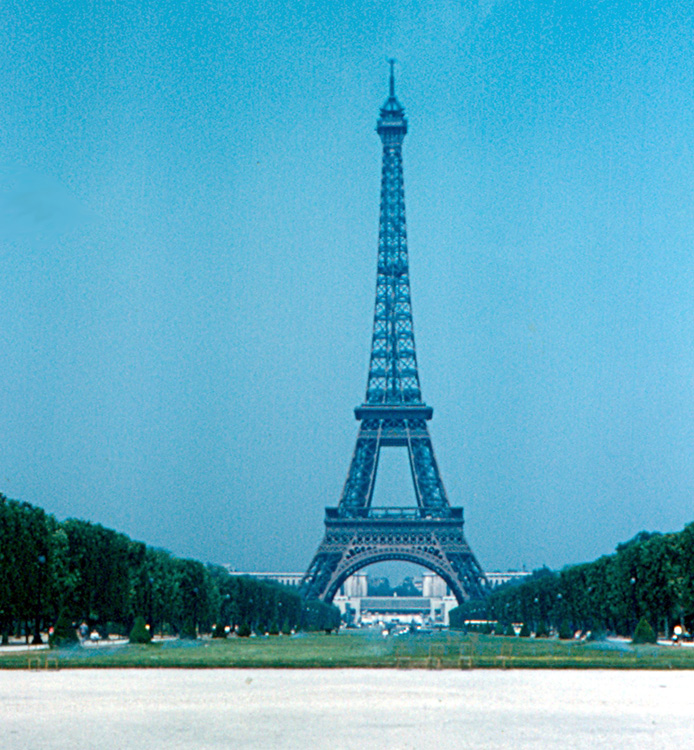
La tour Eiffel.
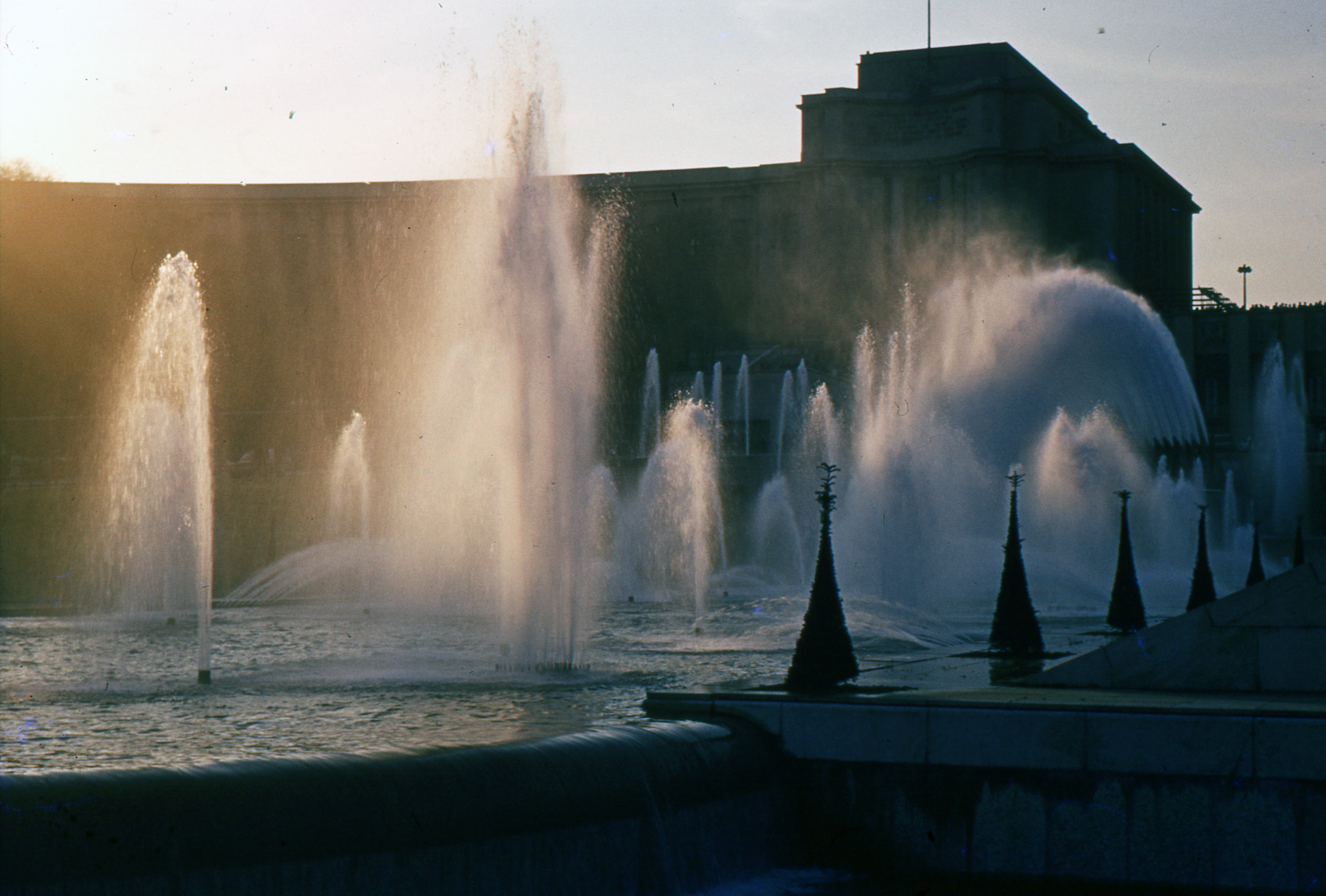
Le palais de Chaillot.
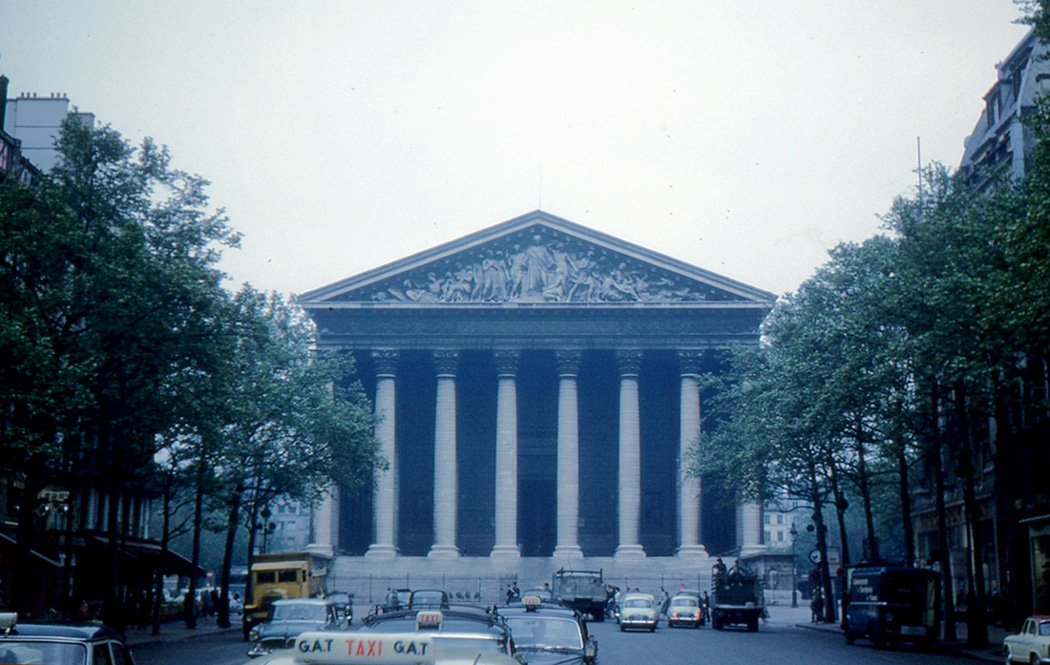
L'église de la Madeleine.

#### L'accident de la 2 CV
« D'habitude, au cinéma, une voiture avance de gauche à droite sur l'écran et une autre de droite à gauche. On entend un grand « boum » et c'est tout. Moi, je voulais voir cette 2 CV détruite en mille morceaux »

— Gérard Oury, Mémoires d'éléphants, 1988.
| |  |  |
| Les boulons explosifs servant à disloquer la 2 CV prédécoupée, le récepteur de la télécommande, son relais et le détonateur. |  |  |

Le gag de la destruction soudaine de la 2 CV d'Antoine Maréchal, percutée par la Rolls Royce de Saroyan, est complexe à mettre en œuvre,. Le « truqueur » Pierre Durin scie le véhicule en 250 morceaux puis ré-assemble le tout avec des boulons explosifs, afin de désolidariser les pièces au moment voulu, disloquant la 2 CV d'une traite,,,. Durin a fait d'abord un essai en studios, essayant une autre version du gag où la voiture se désagrège progressivement, sur cinq secondes ; finalement, l'ensemble des morceaux lâche au même moment. Bien que l'essai fut malgré tout concluant, l'équipe s'est inquiétée de la violente projection des boulons dans l'explosion, qui pourrait causer des blessures à l'acteur ou aux techniciens proches. Il a donc été décidé de caler la scène à la fin du calendrier, pour ne pas risquer de bloquer le tournage du film en cas de problème. Oury était d'ailleurs plus rassuré de laisser du temps à Durin pour peaufiner son système.

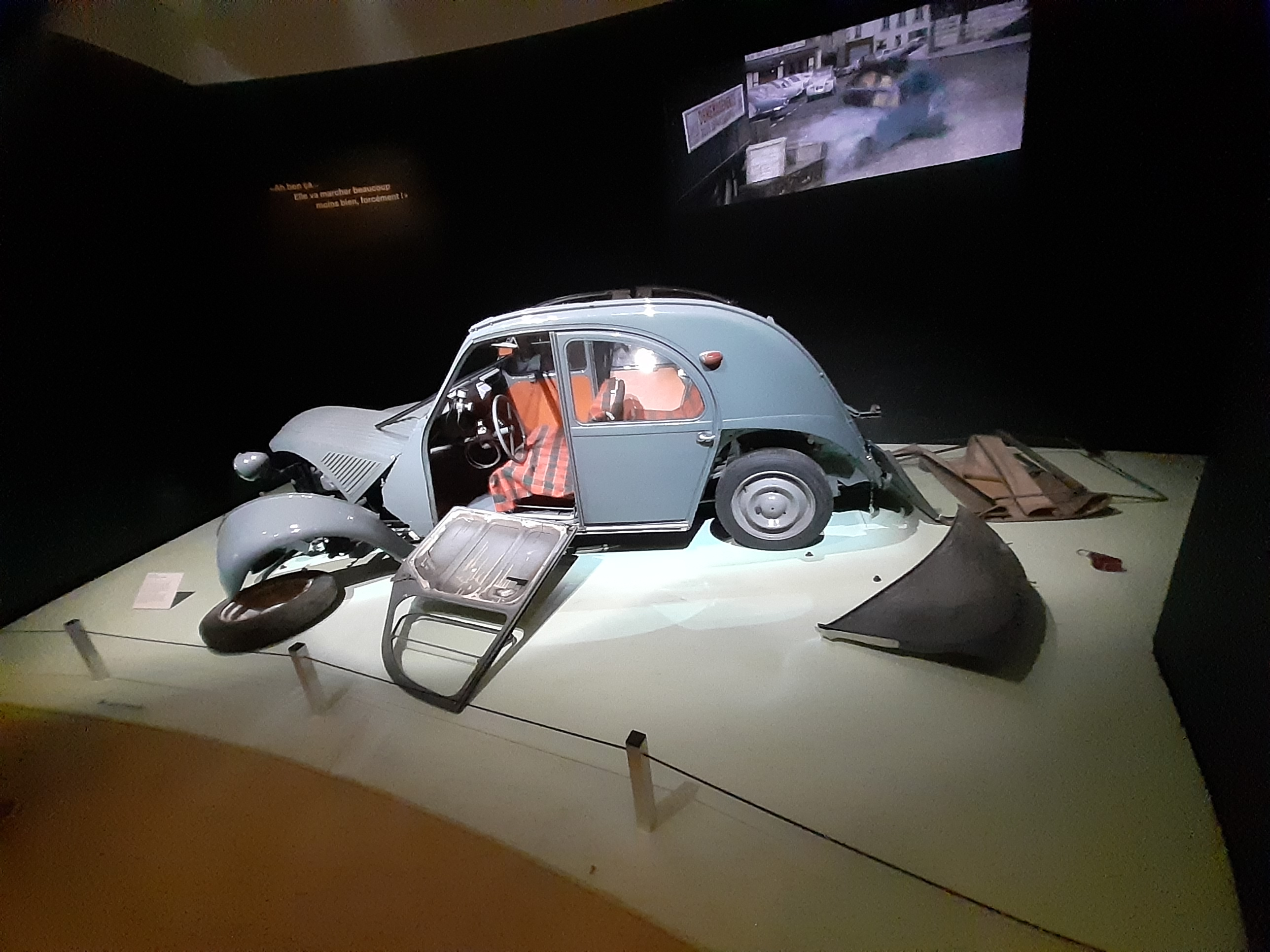
La 2 CV en lambeaux d'Antoine Maréchal, lors de l'exposition sur Louis de Funès à la Cinémathèque française, en 2020.

La dernière scène tournée, le 7 décembre, est donc celle de l'accident du début, sur la place Sainte-Geneviève à Paris, au pied de l'église Saint-Étienne-du-Mont,,,,. Le film doit faire croire au début de l'été en plein mois de décembre,. Au loin, certains passants peu discrets apparaissent chaudement habillés . De la neige doit même être déblayée de la place pour tourner. Une autre 2 CV achetée par la production est utilisée pour les plans jusqu'à la collision, filmés par la seconde équipe ; cette voiture est d'ailleurs seulement abîmée à l'aile dans le choc, tandis que la Rolls Royce (de location) subit l'enfoncement de tout son radiateur, un dégât coûteux pour la production.
Le plan suivant de la dislocation ne peut être filmé qu'une seule fois,,,. Plusieurs caméras sont disposées. Le comédien avance doucement le véhicule jusqu'à l'obstacle et les morceaux s'éparpillent au déclenchement du système, dans un ordre réglé,. Ce tournage se déroule finalement sans difficulté, si ce n'est que Bourvil ait à insister sur le volant pour le décrocher afin qu'il lui reste dans les mains. Le seul problème technique est un léger voilement du son après l'impact, masquant à moitié les premiers mots de Bourvil. Dans le même plan que la dislocation de la 2 CV, les deux comédiens doivent échanger de premiers dialogues,. Ils ne doivent pas se tromper, au risque de ruiner un plan coûteux, qui ne pourrait être re-tourné (le ré-assemblage de la 2 CV nécessiterait un mois à lui seul),,. Bourvil s'aventure à improviser : « Maintenant, elle va marcher beaucoup moins bien, forcément ! »,,. Louis de Funès a le réflexe de baisser la tête pour dissimuler son rire lorsque son partenaire improvise sa réplique, afin de ne pas gâcher une prise si difficile,,,,. De derniers plans sont ensuite filmés dans les débris.

#### Conditions de tournage
En dépit des difficultés, Gérard Oury se plaît sur le tournage de sa première comédie. Ses trois premières expériences derrière la caméra, ainsi que ses dizaines de tournages en tant qu'acteur, lui ont permis d'être à l'aise pour Le Corniaud. Il peut aussi compter sur le savoir-faire de ses techniciens et assistants. Il explique tourner « sans jamais [se] dire qu'il y a un temps fixé pour tourner chaque scène ; je prends le temps qu'il faut ». Sa fille Danièle relate l'enthousiasme débridé de son père à être sur un plateau de tournage. Venantino Venantini parle d'un réalisateur extrêmement « méticuleux ». Gérard Crosnier, régisseur adjoint, raconte pourtant que les choix de cadres d'Oury était hasardeux : « Là où on mettait la caméra, c'était toujours derrière que c'était beau ».
Les deux têtes d'affiche ont des rythmes de jeu différents. Bourvil est bon dès les premières prises puis décline rapidement. Louis de Funès, à l'inverse, nécessite plusieurs prises pour s'échauffer, encore d'autres pour peaufiner son jeu, trouver l'idée qui fera mouche, et être finalement excellent au bout de plusieurs dizaines de prises. Bien qu'ils passent tout le film à se croiser, les deux acteurs sont frustrés de ne pas réellement avoir de scènes ensemble, si ce n'est au début et à la fin. Ils forgent néanmoins un début de complicité (mûrie sur le tournage suivant), en élaborant parfois de leur côté des idées pour la scène en cours, qu'ils soumettent ensuite à Oury, lequel les « achète » ou non.
Le coordinateur des cascades Claude Carliez déclare à propos de Louis de Funès avoir « pu mesurer combien il s'impliquait dans la moindre séquence. Dans la scène de bagarre de la fontaine de la villa d'Este, Louis a donné toute son énergie, n'hésitant pas une seconde à plonger sous le jet d'eau pour soigner ses effets. Aussi bien avec Hunebelle qu'avec Oury, une doublure était prévue. Souvent je l'ai entendu dire « Mais non, je peux faire cette scène moi-même… ». Il était courageux et faisait alors ses gammes pour parvenir à se tirer au mieux de la séquence prévue. (…) Dans les parties physiques, il était très appliqué. Il s'entraînait dans son coin, attentif aux remarques de son épouse, refaisant et refaisant le mouvement pour être parfait, le moment venu ».
À cause des retards et autres problèmes, coûtant 1,8 million supplémentaire, le budget du film atteint les 5,3 millions de francs, soit le double du devis initial,. Malgré l'accumulation des dépenses, Robert Dorfmann fait preuve de sang-froid et, grand seigneur, ne contraint pas son réalisateur à s'accélérer ou à amputer le scénario,. Ce projet impossible à amortir doit en toute logique le mener à la ruine,. Le métier jase ou s'apitoie sur sa faillite prochaine,. Gérard Oury raconte néanmoins qu'« en projection, Dorfmann croule de rire, ce qui me remonte un moral miné par les fameux dépassements. Nous sortons de la salle, croisant Simone Signoret qui y pénètre à son tour. Elle regarde Dorfmann s'éloigner tout guilleret et me lance : “Il a bonne mine ton ruiné !” ».

### Bande originale

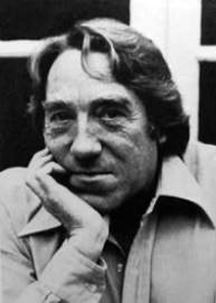
Georges Delerue, ici dans les années 1970, met en musique Le Corniaud.

Georges Delerue compose la bande originale du Corniaud,. Il avait déjà mis en musique Le crime ne paie pas (1962) pour Gérard Oury. Artiste prolifique et demandé, il est alors à la fois le compositeur attitré de la Nouvelle Vague et des films d'aventure de Philippe de Broca. Il retrouve à nouveau Oury sur Le Cerveau (1968) et Louis de Funès dans Hibernatus (1969).
Pour illustrer le voyage de ce touriste français en Italie, le réalisateur lui demande de pleinement s'inscrire dans l'époque. Contrairement à son écriture habituelle, symphonique et intemporelle, Delerue doit donc s'adapter aux modes musicales du milieu des années 1960. Le compositeur explore ainsi plusieurs pans du yéyé, touchant au twist, au slow et au madison, dans des thèmes ou des musiques d'ambiance. Il emploie abondamment la guitare électrique. La présence des gangsters rivaux est soulignée par un thème autant grotesque qu'inquiétant au saxophone baryton. C'est dans son habitude de relever la mélodie par un instrument soliste particulier. Le critique musical Stéphane Lerouge note que, malgré les modes, « son sens mélodique est bien présent tout comme, derrière une rythmique de variété, une inimitable écriture pour cordes », par exemple dans le morceau Le Départ de Naples. Exception, le générique d'ouverture est une valse parisienne pour orchestre et accordéon.
Le film convoque également des musiques antérieures. Gérard Oury élabore un numéro musical pour Louis de Funès : Saroyan répare lui-même en urgence la Cadillac dans un garage italien, au rythme effréné de la tarentelle La danza de Gioachino Rossini, arrangée par Ottorino Respighi pour le ballet La Boutique fantasque,. À Carcassonne, la chanson Plaisir d'amour est utilisée comme signal, sifflé ou fredonné, entre Saroyan et Maréchal.
Un premier album 45 tours Le Corniaud, bande originale du film sort en 1965, édité par Barclay,. Un single paraît également au Japon l'année suivante,. Plusieurs thèmes font partie de la compilation Les plus belles musiques des films de Louis de Funès, publiée en 33 tours en 1988 et rééditée en CD en 1994, diffusée également en Allemagne,. En 2002, la musique du Corniaud est publiée, avec celles écrites par Georges Auric pour La Grande Vadrouille et par Delerue pour Le Cerveau, sous le titre Bandes originales des films de Gérard Oury, dans la collection Écoutez le cinéma ! de Stéphane Lerouge,. En 2014, quelques morceaux sont intégrés à la vaste compilation Louis de Funès, musiques de films, 1963-1982 de la collection Écoutez le cinéma !,.

## Accueil

### Sortie et promotion
Le public a pu voir, au moment du tournage, plusieurs reportages, lui assurant ainsi une promotion. L'un montre le tournage en octobre au poste-frontière de Menton, interrogeant Gérard Oury, Bourvil, Louis de Funès (et même Michèle Morgan, semblant la croire en tête d'affiche elle aussi). Pour ce reportage, les deux comédiens vedettes s'amusent devant la caméra, Bourvil faisant le pitre à l'humour imbécile, tandis que de Funès joue l'affligé, ennuyé par le spectacle de son partenaire. Un autre reportage s'invite à Carcassonne en novembre, interrogeant Oury, Bourvil et de Funès. En décembre, l'émission Cinépanorama, de la première chaîne, filme le tournage de l'accident du début. L'émission Grand écran, sur la deuxième chaîne, s'intéresse également au film le 4 février 1965. Un feuilleton-photo tiré des scènes du film paraît dans Le Parisien libéré avant la sortie. Le journal télévisé 24 heures sur la Une du 23 mars consacre un reportage au film, interrogeant le réalisateur. Le 25 avril, Gérard Oury est l'invité de Denise Glaser dans Discorama. Deux semaines après la sortie en salles, Pour le plaisir, émission de la première chaîne consacrée aux arts, offre aux téléspectateurs la scène coupée de Michèle Morgan.
L'affiche est conçue par René Ferracci. Bourvil demande que le nom de Louis de Funès soit placé en haut de l'affiche, à côté du sien, un geste pour lequel son partenaire sera longtemps reconnaissant,. De toute manière, avec les triomphes entretemps remportés par Le Gendarme de Saint-Tropez et Fantomas, Louis de Funès est devenu une vedette comique de même rang que Bourvil. La première du film, gala rassemblant des invités, a lieu au cinéma Madeleine, à Paris.

### Accueil critique

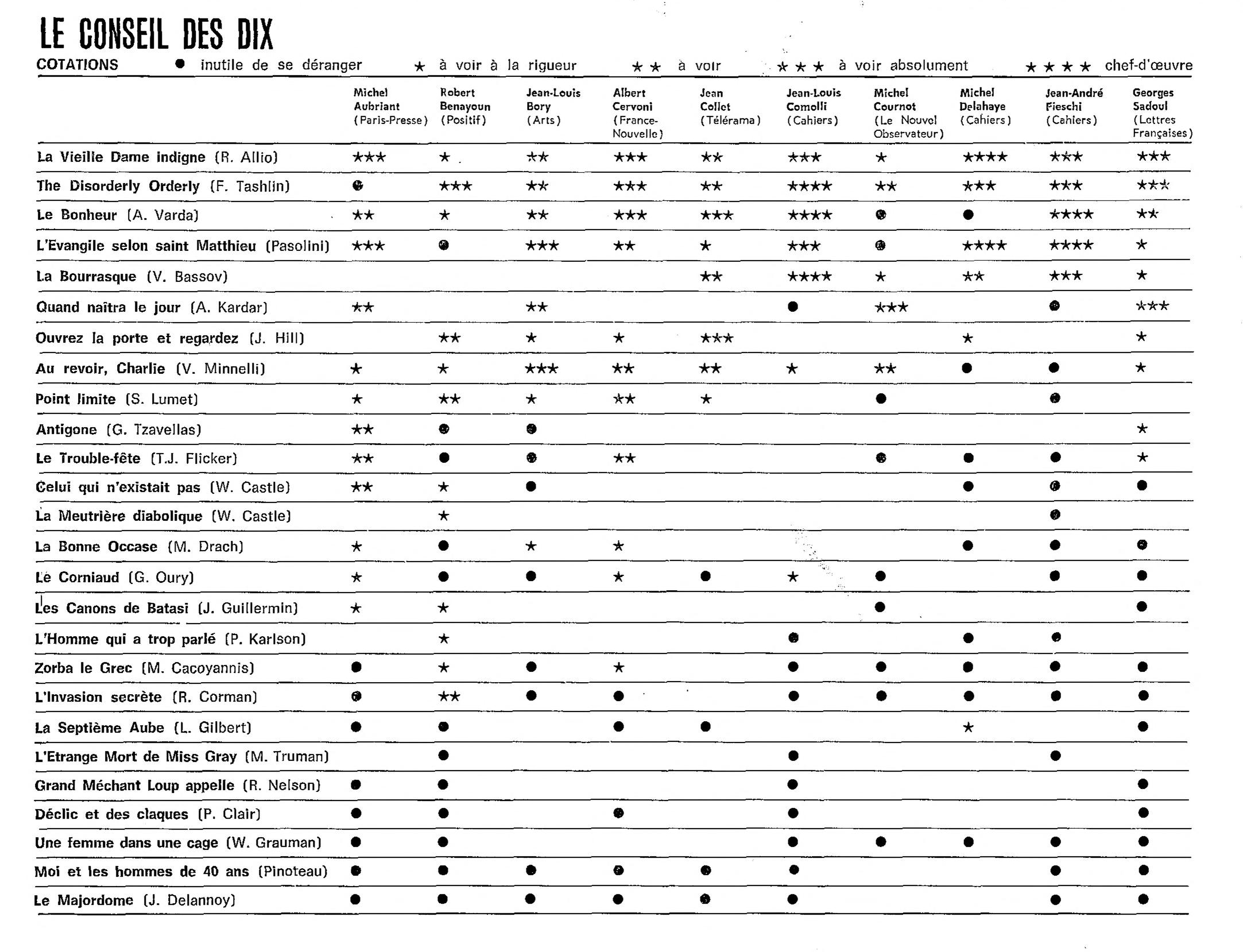
Le Corniaud parmi les cotations du « Conseil des dix » des Cahiers du cinéma, la plupart des critiques indiquant : inutile de se déranger.

Le Corniaud reçoit des critiques globalement favorables,. Jean de Baroncelli dans Le Monde parle d'« une très heureuse surprise »,. Le Canard enchaîné proclame : « Voilà un excellent film commercial qui est un divertissement touristique, plein de mouvement et de jolis paysages, sans oublier deux jolies filles. Et puis il y a un fameux tandem ! ». Monique Berger, journaliste cinéma pour l'ORTF, estime le film « éperdument comique » et note « les images vivantes, le montage rapide et le rythme vif ». Claude Garson de L'Aurore loue « un film charmant, bien fait par Gérard Oury, au dialogue excellent de Georges André Tabet, avec un acteur tout à fait exceptionnel, Bourvil, et un autre très bon, Louis de Funès »,. Paris Match affirme : « le cinéma français ne nous avait pas habitués à une telle qualité dans la réalisation. Couleurs et poursuites très réussies. La tandem Bourvil-de Funès fait merveille ». Certaines remontrances portent sur le titre, le terme « corniaud » étant puisé dans l'argot.
S'il aime le film « dans les grandes lignes » et qu'il acclame le duo inédit Bourvil / de Funès, Louis Chauvet du Figaro émet des réserves, tout en reconnaissant l'ambition artistique et technique du film : « le film dure vingt minutes de trop (…) Certaines scènes relevant du mimo-vaudeville m'ont paru artificielles, parfois outrées. Certaines se trompent visiblement de genre. Mais la plupart sont bonnes, et le rythme du récit fait tout passer. (…) Techniquement, Gérard Oury, qu'assiste une excellente équipe technique, réussit là son meilleur ouvrage. Nous ne lui reprocherons que [ces] fautes d'inspiration, [ces] fautes de mesure (…) La vitalité du ton les rachète. Les dialogues de Georges-André Tabet — efficaces et spirituels, véridiques et gais — contribuent grandement à crier l'euphorie ». Pour France-Soir, le scénario « est d'une grande richesse d'inventions et d'une constante puissance comique ».

« Nous déclarons Louis de Funès vainqueur aux points et nous en sommes le premier étonné. Son comique, efficace au théâtre, perdait beaucoup à l'écran. Louis de Funès a longtemps fait devant la caméra les grimaces qui lui réussissaient sur scène. C’était compter sans le grossissement du cinéma. Un seuil était franchi. Nous étions plus gênés qu’amusés. Mais voici que pour la première fois sans doute (…), Louis de Funès a discipliné son visage, trop parlant pour le cinéma du même nom. (…) C'est une marionnette gesticulante, mais qui a des méchancetés bien humaines. Un agité glapissant, mais moins proche des singes hurleurs que de quelques personnes de notre connaissance. »

— Claude Mauriac, Le Figaro littéraire, 26 mars 1965,.
Encore bienveillant voire laudateur envers Louis de Funès, les Cahiers du cinéma par la plume de Jean-Louis Comolli apprécient, au début du film, « l'efficacité et la précision des grandes comédies américaines » et « l'une des meilleures séquences du pauvre cinéma comique français », mais sont déçus par la présence réduite de l'acteur le reste du film ; cependant, la revue reproche un mélange des genres raté : « On veut amuser, divertir, émouvoir, apitoyer, donner envie et (même) faire compatir ou méditer : c'est assez pour Don Quichotte, trop pour Le Corniaud. La comédie ne souffre ni le trop juste ni le trop-plein, elle requiert le juste du trop, seul moteur d’effraction du sens »,. La Saison cinématographique recommande ce « bon divertissement, le dialogue efficace est toujours naturel, jamais vulgaire », en loue l'esthétique et les gags visuels, la direction d'acteurs (« Louis de Funès grimace modérément, ne charge pas à l'excès son rôle ») mais regrette qu'« en dépit de ses qualités réelles, l'œuvre manque de brio, d'unité, le film dure deux heures, c'est certainement vingt minutes de trop. Et si le rythme des séquences d'action est, en soi, rapide, sûr, la caméra cependant s'attarde souvent un peu trop sur les mimiques, excellents d'ailleurs, des acteurs. Cette complaisance accentue le côté artificiel de cette aventure abracadabrante [et détourne le spectateur de l'action] ».

Jusqu'alors très sévère envers les films dans lesquels apparaissait Louis de Funès, Henry Chapier dans Combat salue l'ambition de la comédie, sans la juger totalement réussie : 

« On aurait tort de classer d'emblée Le Corniaud dans la catégorie habituelle des films commerciaux qui partent gagnant parce que les noms de Bourvil ou de Louis de Funès sont en tête d'affiche. Connaissant les facilités de la recette, nous sommes bien loin du numéro clownesque de ces acteurs populaires, dans la recherche beaucoup plus ambitieuse du monde des premiers films de Laurel et Hardy. Si la tentative n'a pas entièrement abouti, il faut tout de même reconnaître la sincérité, le soin et la conviction dont Gérard Oury a fait preuve cette fois-ci (…) Le Corniaud prenant le chemin inverse des films comiques à la mode, donne au gag la priorité sur le mot d'auteur. Félicitons donc Oury d'avoir su échapper à Michel Audiard… Débarrassé de « l'esprit français », le cinéma retrouve aussitôt sa fraîcheur et sa naïveté. (…) Qu'un tel film connaisse un large succès populaire ne peut que servir la cause d’un cinéma commercial estimable. Les visées du Corniaud sont honnêtes, et Gérard Oury a le mérite de ne pas piper les dés »

— Henry Chapier, Combat, 25 mars 1965,,.
Les critiques du Masque et la Plume de France Inter méprisent le film,. Michel Cournot pour qui « il n'y a pas de film. Il n'y a rien. Le type s'est amusé à aller planter sa caméra successivement dans un certain nombre d'endroits connus comme la tour de Pise ou les jardins de Tivoli. Il a fait dans ce plan des singeries qui ne sont pas drôles (…) Un très petit acteur, Monsieur de Funès, fait beaucoup de singeries (…) Vraiment, c'est la nullité pour moi ». Fustigeant le « numéro d'écureuil cousu de tics » de Louis de Funès, Jean-Louis Bory condamne « le scénario imbécile et débile (…) ce film représente le vomi du cinéma français, se complaisant dans sa bassesse avec une satisfaction jubilarde »,. Georges Charensol évalue le film « nettement en dessous de zéro ». Georges Sadoul le considère « tout-à-fait dépourvu d'esprit et de rythme » mais relève néanmoins la beauté de la photographie d'Henri Decaë. Tous s'étonnent voire s'insurgent de l'accueil positif de certains de leurs confrères de la presse.
Aux États-Unis, le magazine Time apprécie notamment les deux acteurs principaux, la photographie de Decaë et 
la scène de bagarre dans les jardins de la villa d'Este. En mars 1965, L'Humanité rapporte que Wanda Hale, du New York Daily News a trouvé Le Corniaud « d'un bout à l'autre intelligent et spirituel » et que Howard Thompson, du New York Times, « bien que moins enthousiaste, le juge « désarmant » et loue sa « magnifique mise en scène ». En septembre, Playboy reconnaît l'extrême efficacité comique du film et le talent de Louis de Funès mais tacle le déjà-vu de certains éléments du scénario. Paine Knickerbocker du Cleveland Press, s'il relève la beauté des paysages, pense que le film aurait été meilleur en adoptant un ton plus ironique et si le personnage de Maréchal ne découvrait pas la vérité de sa situation. Pour Sy Oshinsky de Motion Picture Daily (en), Gérard Oury fait preuve de sa connaissance du cinéma comique et de la caméra, livrant une comédie réussie à partir d'une intrigue simple. The Plain Dealer évoque une « farce-mélo » bien interprétée et percutante

Cinéaste et ancien critique, François Truffaut, héraut de la Nouvelle Vague, écrit en octobre 1965 une lettre à Gérard Oury : 

« L'énorme succès de votre film en rend curieusement l'appréciation malaisée ; vous comprenez sûrement ce que je veux dire : il y a dans tout succès absolu un anéantissement de la notion de critique, qu'il s'agisse de Bonjour tristesse (le livre), de Patate (la pièce), de Goldfinger ou du Corniaud. Il devient idiot (parce que dérisoire) d'en dire du mal mais le bien que l'on en pense peut ne pas paraître sincère si on le dit. C'est un phénomène curieux, et en même temps je crois que chaque artiste doit rêver d'en arriver là, je veux dire au stade où les « avis » sont dérisoires (Prévert avec Paroles ou Chaplin avec tous ses films). Bref, je n'ai pas osé vous dire « Et moi j'ai trouvé très bien Le Corniaud », de crainte que vous ne pensiez : “”il se croit obligé, etc.”,,. »

### Box-office
Le Corniaud sort d'abord le 24 mars 1965 en exclusivité dans sept salles à Paris et Orly — le Gaumont Bosquet, le Madeleine, le Mercury, le Max-Linder, le Mistral, l'Images et le Publicis-Orly — ainsi que dans une seule ville de province, Bordeaux, où se déroule la fin de l'histoire. Lorsque le film arrive à l'affiche, Le Gendarme de Saint-Tropez, toujours projeté, en est à près de trois millions d'entrées en France, et Fantomas, à 2,4 millions. Aucune nouveauté majeure n'est prévue cette semaine-là, limitant la concurrence pour Le Corniaud. Le « James Bond » Goldfinger tient le haut du classement hebdomadaire national depuis un mois. La première semaine, Le Corniaud s'installe en tête des fréquentations à Paris comme à Bordeaux ; au niveau national, le film est avec 119 384 entrées second derrière Goldfinger,,. Le Corniaud profite le 30 mars de la grève des exploitants de salles qui offrent des séances gratuites au public, toutes affichant « complet »,,.
Au fil des semaines, le film étend vite son parc de salles et devient disponible dans tout le pays : un excellent bouche à oreille s'installe, faisant même vaciller James Bond,. Le film est présent à travers la France grâce un nombre exceptionnel de 72 copies. Il établit des records de fréquentations dans plusieurs villes. Phénomène unique, le nombre de spectateurs augmente pendant les quatre premières semaines, à Paris comme dans le reste du pays. Bertrand Dicale, biographe funésien, voit dans le triomphe progressif du film, par le bouche à oreille, l'illustration des théories du réalisateur : « De plus en plus de spectateurs allant voir un film qui ne les attirait pas a priori, qu'ils soient rebutés par Bourvil, par Louis de Funès ou par le genre comique. Outre la renommée personnelle des deux acteurs, c'est la victoire de Gérard Oury, de Robert Dorfmann et de leur théorie d'un cinéma populaire correspondant aux évolutions récentes des goûts et des pratiques culturelles ». À Paris, Le Corniaud domine le box-office pendant ses sept premières semaines, jusqu'à être détrôné par le polar Le Grain de sable avec Pierre Brasseur puis la comédie britannique La Rolls-Royce jaune.
Sur toute la France, à partir de la deuxième semaine, Le Corniaud monte au sommet du box-office hebdomadaire pour y demeurer 26 semaines, malgré la sortie d'autres films importants, avant d'être devancé en novembre par Le Tonnerre de Dieu avec Jean Gabin, tout en restant quatre semaines deuxième. Le film a achevé fin septembre, après vingt-sept semaines, sa période d'exclusivité parisienne avec 915 097 entrées. La presse évoque alors 30 millions de francs de recettes pour tout le pays. Paris Match titre « Louis de Funès fait trembler James Bond ».
Le Corniaud dépasse les deux millions d'entrées début mai 1965, les trois millions au 1er juin, les quatre le 3 août, les cinq à la mi-septembre et les six mi-novembre. Avec 6,41 millions d'entrées, il s'établit comme le film le plus vu dans les cinémas français au cours de l'année 1965. Par ce succès, le budget, même dépassé, est rapidement amorti,. Les techniciens qui avaient accepté de n'être payé qu'à la sortie du film reçoivent, en récompenses, leur cachet majoré d'un pourcentage. En 1966, le film additionne 1,3 millions d'entrées, en cumulant ainsi plus de 7,7 millions d'entrées,. Il dépasse les huit millions en 1967 et les neuf en 1968. Début 1972, Le Corniaud atteint le seuil des 10 millions de spectateurs. Il engrange encore 730 108 entrées en 1973, 320 815 en 1974 — franchissant ainsi les onze millions de spectateurs — et 321 529 en 1975. L'exploitation dure en continu jusqu'en 1978,.
| Semaine | Semaine                           | Rang | Entrées | Cumul   | no 1 du box-office hebdo.           |
| ------- | --------------------------------- | ---- | ------- | ------- | ----------------------------------- |
| 1       | 24 mars au 30 mars 1965           | 1er  | 71 264  | 71 264  | Le Corniaud                         |
| 2       | 31 mars au 6 avril 1965           | 1er  | 71 359  | 142 623 | Le Corniaud                         |
| 3       | 7 avril au 13 avril 1965          | 1er  | 80 241  | 222 864 | Le Corniaud                         |
| 4       | 14 avril au 20 avril 1965         | 1er  | 81 922  | 304 786 | Le Corniaud                         |
| 5       | 21 avril au 27 avril 1965         | 1er  | 59 317  | 364 103 | Le Corniaud                         |
| 6       | 28 avril au 4 mai 1965            | 1er  | 67 440  | 431 543 | Le Corniaud                         |
| 7       | 5 mai au 11 mai 1965              | 1er  | 53 881  | 485 424 | Le Corniaud                         |
| 8       | 12 mai au 18 mai 1965             | 3e   | 30 850  | 516 274 | Le Grain de sable                   |
| 9       | 19 mai au 25 mai 1965             | 3e   | 32 190  | 548 464 | La Rolls-Royce jaune                |
| 10      | 26 mai au 1er juin 1965           | 1er  | 44 420  | 592 884 | Le Corniaud                         |
| 11      | 2 juin au 8 juin 1965             | 2e   | 43 873  | 636 757 | Nevada (documentaire)               |
| 12      | 9 juin au 15 juin 1965            | 4e   | 23 870  | 660 627 | Paris-secret                        |
| 13      | 16 juin au 22 juin 1965           | 5e   | 22 760  | 683 387 | L'Arme à gauche                     |
| 14      | 23 juin au 29 juin 1965           | 3e   | 21 950  | 705 337 | L'Arme à gauche                     |
| 15      | 30 juin au 6 juillet 1965         | 2e   | 26 462  | 731 799 | Furia à Bahia pour OSS 117          |
| 16      | 7 juillet au 13 juillet 1965      | 12e  | 12 200  | 743 999 | Merveilleuse Angélique              |
| 17      | 14 juillet au 20 juillet 1965     | 11e  | 14 580  | 758 579 | Merveilleuse Angélique              |
| 18      | 21 juillet au 27 juillet 1965     | 7e   | 17 180  | 775 759 | Merveilleuse Angélique              |
| 19      | 8 juillet au 3 août 1965          | 10e  | 16 260  | 792 019 | Rio Bravo (reprise)                 |
| 20      | 4 août au 10 août 1965            | 10e  | 17 500  | 809 519 | La Fabuleuse Aventure de Marco Polo |
| 21      | 11 août au 17 août 1965           | 3e   | 19 345  | 828 864 | Espionnage à Bangkok pour U-92      |
| 22      | 18 août au 24 août 1965           | 4e   | 20 190  | 849 054 | Duel à Rio Bravo                    |
| 23      | 25 août au 31 août 1965           | 9e   | 17 347  | 866 401 | L'Express du colonel Von Ryan       |
| 24      | 1er septembre au 7 septembre 1965 | 7e   | 24 577  | 890 978 | L'Express du colonel Von Ryan       |
| 26      | 15 septembre au 21 septembre 1965 | 12e  | 13 840  | NC      | Le Tonnerre de Dieu                 |

| Semaine | Semaine                           | Rang | Entrées | Cumul     | Salles | no 1 du box-office hebdo.              |
| ------- | --------------------------------- | ---- | ------- | --------- | ------ | -------------------------------------- |
| 1       | 24 mars au 30 mars 1965           | 2e   | 119 384 | 119 384   | 16     | Goldfinger                             |
| 2       | 31 mars au 6 avril 1965           | 1er  | 331 110 | 450 494   | 42     | Le Corniaud                            |
| 3       | 7 avril au 13 avril 1965          | 1er  | 403 683 | 854 177   | 45     | Le Corniaud                            |
| 4       | 14 avril au 20 avril 1965         | 1er  | 495 292 | 1 349 469 | 57     | Le Corniaud                            |
| 5       | 21 avril au 27 avril 1965         | 1er  | 392 006 | 1 741 475 | 60     | Le Corniaud                            |
| 6       | 28 avril au 4 mai 1965            | 1er  | 388 741 | 2 130 216 | 63     | Le Corniaud                            |
| 7       | 5 mai au 11 mai 1965              | 1er  | 291 321 | 2 421 537 | 68     | Le Corniaud                            |
| 8       | 12 mai au 18 mai 1965             | 1er  | 183 885 | 2 605 422 | 62     | Le Corniaud                            |
| 9       | 19 mai au 25 mai 1965             | 1er  | 195 349 | 2 800 771 | 62     | Le Corniaud                            |
| 10      | 26 mai au 1er juin 1965           | 1er  | 235 081 | 3 035 852 | 69     | Le Corniaud                            |
| 11      | 2 juin au 8 juin 1965             | 1er  | 236 078 | 3 271 930 | 70     | Le Corniaud                            |
| 12      | 9 juin au 15 juin 1965            | 1er  | 144 548 | 3 416 478 | 66     | Le Corniaud                            |
| 13      | 16 juin au 22 juin 1965           | 1er  | 105 329 | 3 521 807 | 58     | Le Corniaud                            |
| 14      | 23 juin au 29 juin 1965           | 1er  | 95 193  | 3 617 000 | 48     | Le Corniaud                            |
| 15      | 30 juin au 6 juillet 1965         | 1er  | 67 734  | 3 684 734 | 35     | Le Corniaud                            |
| 16      | 7 juillet au 13 juillet 1965      | 1er  | 72 527  | 3 757 261 | 43     | Le Corniaud                            |
| 17      | 14 juillet au 20 juillet 1965     | 1er  | 120 152 | 3 877 413 | 57     | Le Corniaud                            |
| 18      | 21 juillet au 27 juillet 1965     | 1er  | 96 536  | 3 973 949 | 50     | Le Corniaud                            |
| 19      | 28 juillet au 3 août 1965         | 1er  | 90 242  | 4 064 191 | 46     | Le Corniaud                            |
| 20      | 4 août au 10 août 1965            | 1er  | 114 280 | 4 178 471 | 57     | Le Corniaud                            |
| 21      | 11 août au 17 août 1965           | 1er  | 155 317 | 4 333 788 | 82     | Le Corniaud                            |
| 22      | 18 août au 24 août 1965           | 1er  | 156 601 | 4 490 389 | 74     | Le Corniaud                            |
| 23      | 25 août au 31 août 1965           | 1er  | 132 421 | 4 622 810 | 68     | Le Corniaud                            |
| 24      | 1er septembre au 7 septembre 1965 | 1er  | 182 754 | 4 805 564 | 64     | Le Corniaud                            |
| 25      | 8 septembre au 14 septembre 1965  | 1er  | 155 916 | 4 961 480 | 59     | Le Corniaud                            |
| 26      | 15 septembre au 21 septembre 1965 | 1er  | 115 857 | 5 077 337 | 51     | Le Corniaud                            |
| 27      | 22 septembre au 28 septembre 1965 | 1er  | 178 079 | 5 255 416 | 61     | Le Corniaud                            |
| 28      | 29 septembre au 5 octobre 1965    | 2e   | 125 511 | 5 380 927 | 59     | Le Tonnerre de Dieu                    |
| 29      | 6 octobre au 12 octobre 1965      | 2e   | 138 770 | 5 519 697 | 69     | Le Tonnerre de Dieu                    |
| 30      | 13 octobre au 19 octobre 1965     | 2e   | 132 400 | 5 652 097 | 65     | Le Tonnerre de Dieu                    |
| 31      | 20 octobre au 26 octobre 1965     | 2e   | 96 872  | 5 748 969 | 61     | Le Tonnerre de Dieu                    |
| 32      | 27 octobre au 2 novembre 1965     | 3e   | 132 994 | 5 881 963 | 74     | Le Gendarme à New York                 |
| 33      | 3 novembre au 9 novembre 1965     | 4e   | 75 460  | 5 957 423 | 60     | Le Gendarme à New York                 |
| 34      | 10 novembre au 16 novembre 1965   | 6e   | 86 073  | 6 043 496 | 58     | Le Gendarme à New York                 |
| 35      | 17 novembre au 23 novembre 1965   | 5e   | 88 704  | 6 132 200 | 69     | Le Tonnerre de Dieu                    |
| 36      | 24 novembre au 30 novembre 1965   | 6e   | 61 977  | 6 194 177 | 61     | Le Gendarme à New York                 |
| 37      | 1er décembre au 7 décembre 1965   | 8e   | 57 617  | 6 251 794 | 63     | Les Tribulations d'un Chinois en Chine |
| 38      | 8 décembre au 14 décembre 1965    | 14e  | 42 806  | 6 294 600 | 57     | Les Tribulations d'un Chinois en Chine |
| 39      | 15 décembre au 21 décembre 1965   | 11e  | 43 622  | 6 338 222 | 50     | Opération Tonnerre                     |
| 40      | 22 décembre au 28 décembre 1965   | 13e  | 69 033  | 6 407 255 | 45     | Fantomas se déchaîne                   |
| 41      | 29 décembre au 4 janvier 1966     | 9e   | 115 150 | 6 522 405 | 62     | Opération Tonnerre                     |
| 42      | 5 janvier au 11 janvier 1966      | 25e  | 30 765  | 6 553 170 | 38     | Opération Tonnerre                     |
| 43      | 12 janvier au 18 janvier 1966     | 20e  | 30 034  | 6 583 204 | 48     | Opération Tonnerre                     |
| 44      | 19 janvier au 25 janvier 1966     | 24e  | 31 968  | 6 615 172 | 37     | Fantomas se déchaîne                   |
| 45      | 26 janvier au 1er février 1966    | 19e  | 34 238  | 6 649 410 | 23     | Opération Tonnerre                     |
| 46      | 2 février au 8 février 1966       | 19e  | 37 518  | 6 686 928 | 41     | Viva Maria !                           |
| 47      | 9 février au 15 février 1966      | 27e  | 27 037  | 6 713 965 | 41     | Viva Maria !                           |
| 48      | 16 février au 22 février 1966     | 19e  | 39 592  | 6 753 557 | 49     | Viva Maria !                           |
| 49      | 23 février au 1er mars 1966       | 30e  | 25 290  | 6 778 847 | 26     | Viva Maria !                           |
| 50      | 2 mars au 8 mars 1966             | 19e  | 35 149  | 6 813 996 | 49     | Angélique et le Roy                    |
| 51      | 9 mars au 15 mars 1966            | NC   | 25 844  | 6 839 840 | NC     | Angélique et le Roy                    |
| 52      | 16 mars au 22 mars 1966           | 29e  | 23 781  | 6 863 621 | 40     | Du rififi à Paname                     |
| 53      | 23 mars au 29 mars 1966           | 29e  | 24 066  | 6 887 687 | 44     | Les Héros de Télémark                  |
| 54      | 30 mars au 5 avril 1966           | 29e  | 25 358  | 6 913 045 | 35     | Du rififi à Paname                     |
| 55      | 6 avril au 12 avril 1966          | 19e  | 42 471  | 6 955 516 | 64     | Du rififi à Paname                     |

À la fin de son exploitation en salles sur plusieurs années, Le Corniaud enregistre 11 739 783 entrées dans la France entière, dont 2 743 707 dans Paris et sa périphérie,. Avec le recul, Le Corniaud arrive au sommet du box-office des films sortis en France en 1965, loin devant les « James Bond » Goldfinger et Opération Tonnerre. Louis de Funès place ainsi encore un film en tête du classement, après l'avoir fait en 1964 avec Le Gendarme de Saint-Tropez. Il s'agit du deuxième meilleur box-office des deux comédiens, derrière La Grande Vadrouille (1966),. La même année, Louis de Funès remporte également un grand succès avec Le Gendarme à New York et Fantomas se déchaîne, tout comme Bourvil avec Les Grandes Gueules. Alors que Bourvil semblait s'établir comme le successeur de Fernandel en tant que comique favori des Français après leur collaboration dans La Cuisine au beurre (1963), Louis de Funès le devance finalement avec son alignement de réussites commerciales tout au long de la décennie 1960,. Le Corniaud demeure longtemps le troisième plus gros succès du cinéma français derrière La Grande Vadrouille (1966) et Le Petit Monde de don Camillo (1952),.

### Sorties à l'étranger

Une autre affiche du film au Japon.

Le Corniaud est exploité à l'international. Le film est projeté en Union soviétique en juillet lors du festival du film de Moscou (sous le titre Разиня) et en Grèce en septembre de la même année au cours du festival de Thessalonique. Il sort ensuite en Belgique le 8 octobre 1965 (à Gand) sous le titre flamand De snul, en Espagne le 4 novembre 1965 (à Barcelone) titré El hombre del Cadillac, en Suède le 15 novembre 1965 nommé Den vilda jakten på Cadillacen, en Italie, pays coproducteur, le 26 novembre 1965 sous le titre Colpo grosso ma non troppo, au Danemark le 4 janvier 1966 titré Fjolset, en Allemagne de l'Ouest le 21 janvier 1966 nommé Scharfe Sachen für Monsieur puis Louis, das Schlitzohr (dans la lignée des déroutantes habitudes des distributeurs allemands), en Finlande le 18 février 1966 sous le titre Gangsteriralli, au Japon le 26 mars 1966 intitulé 大追跡, au Portugal le 28 mars 1966 (à Porto) nommé O Oportunista, au Royaume-Uni en avril 1966, en Pologne le 13 janvier 1967 titré Gamoń, au Mexique le 19 mai 1967 nommé El papanatas, aux États-Unis le 8 octobre 1967 (à New York) et en Turquie le 17 octobre 1967 sous le titre Belalı Tatil.

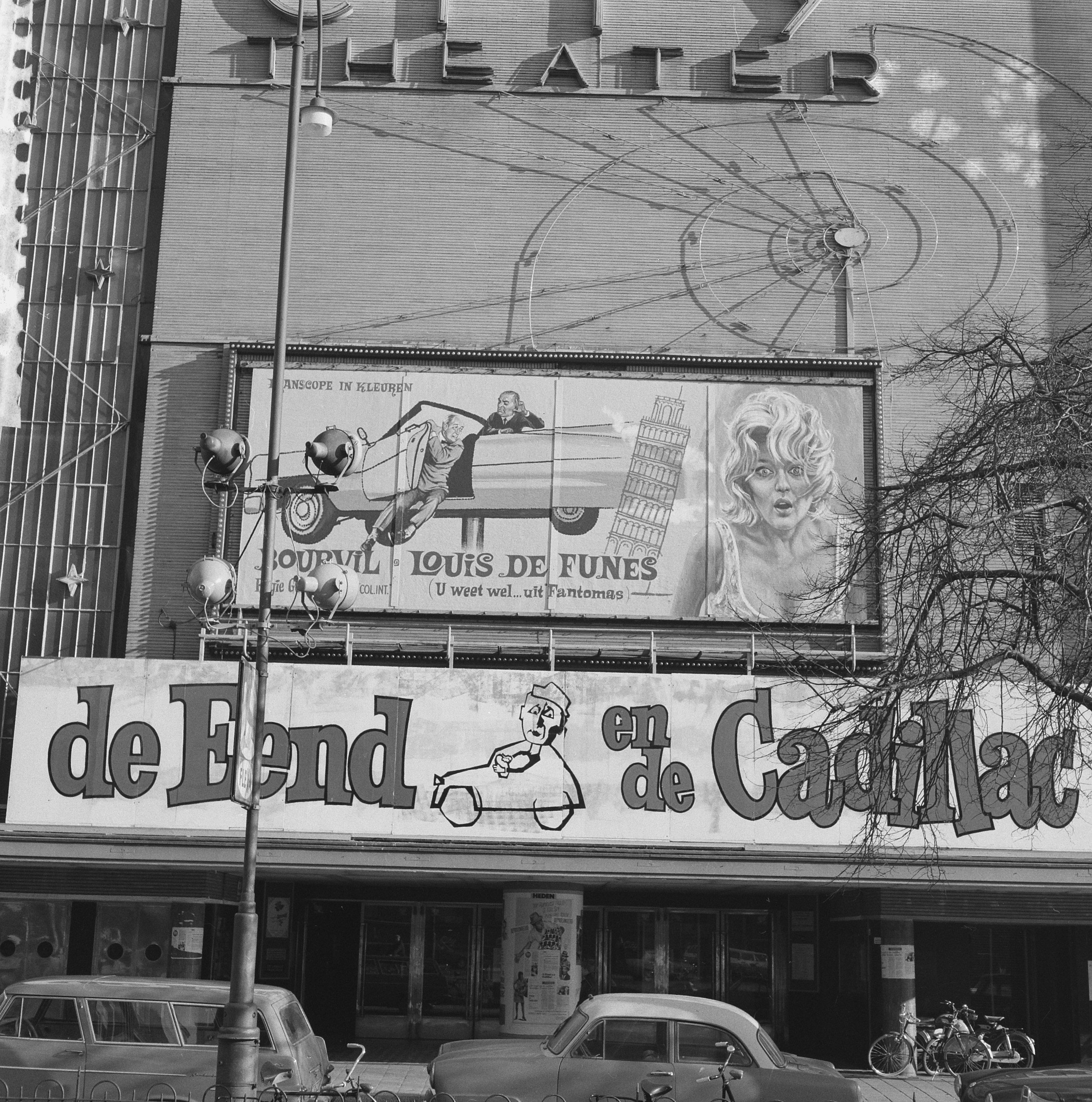
Le Corniaud à l'affiche d'un cinéma néerlandais en novembre 1965.

Le film connaît également des sorties en Allemagne de l'Est, en Argentine, au Brésil (O Trouxa), en Bulgarie (Глупакът), au Canada, en Croatie (Naivčina), en Estonie (Molutaja), en Grèce (Ένα έξυπνο κορόιδο ou Το κορόιδο), en Hongrie (Az ügyefogyott ou A fajankó), en Israël, en Norvège (Mannen som alltid ble lurt), aux Pays-Bas (De eend en de Cadillac), en Roumanie (Prostanacul), en Slovaquie (Smoliar), en Slovénie (Tepcek), en Ukraine (Роззява et en Yougoslavie (Naivcina en serbe). Le titre anglophone international est The Sucker,.
Selon le producteur Robert Dorfmann, à la sortie de La Grande Vadrouille en 1966, Le Corniaud réalise alors de très bons résultats dans les pays scandinaves, connaît une carrière très moyenne en Allemagne mais c'est un échec en Italie. Il quitte rapidement l'affiche à Londres. Après plusieurs années, le box-office est estimé à environ 1,4 million d'entrées en Italie, et s'élève à 1 545 858 entrées en Espagne ainsi que 30,9 millions d'entrées en URSS,. Il connaît également de bons résultats en Argentine, au Japon et au Mexique. Le Corniaud et La Grande Vadrouille, à la date de 2013, sont les films les plus rediffusés à la télévision algérienne, derrière Le Message (1976).

### Distinctions
- Festival international du film de Moscou 1965 :
  - Prix du meilleur scénario[bc],[w].
  - Diplôme spécial pour Bourvil[96],[cb].
- Prix du film étranger ayant le mieux servi la beauté de l'Italie, décerné par l'Agence nationale italienne du tourisme (it)[cp],[w]. Ce prix décerné annuellement est remis à Gérard Oury à Venise, sous la forme d'un chèque de 5 millions de lires et d'une plaque en or[cp].

### Postérité
| |  |  |
| À peine Le Corniaud sorti, des producteurs américains auraient souhaité filmer un remake avec Dean Martin et Jack Lemmon. |  |  |

Lors du festival de Cannes 1965, Gérard Oury et Robert Dorfmann se voient proposer par des producteurs américains de réaliser et produire un remake avec Dean Martin et Jack Lemmon dans le rôle-titre,. L'offre financière est alléchante : un budget doublé, les salaires versés en Suisse et la promesse d'un contrat pour deux autres films dans les cinq ans. Le réalisateur et son producteur ne préfèrent pourtant pas donner suite, Dorfmann arguant à son partenaire : « Comment veux-tu qu'on s'entende avec des gens pareils ? Ils viennent ici nous proposer un pont d'or et ils n'ont même pas trouvé 90 minutes pour voir notre film ! ». Plus tard, le cinéma américain retranscrit sérieusement l'affaire Angelvin dans le polar French Connection (1973), d'après le récit The French Connection: A True Account of Cops, Narcotics, and International Conspiracy de Robin Moore,,.

Gérard Oury, Bourvil et Louis de Funès se retrouvent dès l'année suivante pour La Grande Vadrouille, nouveau triomphe international.

Bien que Le Corniaud soit un triomphe et s'achève sur une fin ouverte, Gérard Oury écarte l'idée de donner une suite au film (après y avoir un temps songé), à contre-courant du procédé éprouvé par Le Gendarme de Saint-Tropez, Fantomas ou Don Camillo ; Dorfmann et les deux acteurs approuvent son choix,,,. Il désire créer une intrigue réunissant Bourvil et Louis de Funès tout le film, à l'inverse du Corniaud. Il leur avait justement raconté, lors du tournage à Carcassonne, une idée de film abandonnée quelques années auparavant : deux jumelles sauvant des aviateurs anglais pendant la Seconde Guerre mondiale et les conduisant en zone libre,.
À nouveau aidé de Marcel Jullian et Danièle Thompson, Oury transforme ce synopsis de départ en La Grande Vadrouille, adaptant les rôles de jumelles à ses comiques vedettes. Il élabore un second road movie, une traversée de la France occupée par deux Français que tout oppose. Superproduction complexe, mais tournée dans de meilleurs conditions que Le Corniaud, La Grande Vadrouille sort en décembre 1966 et dépasse à la stupeur de tous son prédécesseur avec plus de 17 millions de spectateurs dans les salles, ainsi que d'excellents résultats à l'étranger. Le film demeure pendant trente ans le plus grand succès cinématographique sur le territoire français, toutes nationalités confondues.

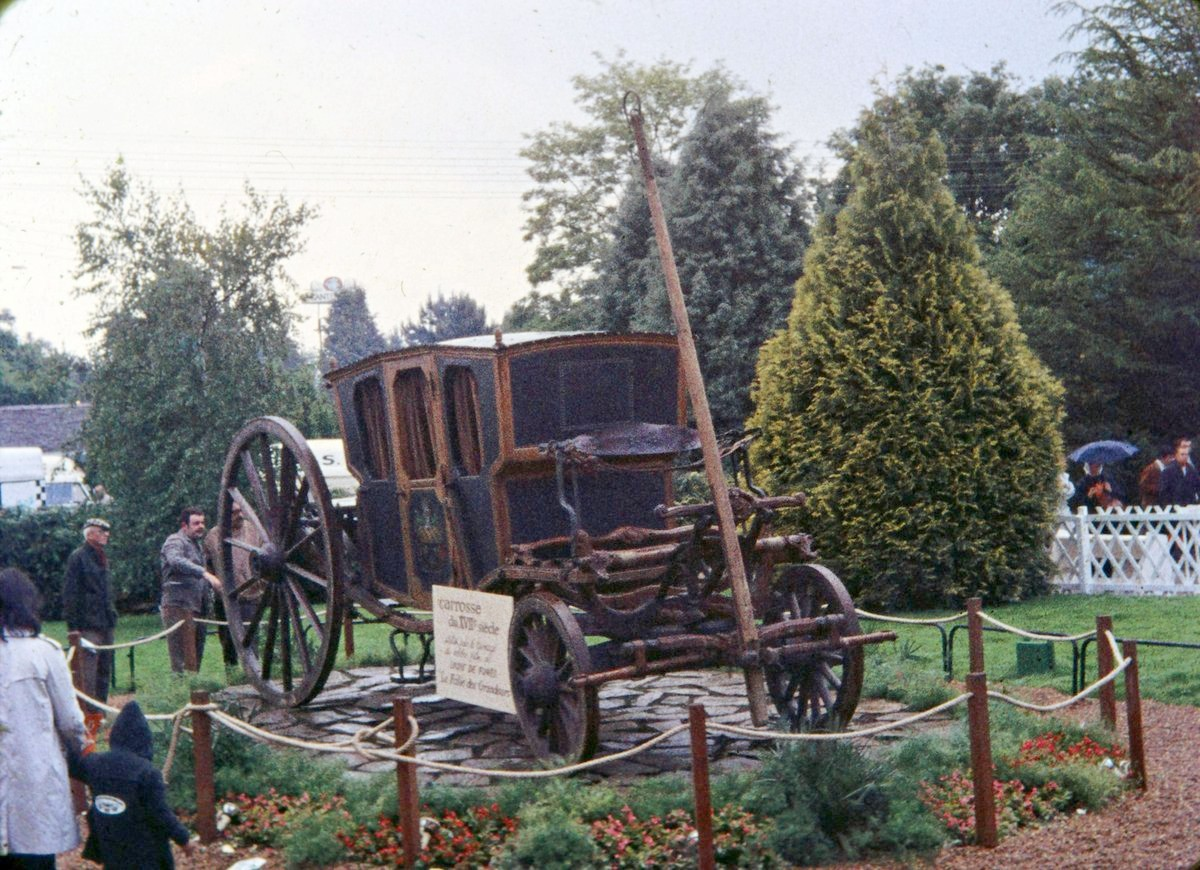
Le carrosse de don Salluste dans La Folie des grandeurs (1971), film de Gérard Oury qui aurait dû à nouveau réunir Louis de Funès et Bourvil.

Après ce triomphe, Gérard Oury prépare ses deux prochains films pour les quatre années à venir. Préservant son duo-fétiche, il associe d'abord Bourvil à Jean-Paul Belmondo dans une farce internationale évoquant l'attaque du train postal Glasgow-Londres : Le Cerveau (1969) amasse 5 millions d'entrées. Une adaptation parodique de la pièce de théâtre Ruy Blas de Victor Hugo doit marquer les retrouvailles attendues de Bourvil / de Funès. Oury et ses collaborateurs persévèrent à mener ce projet coûteux tout en sachant Bourvil gravement malade. Le comique normand meurt en 1970, des mois avant le tournage ; Yves Montand le remplace dans le rôle de Blaze. La Folie des grandeurs (1971) est encore une réussite commerciale, malgré l'absence de Bourvil. Gérard Oury conçoit ensuite un film avec Louis de Funès comme seule tête d'affiche, Les Aventures de Rabbi Jacob (1973), dernier triomphe avec 7 millions d'entrées. Il prévoit enfin Le Crocodile, dans lequel Louis de Funès jouerait un dictateur, un projet annulé lorsque l'acteur subit deux infarctus successifs en mars 1975,,. Oury et de Funès ne tournent plus jamais ensemble.
Lors du festival de Cannes 2005 court une rumeur sur un nouveau projet de remake du film : Benoît Poelvoorde et Jamel Debbouze auraient donné leur accord pour tourner dans le film et reprendre respectivement les rôles de Bourvil et de Louis de Funès. Produit par La Petite Reine et Studiocanal, le film aurait été écrit par Franck Magnier et Alexandre Charlot et devait s'intituler On a encore volé le Youcouncoun,. Gérard Oury annonce qu'il n'a jamais donné son accord à un tel projet, « en aucun cas à l'ordre du jour ». De plus, Jamel Debbouze dément en 2015 avoir été contacté pour un tel projet, dont il ne sait rien.
Le Corniaud, à l'instar des autres films de Bourvil et de Louis de Funès, marque la culture populaire française. Certaines répliques sont devenues cultes, en premier lieu celle de Bourvil à la destruction de sa 2 CV : « Maintenant, elle va marcher beaucoup moins bien, forcément ! »,. La même phrase est ainsi reprise dans plusieurs films, séries télévisées ou encore dans la bande dessinée,. Le film influence durablement la comédie à la française, principalement pour la mécanique de son duo, reprise dans de nombreux films,. En 2020, alors que la petite gare de La Motte-Sainte-Roseline doit être démolie, l'apparition de son passage à niveau dans Le Corniaud (et Le Gendarme se marie) est mise en avant pour tenter de la sauvegarder. Aussi immortalisée par Le Corniaud, la douane de Menton, élément final emblématique de la Nationale 7, est préservée et décrétée « lieu de l'histoire automobile » par la fédération française des véhicules d'époque. La première exposition temporaire du musée Louis-de-Funès à Saint-Raphaël, en 2021, est consacrée à ce film. En 2022, l'association normande Les Amis de Bourvil organise une parade à travers sept villages du pays de Caux, terre natale du comédien, où sont rejouées des scènes du film. En 2025, un sondage classe Le Corniaud comme la troisième comédie préférée des Français, derrière La Grande Vadrouille (1966) et Les Bronzés font du ski (1979).

### Exploitations ultérieures
À l'instar des autres films de Bourvil ou ceux de Louis de Funès, Le Corniaud est régulièrement programmé à la télévision française, environ tous les deux ans, et remporte de bonnes audiences,,. Les plus anciennes traces de diffusions datent de 1977 et 1980. Antenne 2 programme le film le 1er février 1983, quelques jours après la mort de Louis de Funès,. La première diffusion recensée par l'Inathèque remonte au dimanche 17 mars 1996 sur France 2 à 20 h 50. Une diffusion en août 2007 attire plus de 9,2 millions de téléspectateurs sur TF1. Une autre le dimanche 7 février 2010 sur la même chaîne en rassemble 6,7 millions, puis encore 5,6 millions le 1er janvier 2013. Le film est vu l'après-midi du 26 avril 2020 sur France 2 par 3,5 millions de Français confinés chez eux lors de la pandémie de Covid-19, période où les chaînes misent sur des classiques français rassembleurs,. Selon un rapport arrêté en 2020, Le Corniaud a été diffusé 22 fois sur les chaînes nationales gratuites françaises, principalement en première partie de soirée.

Logo avec le Youkounkoun, lors de la ressortie en 2015, à l'occasion du cinquantième anniversaire du film.

En vidéo, Le Corniaud sort d'abord en VHS en 1987, puis dans d'autres éditions en 1991,, en 1993 (en coffret duo avec La Grande Vadrouille), en 1995, en 1998 et en 2001, ainsi qu'en LaserDisc en 1994 et 1997. Il fait partie de coffrets VHS réunissant des comédies de Louis de Funès en 2003, pour les trente ans de sa mort,. Entretemps, le film paraît en DVD en 1999. Un coffret en haute définition avec La Grande Vadrouille sort en 2002, avec des interviews de souvenirs de tournage, les bandes-annonces, des livrets sur chaque film, et un documentaire consacré à Gérard Oury, Il est poli d'être gai, ; le film est ensuite disponible séparément l'année suivante,. Le Corniaud est aussi compris dans des collections ou coffrets DVD consacrés à Bourvil, Louis de Funès ou Gérard Oury,,. Il est aussi édité en Blu-ray en 2009. En 2015, afin de célébrer le cinquantième anniversaire du film, une version restaurée sort dans quelques salles de cinéma,. Cette restauration est ensuite disponible dans un imposant coffret Blu-ray / DVD rassemblant le scénario original annoté par Gérard Oury, le dossier de presse d'époque, un compilation d'articles de presse effectuée par la mère du réalisateur et un nouveau documentaire sur la création du film,. Le Corniaud est encore publié dans des coffrets vidéos, Blu-ray ou DVD, des films de Louis de Funès dans les années 2020,.

## Analyse
« Le corniaud est un brave chien. Le corniaud sera Bourvil au début puis Louis de Funès à l'arrivée. »

— Gérard Oury expliquant son film à la sortie en salles en 1965.

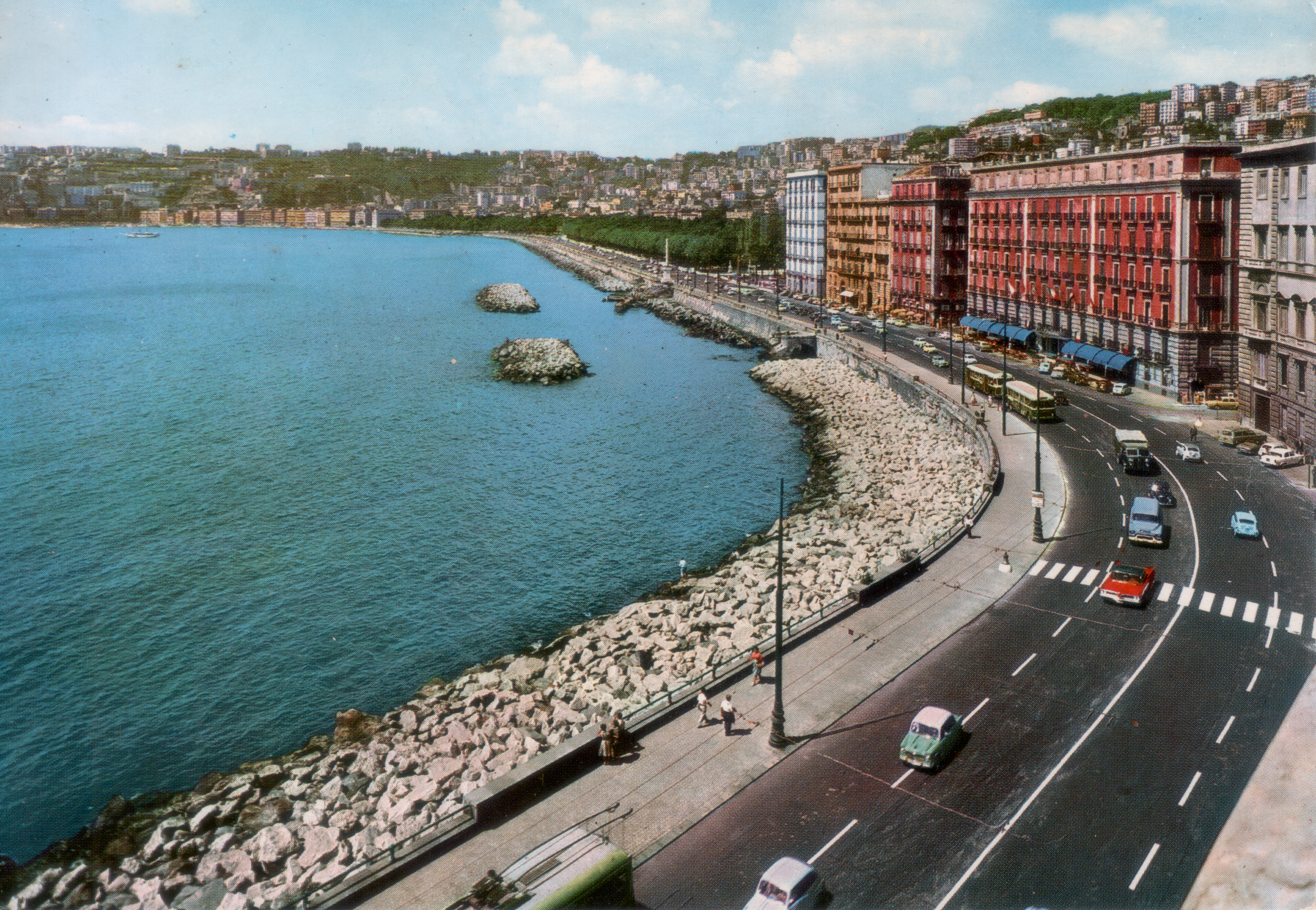
Naples, la via Partenope, années 1960. Le film constitue une véritable carte postale de l'Italie des vacances.

Le Corniaud détonne dans la comédie française d'alors, comme le souhaitait Gérard Oury, grâce à ses grands moyens, son image léchée et la mécanique de son scénario,,. L'intuition du cinéaste débutant est éclairée puisque l'ambition de sa comédie répond à la crise en cours de la fréquentation cinématographique française, érodée par l'arrivée de la télévision et la concurrence d'autres loisirs,. Embrassant les nouvelles habitudes de consommation du cinéma des Français, le film a ainsi pour dessein de se démarquer par le format scope, la couleur, l'esprit d'évasion et de spectacle, afin d'offrir ce que la télévision ne peut pas,. Le format d'image épouse d'ailleurs la longueur de la Cadillac. La durée (près de deux heures) est hors-normes pour une comédie d'alors. C'est aussi une histoire sans vulgarité ni véritable immoralité, permettant de toucher un large public familial. Profitant de la couleur, le film fait la part belle aux décors naturels et à l'architecture somptueuse de l'Italie et de la France, n'hésitant pas à s'attarder sur un beau paysage, ce qu'aurait limité la technique étriquée du tournage en studios sur fond de transparence,,,,. La Saison cinématographique décrit : « Henri Decaë a traduit ces paysages méridionaux dans des coloris limpides et lumineux où jouent les gris azurés du ciel, de l'eau et les tons dorés des pierres des villes italiennes et de Carcassonne ». Détail esthétique, Gérard Oury exigeait pour la voiture de Saroyan une teinte de vert précise, qu'il jugeait particulièrement comique, un vert certainement sorti de ces tableaux de Raoul Dufy qui ont imprimé la rétine du réalisateur depuis son enfance ; il reprend ce vert pour les pompons de don Salluste dans La Folie des grandeurs (1971) et le chewing-gum dans Les Aventures de Rabbi Jacob (1973),,,. Les couleurs des trois véhicules — la Jaguar Mark 2 verte de Saroyan, la Cadillac DeVille blanche du « corniaud » et l'Austin-Healey 3000 rouge du « bègue » — recomposent le vert, le blanc et le rouge du drapeau italien,.

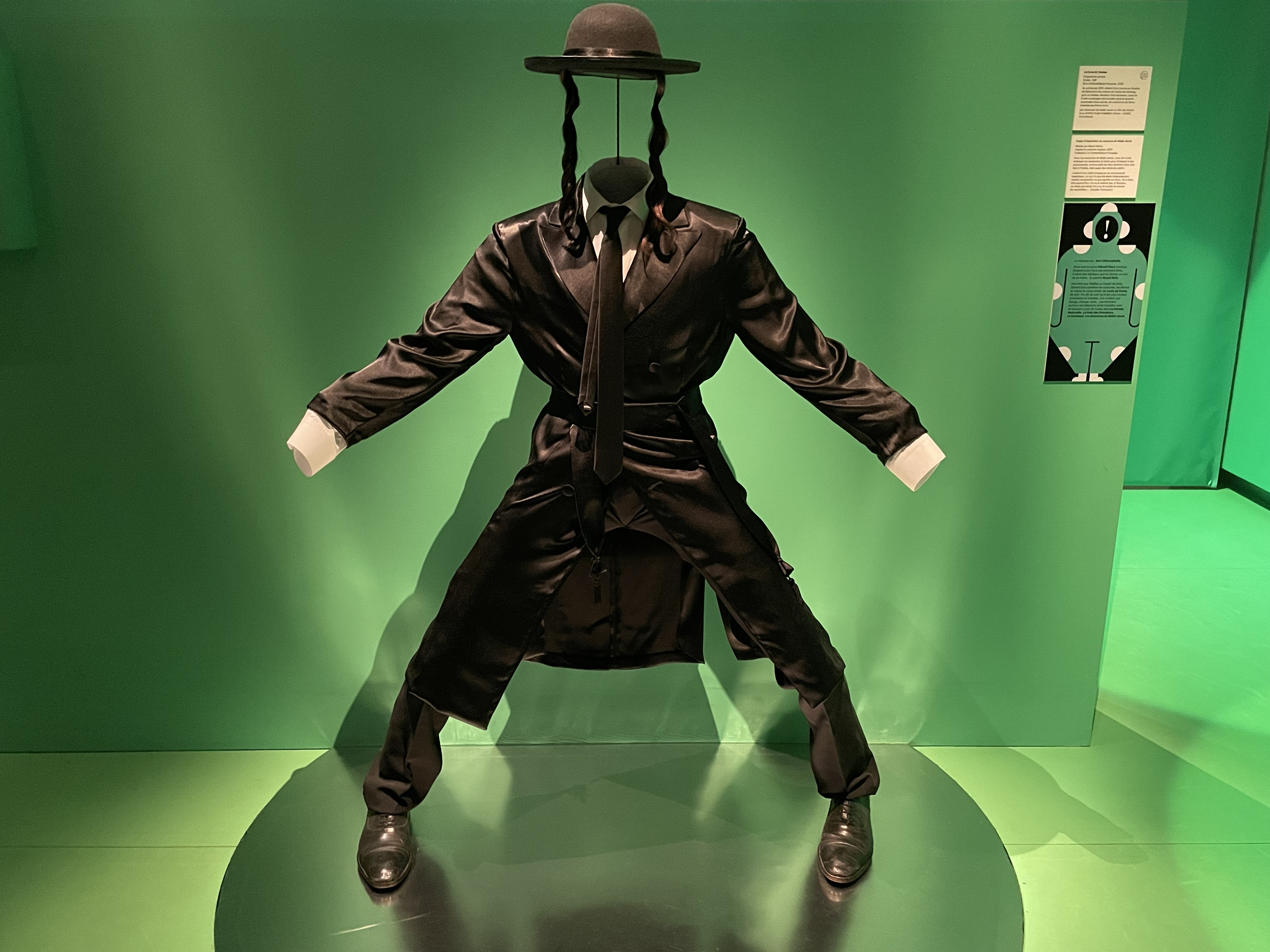
Le vert revient souvent à l'écran chez Gérard Oury, de la voiture de Saroyan au chewing-gum des Aventures de Rabbi Jacob.

Le comique de Gérard Oury associe la bouffonnerie de la comédie à l'italienne (représentée par le jeu extravagant de Louis de Funès) et le rythme du burlesque américain. Le ressort comique prédominant repose sur l'ignorance de Maréchal des péripéties qui tournent autour de lui. Le film abonde de gags visuels et d'effets mécaniques,,. Le scénario enchaîne aussi les quiproquos, les chassés-croisés et les jeux de mots et quelques cascades, ajoutant au spectacle,,. Il touche à l'absurde avec le gag de l'arbre creux des jardins de Tivoli, quand Saroyan et « le bègue » entrent tous deux dans le tronc sans jamais se croiser. Le film marque par sa linéarité, son efficacité scénaristique, son rythme du début à la fin du voyage, même si certains critiques y décèlent quelques longueurs ou lenteurs,. Cette première comédie d'Oury condense d'emblée les éléments-clés de ses films à venir : des numéros d'acteurs, un duo de personnalités mal assorties, un ensemble de gags de tous types très travaillés, des personnages en mouvement permanent, des cascades et autres effets mécaniques spectaculaires,,. Il s'agit de l'une des premières itérations en France du road movie, genre venu d'Amérique. Le titre du « corniaud » est puisé dans l'argot, comme plus tard les mots « vadrouille » ou « carapate ».

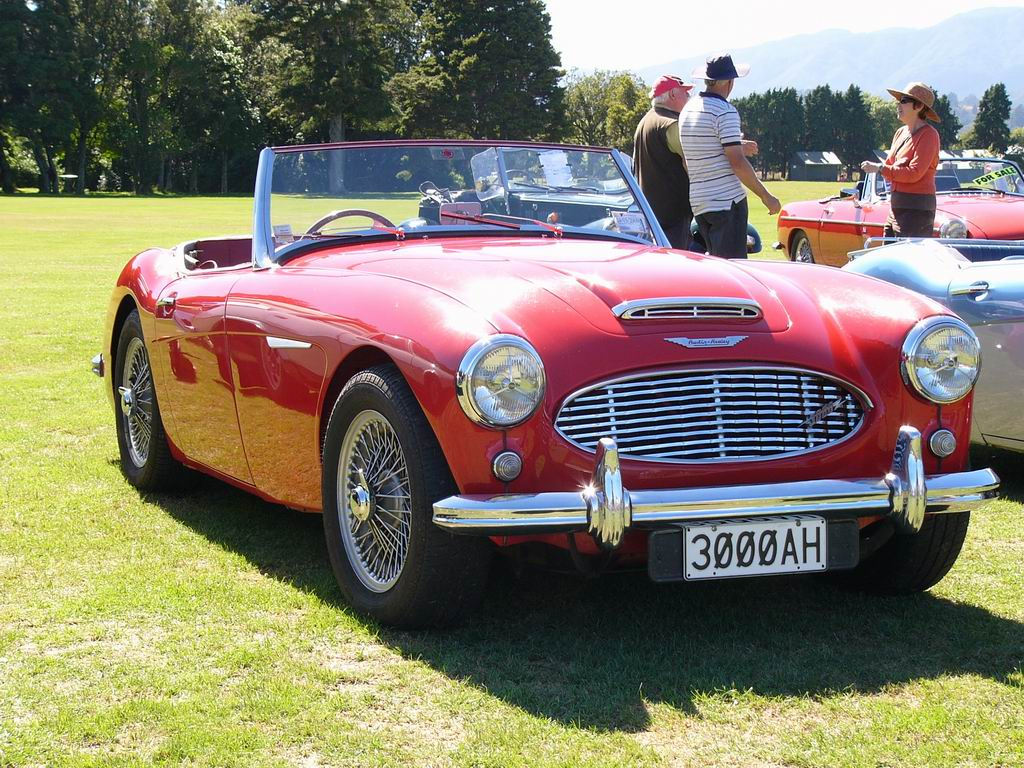
Le « bègue » et ses acolytes suivent Saroyan et le « corniaud » à bord d'une Austin-Healey 3000.

La confrontation de Bourvil et Louis de Funès dans les rôles principaux apparaît comme la qualité essentielle du succès du film,,,,. Le critique Antoine Royer rappelle pour l'époque la « force d'impact de cette opposition, géniale de simplicité, entre un grand lunaire un peu naïf et un petit teigneux manipulateur », d'un duo jusqu'alors inédit dans des rôles de même importance ; la première séquence de l'accident « impressionne par l'efficacité implacable de sa mécanique comique, dans le timing comme dans l'expressivité corporelle des deux comédiens » ; dans le reste du film, « Bourvil et Louis de Funès parviennent à s'emparer de séquences souvent bien anodines pour en faire des morceaux d’anthologie ». Les deux comédiens n'ont cependant que peu de scènes ensemble, puisque Saroyan évite d'être vu par Maréchal ; le corniaud et son tourmenteur ne se côtoient réellement qu'au début à Paris, dans le garage de l'hôtel romain, au camping, à la douane de Menton et à la fin à Bordeaux. La collision lançant leur rencontre, brutale mise en situation, plante aussitôt leur différence : le mépris de classe et l'arrogance de l'un face à la faiblesse et la bonhommie de l'autre qui se laisse marcher dessus.
Le rôle d'Antoine Maréchal offre à Bourvil une nouvelle déclinaison du « con », personnage-type du cinéma comique français, qui emporte l'adhésion du public par sa gentillesse et sa vulnérabilité et faire rire par sa naïveté,,. Connu depuis des années pour ses rôles franchement comiques, reposant sur sa candeur et sa nonchalance, Bourvil livre quelques notes dramatiques ou du moins émouvante dans les scènes de comédie romantique, où il joue de son charme particulier,,. Bertrand Dicale considère que chacun de ses moments amusants comporte toujours un certain humanisme, attire la compassion du spectateur envers son personnage, provoque un « rire fraternel ». Il donne une certaine épaisseur à ce personnage, tour à tour raté attachant face aux femmes ou capable de flouer un gangster en jouant les parrains. Déjà manipulé par Saroyan, Maréchal est aussi utilisé par Gina pour rendre son petit-ami jaloux. Louis de Funès fait mouche en poussant à l'excès son personnage de grincheux, nerveux, atrabilaire, opportuniste, veule face à tout homme en position de force, tyrannique envers ses subordonnés, odieux dès les premières minutes envers le pauvre Maréchal, avec une touche d'immoralité permise par ce rôle de truand,. Il exprime notamment toutes ces facettes de son jeu dans sa rivalité avec « le bègue », successivement objet de sa hargne, de sa crainte ou de sa sournoiserie. Oury donne au trio de gangsters italiens les caractéristiques archétypaux attendus mais aussi un côté humain, pour contrebalancer avec Saroyan, la véritable pourriture.

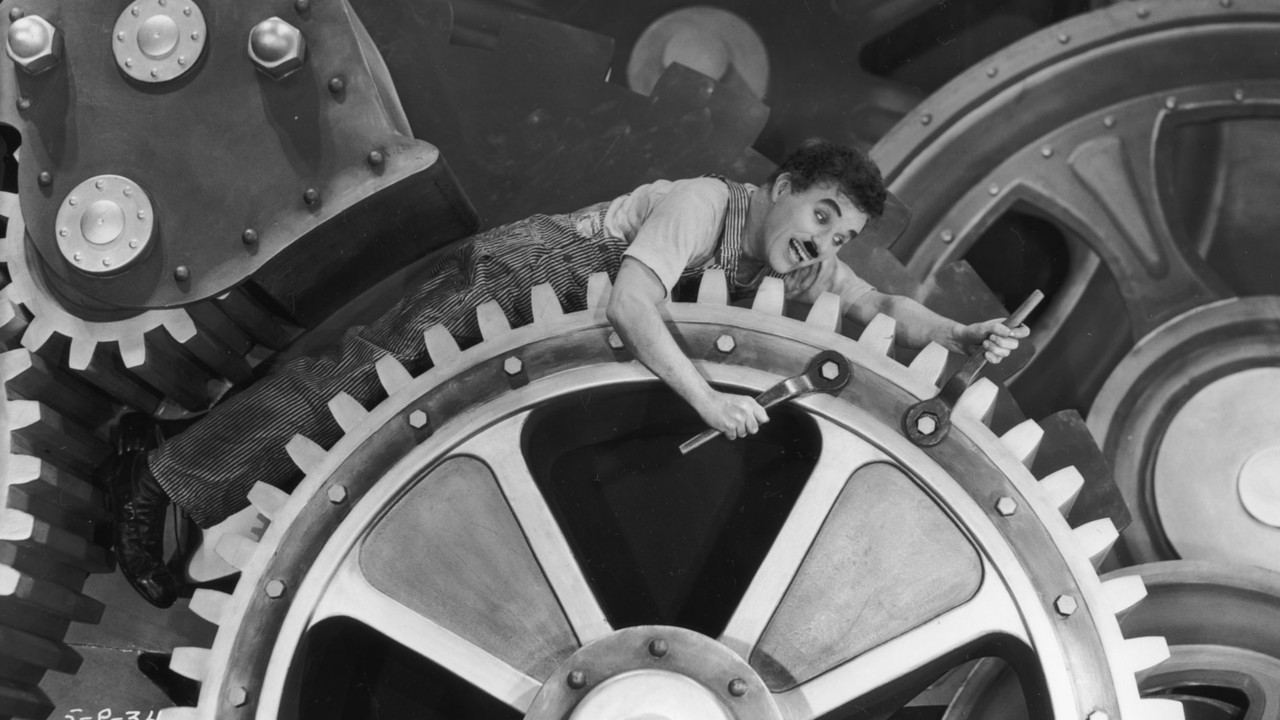
L'une des références de Louis de Funès, Charlie Chaplin dans Les Temps modernes (1936).

En solo, Louis de Funès s'illustre particulièrement dans deux séquences quasi muettes, mettant en valeur son comique gestuel et visuel,. La scène de la douche au camping, où il subit la promiscuité d'un géant musclé, lui permet de jouer la gêne (face aux regards douteux du bellâtre culturiste), l'envie et la déception (en le comparant avec son piètre physique) jusqu'à l'explosion de colère du petit face au grand,. La seconde est la scène du garage romain, dans laquelle il est si pressé qu'il répare la Cadillac lui-même (sous l'oeil médusé du garagiste), chacun de ses mouvements, gestes et mimiques s'accordant au rythme de la tarentelle La danza de Gioachino Rossini,,. Comme Oury, Louis de Funès admire les comiques du temps du cinéma muet qu'étaient Laurel et Hardy, Harold Lloyd et surtout Charlie Chaplin, puisant auprès d'eux sa façon de jouer et son type de comique, le slapstick, burlesque américain très visuel, reposant sur le physique ou des accessoires. Jean Pieuchot reconnaît que « pour cette scène, il s'était beaucoup inspiré des grands comiques américains comme Chaplin et Buster Keaton qu'il connaissait parfaitement car il se passait souvent leurs films chez lui ». Ce travail en musique, à la chorégraphie millimétrée, est proche de la séance de rasage dans Le Dictateur (1940) où Chaplin rase un client en coordonant ses gestes au son de la cinquième des Danses hongroises de Brahms. De plus, cet environnement mécanique — les rouages dans le décor derrière de Funès debout sur la voiture, les mouvements rappelant le labeur à la chaîne — peut faire allusion au film Les Temps modernes (1936). Louis de Funès avait d'ailleurs été comparé à Chaplin par des critiques britanniques au début de sa carrière.

« Saroyan fait tout lui-même. Il déboulonne, reboulonne, répare, bouche, ponce, repeint, brique. Il semble improviser avec tous les outils qui lui tombent sous la main. Danse le menuet avec une épousseteuse électrique, patine avec des brosses au pied sur le toit de la voiture. La démonstration devient l’acte lui-même. À la fin, la Cadillac est nickel. C’est complètement aberrant, même si l’on considère que la minute et demie, par l’effet du montage, condense le travail d'une heure ou deux. (…) Sans un mot (du moins, on ne les entend pas) et tout en musique. La musique est le moteur de la scène. Oury, premier coup de génie, a choisi une tarentelle napolitaine de Gioacchino Rossini, arrangée par Respighi dans La Boutique fantasque. L'acteur semble en effet tout droit sorti d'un magasin d'automates. Le moindre de ses gestes épouse le rythme endiablé de la tarentelle, et bientôt c'est de Funès/Saroyan qui paraît diriger l'orchestre et mener le bal. (…) Une minute trente-trois, c'est très court, et on se demande en effet si on n'a pas rêvé. Cette scène est un film dans le film, une sorte de bonus totalement intégré à l’action, mais la sublimant par l'accélération soudaine et l'absence de tout dialogue. Un morceau de cinéma parfaitement magique, une pure performance (…). C’est le génie du burlesque muet resurgi au beau milieu d’un film en couleurs et parlant. Le bref triomphe de la pantomime dans une coproduction franco-italienne à budget hollywoodien. »

— François Gorin, Télérama, hors-série consacré à Louis de Funès, janvier 2013
Autre référence, la scène d'ouverture est reprise de la première rencontre cinématographique entre Bourvil et Gérard Oury, Le Miroir à deux faces (1958), également écrit par le second : au volant de sa 2 CV, Bourvil était percuté par la grosse américaine conduite par Oury, une scène à la tonalité totalement dramatique. Comme plus tard Le Grand Restaurant (1966), Le Corniaud colle à la mode des films de voyous parodiques de Georges Lautner, tels Les Tontons flingueurs (1963) ou Les Barbouzes (1964), dans le ridicule des malfrats et les bagarres burlesques notamment,. C'est d'ailleurs la bande rivale italienne qui fait avancer l'intrigue, en entrainant la disparition de la drogue et des bijoux. Le critique Louis Chauvet voit également dans le film l'influence de James Bond et de Fantômas. À l'instar de L'Homme de Rio, le personnage principal est un Français moyen dont l'extraordinaire aventure vécue est un simple interlude dans sa vie, ici des vacances. La critique de Playboy décèle une parenté avec Topkapi (1964), spectaculaire film de casse comique en couleurs, impliquant aussi la traversée d'une frontière par des braqueurs et un « pigeon », entre la Grèce et la Turquie.
Du point de vue juridique, le journal Le Point questionne en 2021 les éventuelles poursuites encourues par le criminel et sa mule : « le scénario pourrait inspirer ce sujet de droit pénal : Saroyan pourrait-il être condamné pour complicité (par instigation) sachant que le transporteur (auteur principal), ignorant tout du dessein criminel du propriétaire de la voiture, n'a commis aucune infraction (« il n'y a point de crime ou délit sans intention de le commettre », nous dit le Code pénal) ? ». Selon l'universitaire Philippe Conte, « peu importe que l'auteur principal ne soit coupable de rien parce que de bonne foi. Il suffit d’un acte théoriquement punissable en droit (le transport de stupéfiants et le recel de bijoux, en l'espèce) pour que la culpabilité des complices puisse être retenue ».

## Autour du film
- Dans sa chambre d'hôtel, Bourvil tient à la main un livre de science-fiction, il s'agit de Une Mouche nommée Drésa, de B.R. Bruss, Fleuve noir, coll. « Anticipation » no 239, 1964
- L'appareil photo du corniaud est un OPL Foca Focaflex.
- Durant le tournage, Venantino Venantini fit volontiers office de guide touristique aux 2 acteurs-vedettes et à Gérard Oury, notamment à Rome.